# Lista odcinków programu Szansa na sukces
Artykuł przedstawia listę odcinków programu Szansa na sukces. Numeracja i kolejność odcinków są zgodne z kolejnością pierwszej emisji na antenie TVP2.

## Edycja 1. (1993/1994)
| Nr | # | Gwiazda         | Data pierwszej emisji | Uwagi |
| -- | - | --------------- | --------------------- | --- |
| 1  | 1 | Maryla Rodowicz | 14 listopada 1993     | Uczestnicy: Filip Frątczak („Święty spokój”), Wiesława Jakubiak („To już było”), Jan Pietrusiewicz („Rozmowa przez ocean”), Andrzej Pawłowski („Jadą wozy kolorowe”), Ewa Jolanta Sawicka („Małgośka”), Kamil Badzioch („Remedium”), Dominika Jarzębowska („Rozmowa przez ocean”), Zbigniew Zelmo („To już było”) Zwycięzcy: Dominika Jarzębowska i Kamil Badzioch |
| 2  | 2 | Czerwone Gitary | 19 grudnia 1993       | Zwyciężczyni: Ewa Gil ("Anna Maria") |
| 3  | 3 | Skaldowie       | 23 stycznia 1994      | Zwycięzca: Tadeusz Smoliński ("Dopóki jesteś"); wyróżniony: Maciej Molęda („Z kopyta kulig rwie”) |
| 4  | 4 | Maanam          | 13 marca 1994         | Uczestnicy: Dorota z Kielc („Kocham Cię, kochanie moje”), Jerzy Dziak („O! Nie rób tyle hałasu”), Joanna Karsznia („Lucciola”), Filip Frątczak („Wyjątkowo zimny maj”), Małgorzata Retkowska („Złote tango, złoty deszcz”) i inni Zwyciężczyni: Małgorzata Retkowska |
| 5  | 5 | Trubadurzy      | 24 kwietnia 1994      | Uczestnicy: Iwona Zubka („Kasia”), Krzysztof Zaton („Przyjedź mamo na przysięgę”), Justyna Steczkowska („Nie przynoś mi kwiatów dziewczyno”), Włodzimierz Dębski („Krajobrazy”), Małgorzata Wyrwicz („Znamy się tylko z widzenia”), Long Than Do („Cóż wiemy o miłości”), Andrzej Rydzak („Byłaś tu”), Jan Szemiel („Ej, Sobótka, Sobótka”) Zwycięzcy: Małgorzata Wyrwicz, Long Than Do                                                                                  |
| 6  | 6 | Laureaci 1994   | 18 czerwca 1994       | Uczestnicy: Małgorzata Retkowska („O! Nie rób tyle hałasu”), Kamil Badzioch („Do łezki, łezka”), Justyna Steczkowska („Boskie Buenos”), Long Than Do („Anna Maria”), Stanisław Plakwicz („Prześliczna wiolonczelistka”), Małgorzata Wyrwicz („To już było”), Maciej Molęda („Cała jesteś w skowronkach”), Dominika Jarzębowska („Rozmowa przez ocean”), Andrzej Smoliński („Cóż wiemy o miłości”), Ewa Gil („Życzenia z całego serca”) Zwyciężczyni: Justyna Steczkowska |

## Edycja 2. (1994/1995)
W 8. odcinku w studiu na ekranie poza występami uczestników i teledyskami pokazany był ostatni kadr z czołówki programu (wcześniej był tylko napis tytułowy).
| Nr | #  | Gwiazda                                              | Data pierwszej emisji | Uwagi |
| -- | -- | ---------------------------------------------------- | --------------------- | --- |
| 7  | 1  | VOX                                                  | 18 września 1994      | |
| 8  | 2  | Alicja Majewska, Halina Frąckowiak, Piotr Szczepanik | 16 października 1994  | Uczestnicy: Viola Brzezińska („Jeszcze się tam żagiel bieli”), Dagmara Jóźwik („Odkryjemy miłość nieznaną”), Jadwiga Wojnowska („Być kobietą”), Jacek-Hubert Dzik („Napisz, proszę”) Zwyciężczynie: Viola Brzezińska, Dagmara Jóźwik; wyróżniona: Jadwiga Wojnowska |
| 9  | 3  | Budka Suflera                                        | 6 listopada 1994      | Uczestnicy: Janusz Kawon (Memu miastu na do widzenia), Artur Grabowski (Jest taki samotny dom), Małgorzata Bugaj (Jolka, Jolka pamiętasz), Zenon Tucholski (Cisza jak ta), Marcin Styczeń (Twoje radio), Stanisław Głowiński (Sen o dolinie), Joanna Ziaja; Paweł Myszczyszyn (Cień wielkiej góry) Zwyciężczyni: Joanna Ziaja („Cały mój zgiełk”); wyróżnieni:Marcin Styczeń, Artur Grabowski |
| 10 | 4  | Marek Grechuta                                       | 18 grudnia 1994       | Udział wzięli m.in. Wojciech Brudziński („Ocalić od zapomnienia”), Magdalena Steczkowska („Dni, których nie znamy”), Mariusz Arkitek ("Niepewność"), Barbara Wysocka i Gabriela Dworakowska Zwyciężczynie: Wysocka i Dworakowska |
| 11 | 5  | Filipinki                                            | 15 stycznia 1995      | Zwyciężczyni: Anna Paradzisz („Batumi”) |
| 12 | 6  | Bajm                                                 | 5 lutego 1995         | Uczestnicy: Agnieszka Jagiełło („Za, za, za”), Sebastian Duch („Dwa serca, dwa smutki”), Marta Wołkow („Nie ma wody na pustyni”), Beata Szefler („Jezioro szczęścia”), Anna Przędzak („Ta sama chwila”), Adam Korszun („Płynie w nas gorąca krew”), Joanna Sitko („Piechotą do lata”), Violetta Misiuna („Józek, nie daruję ci tej nocy”) Zwyciężczyni: Anna Przędzak |
| 13 | 7  | Breakout                                             | 5 marca 1995          | Uczestnicy: Iwona Zielińska („Nie ukrywaj wszystko wiem”), Teresa Głuch („Wyspa”), Adam Wlazły („Poszła bym za tobą”), Beata Trawka („Studnia bez wody”), Urszula Gertner („Na drugim brzegu tęczy”), Agata Tymińska („Zaśpiewam ci tak”), Jędrzej Bykowski („Gdybyś kochał hej!”), Agnieszka Zięba („Anna”), Andrzej Łańczot („Wyspa”) Zwyciężczyni: Beata Trawka; wyróżnieni: Agata Tymińska, Andrzej Łańczot |
| 14 | 8  | Helena Majdaniec, Karin Stanek, Jacek Lech           | 2 kwietnia 1995       | Uczestnicy: Edyta Szubińska („Chłopiec z gitarą”), Izydor Miśta („Jutro będzie dobry dzień”), Tomasz Drążkowski („20 lat a może mniej”), Robert Kania („Gdzie szumiące topole”), Anna Serzycka („Zakochani są wśród nas”), Tomasz Stera („Autostop”), Jerzy Diatłowicki („Bądź dziewczyną z moich marzeń”), Barbara Szot („Malowana lala”), Jacek Pszczółka („Rudy rydz”) Zwycięzca: Tomasz Stera |
| 15 | 9  | Partita                                              | 28 maja 1995          | Uczestnicy: Elżbieta Małkiewicz („Wszystko za wszystko”), Jadwiga Baszyńska („Pytasz mnie co Ci dam”), Bartłomiej Zdanowicz („Bądź słoneczny”), Anna Ślęzak („Nasz codzienny ląd”), Adelajda Drążkowska („Mamy tylko siebie”), Piotr Łazarkiewicz („Dwa razy dwa”), zespół – Ewa Chmielewska, Danuta Lech, Piotr Baryliszyn, Piotr Kirstein („Walc z dobrego snu”), Iwona Drgas („Kiedy wiosna buchnie majem”), Marek Szmitka („Marzyciele”) Zwycięzca: Bartłomiej Zdanowicz; wyróżnienie: zespół – Ewa Chmielewska, Danuta Lech, Piotr Baryliszyn, Piotr Kirstein |
| 16 | 10 | Koncert laureatów 1995 – cz. I                       | 1 lipca 1995          | Uczestnicy: Jakub Monasterski („Szczęśliwej drogi już czas”), Lucyna Lubicz-Stefańska („Masz w oczach nieba dwa”), Dagmara Jóźwik („Odkryjemy miłość nieznaną”), Jadwiga Wojnowska („Być kobietą”), Viola Brzezińska („Jeszcze się tam żagiel bieli”), Maciej Molęda („Kulig”), Stanisława Koksa („Wiosna”), Mariusz Arkitek („Dni, których nie znamy”), Barbara Wysocka i Gabriela Dworakowska („Będziesz moją panią”) |
| 17 | 11 | Koncert laureatów 1995 – cz. II                      | 1995                  | Uczestnicy: Joanna Sitko („Cisza”), Artur Grabowski („Jest taki samotny dom”), Joanna Ziaja („Cały mój zgiełk”), Long Than Do („Malowana lala”), Tomasz Stera („Autostop”), Ewa Gil („U stóp szklanych gór”), Anna Przędzak („Biała armia”) Zwyciężczyni: Viola Brzezińska |
| 18 | 12 | Republika                                            | 29 lipca 1995         | Uczestnicy: Lidia Bosak („Ciało”), Karina Setkowska („Śmierć w bikini”), Marian Jurkiewicz („Kombinat”), Joanna z Kędzierzyna-Koźla („Biała flaga”), Andrzej Mordasiewicz („Tak, tak to ja”), Diana Białobłocka („Sexy doll”), Mirosław Berka („Telefony”), Agnieszka Gola („Obcy astronom”), Małgorzata Jędrzejewska („Nie pytaj o Polskę”) Zwyciężczyni: Diana Białobłocka |

## Edycja 3. (1995/1996)
W tej edycji zmieniły się napisy końcowe – odtąd były prezentowane na jednej z niebieskich ścian kostki sześciennej (wcześniej były na obrazie).
| Nr | #  | Gwiazda                           | Data pierwszej emisji | Uwagi |
| -- | -- | --------------------------------- | --------------------- | --- |
| 19 | 1  | Czesław Niemen                    | 17 września 1995      | Uczestnicy: Izabela Przybysz („Obok nas”), Barbara Draczkowska („Płonie stodoła”), Sylwia i Monika Balcerzak („Pod Papugami”), Joanna Berner („Baw się w ciuciu-babkę”), Jarosław Królikowski („Czy mnie jeszcze pamiętasz”), Marta Smuk („Dziwny jest ten świat”), Andrzej Krawczuk („Wspomnienie”), Renata Kozoń („Domek bez adresu”), Daniel Jurkowski („Stoję w oknie”) Zwyciężczynie: Sylwia i Monika Balcerzak; wyróżnione: Izabela Przybysz, Marta Smuk, Renata Kozoń                         |
| 20 | 2  | Varius Manx                       | 1 października 1995   | Uczestnicy: Beata Jupowicz-Józefowska („Pocałuj noc”), Waleria Molenda („Zanim zrozumiesz”), Małgorzata Owczarek („Zabij mnie”), Łukasz Piekarski („Tokyo”), Katarzyna Stankiewicz („Zamigotał świat”), Ryszard Popek („Bez”), Anita Jadacka („Piosenka księżycowa”), Monika Wasiak („Oszukam czas”) Zwyciężczynie: Katarzyna Stankiewicz i Anita Jadacka; wyróżniona: Małgorzata Owczarek |
| 21 | 3  | Sława Przybylska i Jerzy Połomski | 26 listopada 1995     | Uczestnicy: Paweł Sakowski („Bo z dziewczynami”), Anna Świątczak („Pamiętasz, była jesień”), Stefan Rudecki („Moja miła, moja cicha, moja śliczna”), Magdalena Marczewska („Wspomnij mnie”), Anna Motyka („Jak to dziewczyna”), Małgorzata Bańkowska („Daj”), Katarzyna Bronarska („Już nigdy”), Sławomir Stępień („Cała sala śpiewa z nami”) Zwyciężczynie: Anna Świątczak i Anna Motyka |
| 22 | 4  | Alibabki                          | 17 grudnia 1995       | Uczestnicy: Marta Bednarska („Dom w malwy malowany”), Judyta i Karol Zdziech („Pani Ty jesteś urocza”), Lech Szczeciński („Muzykalny zegar”), Beata Miziołek („Jak dobrze mieć sąsiada”), Paweł Cippert („To ziemia”), Angelika Stegemann i Agnieszka Radzewicz („Kapitańskie tango”), Marzena Korzonek („Kwiat jednej nocy”), Adam Dmoch („Tango zalotne przeleć mnie”), Małgorzata Łyko i Magda Brudzińska („Grajmy sobie w zielone”) Zwycięzcy: Paweł Cippert, Małgorzata Łyko i Magda Brudzińska |
| 23 | 5  | Perfect                           | 21 stycznia 1996      | Uczestnicy: Agnieszka Lorek („Niewiele ci mogę dać”), Paweł Tymiński („Wyspa, drzewo, zamek”), Iwona Mosakowska („Pepe wróć”), Piotr Kunkel („Nie płacz Ewka”), Aleksandra Miniewicz („Całkiem inny kraj”), Jerzy Lipnicki („Chcemy być sobą”), Julita Starbała („Kołysanka dla nieznajomego”), Maria Mączka („Autobiografia”), Aneta Grządziel („Ale wkoło jest wesoło”) Zwyciężczynie: Iwona Mosakowska i Julita Starbała                                                                          |
| 24 | 6  | Halina Kunicka                    | 11 lutego 1996        | Uczestnicy: Jagoda Kupcza („Wiatr kołysze gałązkami”), Sebastian Pawlak („Noce i dni”), Aleksandra Kur („To były piękne dni”), Marek Jóźwik („Orkiestry dęte”), Katarzyna Kasperska („Czekaj mnie, wypatruj mnie”), Eryk Szolc („O gwiazdo miłości”), Anna Misztal („Niech no tylko zakwitną jabłonie”), Barbara z Krakowa („Czy jest coś piękniejszego na świecie”) Zwyciężczyni: Katarzyna Kasperska                                                                                               |
| 25 | 7  | Irena Jarocka                     | 3 marca 1996          | Uczestnicy: Dariusz Krzak („Gondolierzy znad Wisły”), Maria Niedźwiadek („Odpływają kawiarenki”), Tomasz Błasiak („Kocha się raz”), Sławomir Owczarski („Motylem jestem”), Daria Bielenin („Wymyśliłam cię”), Barbara Jura („Co mnie w tobie zachwyciło”), Jacek Lachowicz („Beatlemania story”), Marzena Skorupa („Sto lat czekam na twój list”) Zwycięzcy: Daria Bielenin, Jacek Lachowicz |
| 26 | 8  | Lombard                           | 14 kwietnia 1996      | Uczestnicy: Kinga Włodarek („Mam dość”), Marcin Czyżewski („Stan gotowości”), Małgorzata Godlewska („Przeżyj to sam”), Mirosław Łężak („Szklana pogoda”), Anna Kołodziejak („Droga pani z telewizji”), Katarzyna Woźniak („Nasz ostatni taniec”), Rafał Lenart („Taniec pingwina na szkle”), Arkadiusz Dziewulski („Mister of America”) Zwycięzcy: Kinga Włodarek i Arkadiusz Dziewulski; wyróżnieni: Małgorzata Godlewska, Mirosław Łężak                                                           |
| 27 | 9  | Świat operetki                    | 3 maja 1996           | Uczestnicy: Małgorzata Gańko („Wielka sława to żart”), Dariusz Szumkowski („Usta milczą, dusza śpiewa”), Swietłana Słota („Lat 20 miał mój dziad”), Piotr Oleksy („Dziewczyno ty moja”), Maria Teresa Gawryś („Pieśń o Wilii”), Joanna Nadolska („Morze szumiące rytmem fal”), Piotr Wałkowski („Aria ze śmiechem”), Katarzyna Kołodziejczyk („Twoim jest serce me”), Krzysztof Tatarek („Miłość to niebo na ziemi”) Zwycięzcy: Małgorzata Gańko i Piotr Wałkowski                                   |
| 28 | 10 | Edyta Bartosiewicz                | 26 maja 1996          | Uczestnicy: Dominika Franiak („Urodziny”), Agata Hylińska („Sen”), Andrzej Wasilewski („Zegar”), Agnieszka Miłosz („Zabij swój strach”), Wojciech Dąbrowski („Ostatni”), Margita Ślizowska („Koziorożec”), Piotr Gogol („Tatuaż”), Krzysztof Galas („Szał”) Zwycięzcy: Dominika Franiak i Piotr Gogol; wyróżnieni: Margita Ślizowska i Wojciech Dąbrowski |
| 29 | 11 | Koncert laureatów 1996 – cz. I    | 9 czerwca 1996        | Uczestnicy: Marian Jurkiewicz („Kombinat”), Diana Białobłocka („Sexy doll”), Marta Smuk („Dziwny jest ten świat”), Sylwia i Monika Balcerzak („Pod Papugami”), Renata Kozoń („Domek bez adresu”), Bartłomiej Zdanowicz („Mamy tylko siebie”), Anita Jadacka („Bez”), Waleria Molenda („Zanim zrozumiesz”), Anna Świątczak („Pamiętasz, była jesień”), Anna Motyka („Jak to dziewczyna”), Piotr Wałkowski („Aria ze śmiechem”)                                                                        |
| 30 | 12 | Koncert laureatów 1996 – cz. II   | 9 czerwca 1996        | Uczestnicy: Dominika Franiak („Koziorożec”), Wojciech Dąbrowski („Ostatni”), Piotr Gogol („Tatuaż”), Julita Starbała („Kołysanka dla nieznajomego”), Paweł Cippert („Nie mogę ci wiele dać”), Iwona Mosakowska („Całkiem mój kraj”), Kinga Włodarek („Mam dość”), Mirosław Łężak („Szklana pogoda”), Arkadiusz Dziewulski („Mister of America”) Zwyciężczyni: Anna Świątczak |

## Edycja 4. (1996/1997)
| Nr | #  | Gwiazda                         | Data pierwszej emisji | Uwagi |
| -- | -- | ------------------------------- | --------------------- | --- |
| 31 | 1  | De Mono                         | 22 września 1996      | Uczestnicy: Anna Szewczuk („Kamień i aksamit”), Elżbieta, Aneta i Katarzyna Drygas („Ostatni pocałunek”), Andrzej Majkowski („Kochać inaczej”), Józef Pluszczewicz („Moje miasto nocą”), Anna Kułakowska („Druga w nocy”), Janusz Sobolewski („Statki na niebie”), Janusz Kruciński („Dwa proste słowa”), Antoni Żmudziński („Znów jesteś ze mną”) Zwyciężczyni: Anna Kułakowska; wyróżniony: Józef Pluszczewicz |
| 32 | 2  | Lady Pank                       | 20 października 1996  | Uczestnicy: Ania Szarmach („To, co mam”), Robert Bąk („Mała Lady Punk”), Marek Sochacki („Tańcz, głupia, tańcz”), Ewa Widawska („Tacy sami”), Michał Panenka („Vademecum skauta”), Małgorzata Nazar („Kryzysowa narzeczona”), Juliusz Kamil Kuźnik („Zostawcie Titanica”), Janusz Marcak („Mniej niż zero”), Natalia Dalimączyńska („Zawsze tam, gdzie ty”) Zwycięzca: Juliusz Kamil Kuźnik |
| 33 | 3  | Elektryczne Gitary              | 17 listopada 1996     | Uczestnicy: Patryk Kanon („Nie pij, Piotrek”), Ewa Maler („Włosy”), Władysław Jarecki („Dzieci”), Rafał Pydyś („Człowiek z liściem na głowie”), Marzena Samselska („Głowy L.”), Witold Hoffmann („Wytrąciłaś mnie z równowagi”), Michelle Andrews („Koniec”), Krzysztof Pietrzak („Wszystko ch.”), Józef Kapołka („Jestem z miasta”), Iwona Nartowska („Dziki”) Zwycięzca: Krzysztof Pietrzak; wyróżnieni: Władysław Jarecki, Michelle Andrews, Iwona Nartowska                                                              |
| 34 | 4  | Krystyna Prońko                 | 15 grudnia 1996       | Uczestnicy: Karolina Ostolska („Bożek gorzelny”), Magdalena Rzemek („W jakim obcym domu”), Marcin Darmosz („Modlitwa o miłość prawdziwą”), Bogumiła Gumula („Deszcz w Cisnej”), Anna Maliszewska („Małe tesknoty”), Eugeniusz Silerski (Walczyk z filmu Hallo Szpicbródka), Luiza Czarnohuz („Jesteś lekiem na całe zło”), Adam Krylik („Niech moje serce kołysze ciebie do snu”), Anna Maria Kubiak („Papierowe ptaki”) Zwycięzcy: Marcin Darmosz i Adam Krylik; wyróżniona: Anna Maliszewska                               |
| S1 | S1 | Kolędy 1996                     | 25 grudnia 1996       | Udział wzięli m.in.: Donald Tusk („Wśród nocnej ciszy”), Jan Suzin („Gdy śliczna Panna”), Grażyna Torbicka, Nina Terentiew, Szymon Majewski, Janusz Stokłosa, Katarzyna Dowbor, Lech Falandysz |
| 35 | 5  | Urszula Sipińska                | 19 stycznia 1997      | Uczestnicy: Agnieszka Krysztofiak („Mam cudownych rodziców”), Piotr Wróblewski („Są takie dni w tygodniu”), Elżbieta Krasuska („Zapomniałam”), Jarosław Surgulewski („Jaka jesteś Mario”), Jadwiga Tyc („Chcę wyjechać na wieś”), Agnieszka Kowalczyk („Mam tylko Ciebie”), Małgorzata Godlewska („Sza la la zabawa trwa”), Jerzy Rychlewicz („Komu weselne dzieci”), Marlena Fibakiewicz („Poziomki”) Zwyciężczynie: Agnieszka Krysztofiak i Marlena Fibakiewicz                                                            |
| 36 | 6  | Urszula                         | 16 lutego 1997        | Uczestnicy: Grzegorz Wawrzeńczyk („Luz-blues w niebie same dziury”), Patrycja Kosmala („Rysa na szkle”), Anna i Justyna Lichacy („Niebo dla ciebie”), Zenon Stogniew („Malinowy król”), Agnieszka Iwanowska („Konik na biegunach”), Kryspin Olszowy („Na sen”), Agnieszka i Paweł („Dmuchawce, latawce, wiatr”), Magdalena Szelejewska („Ja płaczę”), Krzysztof Januszko („Fata morgana”) Zwycięzca: Zenon Stogniew; wyróżnieni: Kryspin Olszowy, Patrycja Kosmala                                                           |
| 37 | 7  | Ewa Bem                         | 31 marca 1997         | Uczestnicy: Małgorzata Stępień („Miłość jest jak niedziela”), Andrzej Gałka („Żyj kolorowo”), Urszula Kozik („Sprzedaj mnie wiatrowi”), Zbigniew Zaranek („Pomidory”), Agata Godowska i Katarzyna Komorowska („Znów księżniczka Anna spadła z konia”), Andrzej Sztaba („Podaruj mi trochę słońca”), Kasia Cerekwicka („Wyszłam za mąż, zaraz wracam”), Mirosław Kopyto („Miłość to jest wielki skarb”), Sylwia Deptuła („Serce to jest muzyk”) Zwyciężczyni: Kasia Cerekwicka; wyróżnieni: Zbigniew Zaranek, Mirosław Kopyto |
| 38 | 8  | Michał Bajor                    | 20 kwietnia 1997      | Uczestnicy: Kinga Wagner („Ja wbity w kąt”), Dorota Wagner („Chciałbym”), Modest Ruciński („Walc na tysiąc pas”), Anna Daczkowska („Nie opuszczaj mnie”), Angelika Wdowczyk („Mandalay”), Grzegorz Milczarczyk („Naszych matek maleńkie mieszkanka”), Anna Piechurska („Nie chcę więcej”), Michał Stogniew („Nasza niebezpieczna miłość”), Marta Kolbus („Ogrzej mnie”) Zwycięzca: Grzegorz Milczarczyk; wyróżniona: Anna Piechurska                                                                                         |
| 39 | 9  | Zbigniew Wodecki                | 18 maja 1997          | Uczestnicy: Barbara Wojtasik („Izolda”), Zygmunt Kowalik („Pszczółka Maja”), Fryderyk Röhl („Oczarowanie”), Wioletta Wysocka i jej ojciec („Chałupy welcome to”), Anna Nikiforowa („Z tobą chcę oglądać świat”), Mariusz Brzyszcz („Lubię wracać tam, gdzie byłem”), Marta Karpiuk („Zacznij od Bacha”), Sławomir Wąsik („Opowiadaj mi”), Marek Wylężek („Znajdziesz mnie znowu”) Zwyciężczyni: Anna Nikiforowa; wyróżniony: Zygmunt Kowalik                                                                                 |
| 40 | 10 | Koncert laureatów 1997 – cz. I  | 21 czerwca 1997       | Koncert rozpoczęła laureatka 1996 Anna Świątczak piosenką Pamiętasz była jesień Uczestnicy: Zenon Stogniew („Malinowy Król”), Kryspin Olszowy („Na sen”), Marcin Darmosz („Modlitwa o miłość prawdziwą”), Adam Krylik („Jesteś lekiem na całe zło”), Iwona Nartowska („Dziki”), Krzysztof Pietrzak („Wszystko ch.”), Michelle Andrews („Koniec”), Anna Nikiforowa („Lubię wracać tam gdzie byłem”) |
| 41 | 11 | Koncert laureatów 1997 – cz. II | 22 czerwca 1997       | Uczestnicy: Anna Piechurska („Nie chcę więcej”), Modest Ruciński („Mandalay”), Grzegorz Milczarczyk („Ogrzej mnie”), Anna Kułakowska („Druga w nocy”), Józef Pluszczewicz („Moje miasto nocą”), Mirosław Kopyto („Miłość to jest wielki skarb”), Zbigniew Zaranek („Pomidory”), Kasia Cerekwicka („Wyszłam za mąż zaraz wracam”), Ania Szarmach („Zawsze tam gdzie ty”), Marek Sochacki („Tańcz głupia, tańcz”), Kamil Kuźnik („Zostawcie Titanica”) Zwyciężczyni: Kasia Cerekwicka                                          |
| 42 | 12 | Irena Santor                    | 21 września 1997      | Uczestnicy: Beata Łubgan („Maleńki znak”), Monika Salita („Walc Embarras”), Dorota Lutomska („Każda miłość jest pierwsza”), Marcin Czyżewski („Powrócisz tu”), Jacek Chojecki („Już nie ma dzikich plaż”), Dorota Dalba („Tych lat nie odda nikt”), Tadeusz Gruszczyński („Jak to dziewczyna”), Krzysztof Grabala („Tango Milonga”) Zwyciężczyni: Monika Salita |

## Edycja 5. (1997/1998)
| Nr | #  | Gwiazda                         | Data pierwszej emisji | Uwagi |
| -- | -- | ------------------------------- | --------------------- | --- |
| 43 | 1  | Pod Budą                        | 19 października 1997  | Program rozpoczęła Kasia Cerekwicka piosenką „Wyszłam za mąż, zaraz wracam”. Uczestnicy: Anna Matejko („Bardzo smutna piosenka retro”), Alicja Kocan („Jak kapitalizm to kapitalizm”), Bartłomiej Hom („Nie przenoście nam stolicy do Krakowa”), Aneta Suchacka („Na całość”), Wojciech Bardowski („Wciąż ta sama miłość”), Sylwia Świątek („Ballada o ciotce Matyldzie”), Stanisław Trębski („Przy niedzieli zabawa”), Łukasz Szemraj („Tokszoł”), Piotr Wrzosek („Kraków Piwna 7”) Zwycięzca: Bartłomiej Hom                                                                   |
| 44 | 2  | T.Love                          | 23 listopada 1997     | Uczestnicy: Wiesław Paszko („Autobusy i tramwaje”), Piotr Tomaszewski („Warszawa”), Janusz Pustuła („Stany”), Anna Kołodziejak („Chłopaki nie płaczą”), Andrzej Francik („Jak żądło”), Rafał Ratajczak („Wychowanie”), Anna Ślęzak („1996”), Piotr Bronisławski („IV.L.O.”), Michał Wigurski („I love you”) Zwycięzcy: Janusz Pustuła i Anna Kołodziejak |
| 45 | 3  | Maryla Rodowicz                 | 14 grudnia 1997       | Uczestnicy: Grzegorz Kokocha („Sing-Sing”), Jadwiga Olszewska („Kolorowe jarmarki”), Andrzej Lampert („Ludzkie gadanie”), Justyna Świrniak („Niech żyje bal”), Romuald Roczeń („Ale to już było”), Edyta Szubińska („Polska Madonna”), Grzegorz Maczel („Rozmowa przez ocean”), Eryk Szolc („Remedium”), Katarzyna Mikołajczak („Łatwopalni”) Zwycięzca: Andrzej Lampert; wyróżnieni: Romuald Roczeń, Eryk Szolc |
| S2 | S2 | Szansa na sukces dzieciom       | 10 stycznia 1998      | Udział wzięli m.in. Grzegorz i Weronika Ciechowscy, Katarzyna i Maciej Dowbor |
| 46 | 4  | Robert Chojnacki                | 18 stycznia 1998      | Uczestnicy: Piotr Ludwig („Ktoś kradnie mi czas”), Karina Kurlanda („Niecierpliwi”), Grzegorz Borowski („I love You do bólu”), Kwartet wokalny „Problem”: Alina Ledwoń, Joanna Nocuń, Mirosław i Adam Kopyto („Budzikom śmierć”), Małgorzata Przędzak („Wielka strata”), Tadeusz Piątkiewicz („Kiedy patrzysz na mnie”), Magdalena Rzemek („Prawie do nieba”), Jarosław Bułka („Wianek z gwiazd”), Mariusz Bielecki („Mój dobry duch”) Zwycięzcy: Kwartet wokalny „Problem” |
| 47 | 5  | Grzegorz Turnau                 | 22 lutego 1998        | Uczestnicy: Dariusz Lewandowski („Naprawdę nie dzieje się nic”), Genowefa Dyląg („To tu, to tam”), Joanna Kulig („Między ciszą a ciszą”), krawiec z Kutna („Pamięć”), Monika Dryl („Kawałek cienia”), Urszula Kozicka („Cichosza”), Dominik Samiła („Tutaj jestem”), Ryszard Sieklucki („Niebezpieczne związki”), Marek Chudziński („Bracka”) Zwyciężczyni: Joanna Kulig; wyróżnieni: Urszula Kozicka, Dominik Samiła |
| 48 | 6  | Piersi                          | 22 marca 1998         | Uczestnicy: Grzegorz Wilk („On nie jest cham”), Elżbieta Gosk („Hela”), Konrad Biel („My już są Amerykany”), Wojciech Urban („Leżę”), Beata Noszczyńska („Całuj mnie”), Andrzej Rudziński („Zośka”), Justyna Chwastek („Będziemy piwo pić”), Anna Więc („Oszukałaś mnie, dziewczyno”), Bartosz Wiśniewski („Maryna”) Zwycięzca: Beata Noszczyńska, Grzegorz Wilk; wyróżniona: Anna Wienc |
| 49 | 7  | Maria Koterbska                 | 12 kwietnia 1998      | Uczestnicy: Alicja Bator („Brzydula i rudzielec”), Eugeniusz Pietrucha („Serduszko puka w rytmie cza-cza”), Maria Widomska („Augustowskie noce”), Hao Bo („O tak w Polskę iść”), Radosław Krysman („Chłopcy z obcych mórz”), Jolanta Rzępała („Wrocławska piosenka”), Andrzej Rakoczy („Karuzela”), Marek Gerwatowski („Parasolki”), Dominika Staniewicz („Deszcz”) Zwyciężczyni: Maria Widomska; wyróżnieni: Alicja Bator, Hao Bo |
| 50 | 8  | Małkinianka                     | 13 kwietnia 1998      | Znani politycy i prezenterzy telewizyjni śpiewali pieśni wielkanocne, a wystąpili m.in. Jolanta Fajkowska, Donald Tusk i Janusz Korwin-Mikke. |
| 51 | 9  | Krzysztof Krawczyk              | 17 maja 1998          | Uczestnicy: Magdalena Bachowska („Pamiętam ciebie z tamtych lat”), Grzegorz i Piotr z Warszawy („Gdy nam śpiewał Elvis Presley”), Tunga Maciejewska („Byle było tak”), Andrzej Salikowski („To, co dał nam świat”), Justyna Gwardecka („Rysunek na szkle”), Grzegorz Markocki („Ostatni raz zatańczysz ze mną”), Łukasz Latopolski („Parostatek”), Aleksandra i Magdalena Bartczak („Pokochaj moje marzenia”), Katarzyna Chmielewska („Jak minął dzień”) Zwycięzca: Grzegorz Markocki; wyróżniona: Justyna Gwardecka                                                             |
| 52 | 10 | Koncert laureatów 1998 – cz. I  | 21 czerwca 1998       | Koncert rozpoczęła Kasia Cerekwicka piosenką Wyszłam za mąż, zaraz wracam Uczestnicy: Marcin Czyżewski („Powrócisz tu”), Monika Salita („Walc Embarras”), Anna Ślęzak („1996”), Anna Kołodziejak („Chłopaki nie płaczą”), Janusz Pustuła („Stany”), Marlena Fibakiewicz („Zapomniałam”), Agnieszka Krysztofiak („Mam cudownych rodziców”), Kwartet wokalny „Problem”: Alina Ledwoń, Joanna Nocuń, Mirosław i Adam Kopyto („Budzikom śmierć”), Grzegorz Borowski („I love You do bólu”), Tunga Maciejewska („Byle było tak”), Grzegorz Markocki („Ostatni raz zatańczysz ze mną”) |
| 53 | 11 | Koncert laureatów 1998 – cz. II | 21 czerwca 1998       | Uczestnicy: Bartłomiej Hom („Przy niedzieli zabawa”), Łukasz Szemraj („Tokszoł”), Beata Noszczyńska („Całuj mnie”), Elżbieta Gosk („Hela”), Grzegorz Wilk („On nie jest cham”), Urszula Kozicka („Cichosza”), Joanna Kulig („Między ciszą a ciszą”), Edyta Szubińska („Polska Madonna”), Romuald Roczeń („Ale to już było”), Andrzej Lampert („Ludzkie gadanie”) Zwyciężczyni: Monika Salita |

## Edycja 6. (1998/1999)
| Nr | #  | Gwiazda                         | Data pierwszej emisji | Uwagi |
| -- | -- | ------------------------------- | --------------------- | --- |
| 54 | 1  | Justyna Steczkowska             | 6 września 1998       | Uczestnicy: Kamil Kuźnik („Grawitacja”), Jadwiga Wojnowska („Oko za oko, słowo za słowo”), Kinga Włodarek („Sama”), Marian Jurkiewicz („Niekochani”), Andrzej Lampert („Za karę”), Wojciech Dąbrowski („Kryminalna miłość”), Lucyna Lubicz-Stefańska („Tatuuj mnie”), Monika i Sylwia Balcerzak („Za dużo wiesz”), Mirosław Łężak („Dziewczyna szamana”) Zwycięzca: Andrzej Lampert; wyróżniona: Jadwiga Wojnowska |
| 55 | 2  | Big Cyc                         | 20 września 1998      | Uczestnicy: Liliana Kołodziejczyk („Makumba”), kwartet: Alicja z Nowego Dworu Mazowieckiego, Hubert z Dąbrowy Górniczej oraz Weronika i Olga z Ostrowa Lubelskiego („Shazza, moja miłość”), Małgorzata Karaś („Ballada o smutnym skinie”), Maciej Mazurkiewicz („Berlin Zachodni”), Katarzyna Krukiewicz i Marta Kaczmarczyk („Dramat fryzjerski”), Władysław Skalik („Guma”), Irena Kędzierska („Jak słodko zostać świrem”), Lucyna Kaczmarek („Kręcimy pornola”) Zwyciężczynie: Katarzyna Kurkiewicz i Marta Kaczmarczyk; wyróżniony: Władysław Skalik |
| 56 | 3  | O.N.A.                          | 18 października 1998  | Uczestnicy: Anita Dąbrowska („Koła czasu”), Bartosz Hącia („Krzyczę jestem”), Jadwiga Tyc („Kiedy powiem sobie dość”), Małgorzata Szmuda („Znalazłam”), Ryszard Sieklucki („Białe ściany”), Błażej Drab („To naprawdę już koniec”), Marta Szydłowska („Najtrudniej”), Karyna Kupa („Drzwi”) Zwycięzca: Błażej Drab; wyróżnione: Marta Szydłowska, Małgorzata Szmuda, Anita Dąbrowska |
| 57 | 4  | Tercet Egzotyczny               | 8 listopada 1998      | Uczestnicy: Anna Łukaszek („Pocałuj”), Remigiusz Garbiec („Grenada”), Magdalena, Jolanta i Katarzyna Bartczak („O,Izabello”), Łukasz Grabiasz („Żegnaj lato, żegnaj morze”), Aneta i Agnieszka Dudek („Ile wieczorów”), Paweł Przybytniak („Czerwona kredka”), Piotr Chajec („Pamelo, żegnaj”), Barbara Kolasińska („Na plaży w El Estartit”), Agata Krzemień („Guantanamera”) Zwyciężczynie: Aneta i Agnieszka Dudek; wyróżniony: Remigiusz Grabiec |
| 58 | 5  | Ryszard Rynkowski               | 22 listopada 1998     | Uczestnicy: Łukasz Nawara („Jawa”), Joanna Kaczyńska („Wypijmy za błędy”), Feliks Konarski („Życie jest nowelą”), Ewelina Jagiełka („Natalie”), chór „Ad libitum” z Łodzi („Rycz mała, rycz”), Łukasz Tworzydło („Zwierzenia Ryśka, czyli jedzie pociąg z daleka”), Tomasz Zabiegałowski („Bananowy song”), Paweł Usarek („Szczęśliwej drogi już czas”) Zwyciężczyni: Ewelina Jagiełka; wyróżnieni: chór „Ad libitum”, Łukasz Tworzydło |
| S3 | S3 | Muzyka filmowa                  | 13 grudnia 1998.      | Uczestnicy: Maciej Dejczer („Kiler”), Janusz Kijowski („Uciekaj moje serce”), Magdalena, Gabrysia i Piotr Łazarkiewiczowie („Wojna domowa”), Kazimierz Kutz („Już nie zapomnisz mnie”), Leszek Wosiewicz („Przygoda na Mariensztacie”) |
| 59 | 6  | 2 plus 1                        | 17 stycznia 1999      | Uczestnicy: Nikodem Kozak („Iść w stronę słońca”), Anna Anyszkiewicz („Chodź, pomaluj mój świat”), Zbigniew Zubel („Nie zmogła go kula”), Magdalena Kujawska („Wyspa dzieci”), Agnieszka i Sławomir Lisowscy („Czerwone słoneczko”), Marzena Samselska („Wstawaj, szkoda dnia”), Alicja Zdzienicka („Windą do nieba”), Katarzyna Kosman i Bogumiła Jaworska („Hej, dogonię lato”), Magdalena Kryńska („Na luzie”) Zwyciężczyni: Alicja Zdzienicka; wyróżnione: Katarzyna Kosman i Bogumiła Jaworska |
| 60 | 7  | Renata Przemyk                  | 31 stycznia 1999      | Uczestnicy: Anna Rybacka („Ten taniec”), Artur Leszczyński („Nie ty, to ktoś”), Angelika Miętkiewska („Bo jeśli tak ma być”), Paweł Wenderski („Protest dance”), Aneta Binkowska („Zero”), Jarosław Rawski („Ostatni z zielonych”), Konrad Biel („Kochaj mnie jak wariat”), Anna Gralec („Babę zesłał Bóg”) Zwycięzca: Paweł Węderski; wyróżnieni: Artur Leszczyński i Anna Gralec |
| 61 | 8  | Hey                             | 21 lutego 1999        | Uczestnicy: Marzena Jędrychowska („Moja i twoja nadzieja”), Jan Zachar („Niekoniecznie o mężczyźnie”), Wanda Kawęcka („Że”), Patrycja Kawęcka („Teksański”), Michał Kramarz („Zazdrość”), Maja Smyk („Misio”), Karolina Łukasiewicz („Eksperyment”), Miłosz Komorowski („Anioł”) Zwyciężczyni: Karolina Łukasiewicz |
| 62 | 9  | Zdzisława Sośnicka              | 7 marca 1999          | Uczestnicy: Irmina Gauza („Będzie, co ma być”), Mirosław Witkowski („Pamięć”), Jarosław Świerkot („Taki dzień się zdarza raz”), Milena Karpińska („Aleja gwiazd”), Krzysztof Niewiarowski („Z tobą chcę oglądać świat”), Monika Panasiuk („Codziennie pomyśl o mnie chociaż raz”), Artur Chamski („Julia i ja”), Katarzyna Kapustka („Kochać znaczy żyć”), Iwona Białkowska („Dom, który mam”) Zwyciężczyni: Milena Karpińska; wyróżnieni: Katarzyna Kapusta, Krzysztof Niewirowski, Mirosław Witkowski |
| 63 | 10 | Eleni                           | 21 marca 1999         | |
| 64 | 11 | Piosenka włoska                 | 5 kwietnia 1999       | Uczestnicy: Giorgio Peccolatto („Felicita”), Piervani Legranza („Nie płacz kiedy odjadę”), Paolo Cozza („Una lacrima sul viso”), Ermano Martini („Di mi quando, quando”), Antonio Angotti („Italiano vero”), Beata Jaworska i Nicol Peccolatto („O, sole mio”) Zwycięzca: Ermano Martini; wyróżnieni: Antonio Angotti, Beata Jaworska i Nicol Peccolatto |
| 65 | 12 | Violetta Villas                 | 18 kwietnia 1999      | Uczestnicy: Marta Masłowska („Józek”), Marcin Ziółkowski („Szczęście”), Anna Rogala („Przyjdzie na to czas”), Ewa Stanisławczyk („Pocałunek ognia”), Małgorzata Markiewicz („List do matki”), Weronika Korthals („Nie ma miłości bez zazdrości”), Piotr Kazimierczak („Całuj gorąco”), Sebastian Münch („Oczy czarne”) Zwyciężczyni: Weronika Korthals; wyróżnieni: Małgorzata Markiewicz, Marcin Ziółkowski |
| 66 | 13 | Zespół Mazowsze                 | 2 maja 1999           | Uczestnicy: Agnieszka Hunek („Cyraneczka”), chór Hades Band („Ej, przeleciał ptaszek”), Wojciech Urban („Łowiczanka”), Anna Jackiewicz i Aleksandra Grędzińska („Jadą goście, jadą”), tercet – Anna Piechurska, Katarzyna Kurdej, Jolanta Kozielska („Cyt, cyt”), Piotr Basiel i Paweł Usarek („Pod borem”), Sylwia Borowik („Świniarz”), Maria Dyś („Kukułeczka”), Michał Fiodorow („Furman”) Zwycięstwo: tercet – Anna Piechurska, Katarzyna Kurdej, Jolanta Kozielska; wyróżnienie: chór Hades Band |
| 67 | 14 | Formacja Nieżywych Schabuff     | 16 maja 1999          | Uczestnicy: Edyta Borkowska („Ludzie pragną piękna”), Adam Wasiela („Lato”), Ryszard Sikora („Faja”), Izabela Rojek („Żółty rower”), Grzegorz Niemczyk i Karol Grefka („Da, da, da”), Witold Domurat („Baboki”), Maja Tokarska („Schizofrenia”), Marcin Błądziński („Klub wesołego szampana”) Zwycięzca: Adam Wasiela; wyróżniony: Ryszard Sikora |
| 68 | 15 | Koncert laureatów 1999 – cz. I  | 11 czerwca 1999       | Koncert rozpoczęła Monika Salita piosenką Walc Embarras Uczestnicy: Magdalena Januszkiewicz („Na miłość nie ma rady”), Agata Stolarska („Za wszystkie noce”), Marta Kaczmarczyk i Katarzyna Krukiewicz („Dramat fryzjerski”), Władysław Salik („Guma”), Aneta i Agnieszka Dudek („Ile wieczorów”), Katarzyna, Aleksandra i Magdalena Bartczak („O, Izabelo”), Artur Leszczyński („Bo jeśli tak ma być”), Anna Gralec („Babę zesłał Bóg”), Paweł Węderski („Protest dance”) Pierwsza część kończy się śpiewaniem piosenki Volare w wykonaniu uczestników odcinka 64. z 5 kwietnia 1999, poświęconego piosence włoskiej |
| 69 | 16 | Koncert laureatów 1999 – cz. II | 12 czerwca 1999       | Uczestnicy: Milena Karpińska („Aleja gwiazd”), Mirosław Witkowski („Pamięć”), Katarzyna Kapusta („Kochać, znaczy żyć”), Krzysztof Niewiarowski („Z tobą chcę oglądać świat”), Błażej Drab („To naprawdę już koniec”), Jadwiga Tyc („Kiedy powiem sobie dość”), Ewelina Jagiełka („Nathalie”), Feliks Konarski („Życie jest nowelą”), Łukasz Tworzydło („Zwierzenia Ryśka, czyli jedzie pociąg z daleka”), chór Hades Band z Pajęczna („Cyraneczka”), trio: Anna Piechurska, Katarzyna Kurdej i Jolanta Kozielska („Cyt cyt”), Małgorzata Markiewicz („List do matki”), Ewa Stanisławczyk („Pocałunek ognia”), Marcin Ziółkowski („Szczęście”), Weronika Korthals („Nie ma miłości bez zazdrości”) Zwyciężczyni: Małgorzata Markiewicz |

## Edycja 7. (1999/2000)
| Nr  | #   | Gwiazda                                           | Data pierwszej emisji | Uwagi |
| --- | --- | ------------------------------------------------- | --------------------- | --- |
| 70  | 1   | Natalia Kukulska                                  | 10 października 1999  | Program rozpoczęła Małgorzata Markiewicz piosenką „List do matki”. Uczestnicy: Alicja Bator („Tyle słońca w całym mieście”), Tomasz Szymański, Georgina Tarasiuk („Dłoń”), Andriej Archipkin („Piosenka światłoczuła”), Paulina Ignasiak („Im więcej ciebie, tym mniej”), Beata Pieczywek („W biegu”), Ewelina Kalczyńska („Czy ona jest”). Zwyciężczyni: Georgina Tarasiuk |
| 71  | 2   | Ireneusz Dudek                                    | 24 października 1999  | Uczestnicy: Paweł Niewiadomski („Gdy wracam późno”), Katarzyna Żukiewicz („Zostałaś babą”), Lucjan Lajtner („Och, Ziuta”), Arkadiusz Makowski („Za 10 minut trzynasta”), Agata Zefirek („Zastanów się, co robisz”), Wasyl Łuczenko („Tak dobrze mi tu”), Katarzyna Wiercińska („To ty słodka”), Maciej Dorosz („Opakowanie pierwsza klasa”), Edyta Markiewicz („Au, sza la la la”) Zwycięzca: Arkadiusz Makowski; wyróżniona: Agata Zefirek |
| 72  | 3   | Wojciech Korda                                    | 7 listopada 1999      | Uczestnicy: Agata Rosińska („Ty i ja i noc”), Daniel Ciołek („Adagio cantabile”), Aleksandra, Izabela i Monika Okapiec („Przeprosiny walca”), Grzegorz Gust („Na betonie kwiaty nie rosną”), Anna Kulesza („Czy będziesz sama dziś wieczorem”), Konrad Swęd („Raz ją spotkałem”), Konrad Stępień („Mamy dla was kwiaty”), Damian Szczyguła („Niedziela będzie dla nas”) Zwycięzca: Damian Szczyguła; wyróżnieni: Agata Rosińska, Daniel Ciołek |
| 73  | 4   | Hanna Banaszak                                    | 21 listopada 1999     | Uczestnicy: Olga Szomańska („W moim magicznym domu”), Roman Ryszewski („Mam ochotę na chwileczkę zapomnienia”), Marina Łuczenko („Jesienny pan”), Aniela Szymkiewicz („Szeptem”), Anita Janowska („Żegnaj, kotku”), Krzysztof Bogdański („Ja dla pana czasu nie mam”), Daria Gralewska („Tak bym chciała kochać już”), Zbigniew Żelazko („Pogoda ducha”), Paulina Florkowska („Panienka z temperamentem”) Zwyciężczyni: Anita Janowska; wyróżnieni: Olga Szomańska, Krzysztof Bogdański |
| 74  | 5   | Norbi                                             | 12 grudnia 1999       | Uczestnicy: Małgorzata Rowicka („Pokręciło się w głowie”), Andrzej Gotowała („Rozkołysz się”), Ewa i Alicja Pyclik („Wszyscy razem”), Maria Jabłońska („Kobiety są gorące”), Magdalena Jakubczyk („I znowu to samo”), Jan Majkowski („Ballada studencka”), Piotr Mańkowski („Nie zaczepiaj mnie”), Małgorzata Filipowska („Pierwsze kochanie”) Zwyciężczynie: Ewa i Alicja Pyclik |
| S4  | S4  | Kolędy 1999)                                      | 25 grudnia 1999       | Uczestnicy: Katarzyna Nosowska („Dzisiaj w Betlejem”), Paweł Kukiz („Do szopy hej pasterze”), Grzegorz i Weronika Ciechowscy („Jezus malusieńki”), Małgorzata Ostrowska („Gdy śliczna Panna”), Marek Kościkiewicz („Gdy się Chrystus rodzi”), Krzysztof Kasowski („Przybieżeli do Betlejem”), Krzysztof Cugowski („Cicha noc”), Renata Przemyk („Bóg się rodzi”), Jan Borysewicz („Wśród nocnej ciszy”) |
| 75  | 6   | Edyta Górniak                                     | 1 stycznia 2000       | Uczestnicy: Joanna Rączy („Dotyk”), Joachim de Tusch-Lec („Dumka na dwa serca”), Hanna Stach („To Atlanta”), Wojciech Nadratowski („To nie ja!”), Aldona Marciniak („Jestem kobietą”), Wojciech Piegat („Kasztany”), Karolina Pasierbska („Kolorowy wiatr”) Zwyciężczyni: Hanna Stach; wyróżnione: Joanna Rączy, Karolina Pasierbska |
| 76  | 7   | No To Co                                          | 16 stycznia 2000      | |
| S5  | S5  | To już pięć lat! – koncert jubileuszowy – cz. I   | 29 stycznia 2000      | Uczestnicy: Justyna Steczkowska („Boskie Buenos”), Janusz Pustuła („Stany”), Edyta Szubińska („Polska Madonna”), Marcin Czyżewski („Powrócisz tu”), Viola Brzezińska („Jeszcze się tam żagiel bieli”), Marek Sochacki („Tańcz, głupia, tańcz”), Grzegorz Milczarczyk („Ogrzej mnie”), Marta Smuk („Dziwny jest ten świat”), Anna Świątczak („Pamiętasz, była jesień”), Piotr Wałkowski („Aria ze śmiechem”) |
| S6  | S6  | To już pięć lat! – koncert jubileuszowy – cz. II  | 30 stycznia 2000      | Uczestnicy: Maciej Molęda („Kulig”), Waleria Molęda („Zanim zrozumiesz”), Sylwia i Monika Balcerzak („Pod Papugami”), Feliks Konarski („Życie jest nowelą”), Georgina Tarasiuk („Dłoń”), Arkadiusz Dziewulski („Mister of America”), Kasia Cerekwicka („Wyszłam za mąż, zaraz wracam”), Elżbieta Gosk („Hela”), Wojciech Nadratowski („To nie ja!”), Joanna Kulig („Między ciszą a ciszą”), Józef Pluszczewicz („Moje miasto nocą”), tercet: Anna Piechurska, Katarzyna Kurdej, Joanna Kozielska („Cyt, cyt”), Monika Salita („Walc Embarras”), Łukasz Tworzydło („Jedzie pociąg z daleka”) |
| S7  | S7  | To już pięć lat! – koncert jubileuszowy – cz. III | 31 stycznia 2000      | Uczestnicy: Katarzyna Stankiewicz („Piosenka księżycowa”), Mirosław Łężak („Szklana pogoda”), Paweł Węderski („Protest dance”), Mirosław Witkowski („Pamięć”), Jadwiga Wojnowska („Być kobietą”), Andrzej Lampert („Ludzkie gadanie”), Weronika Korthals („Nie ma miłości bez zazdrości”), Urszula Kozicka („Cichosza”), Małgorzata Markiewicz („List do matki”), Zygmunt Kowalik („Pszczółka Maja”), Grzegorz Markocki („Ostatni raz zatańczysz ze mną”) Zwycięzca: Mirosław Witkowski Odcinek kończy się występem laureata oraz wspólnym śpiewaniem piosenki pt. Każdy ma prawo do snu.   |
| S8  | S8  | Walentynki 2000                                   | 13 lutego 2000        | Udział wziął m.in. Michał Ogórek, Edward Lutczyn, Stefan Friedmann, Krzysztof Piasecki, Maria Czubaszek, Krzysztof Jaroszyński, Szymon Majewski |
| 77  | 8   | Myslovitz                                         | 12 marca 2000         | Uczestnicy: Sebastian Duch („Peggy Brown”), Joe Derezinski („Scenariusz dla moich sąsiadów”), Janina Batycka („Myslovitz”), Adam Gruszczyński („Z twarzą Marilyn Monroe”), Ania Wyszkoni („Długość dźwięku samotności”), Sławomir Zakrzewski („Krótka piosenka o miłości”), Dorota Wolska („Zwykły dzień”), Michał Gasz („My”) Zwyciężczyni: Ania Wyszkoni; wyróżniony: Michał Gasz |
| 78  | 9   | Izabela Trojanowska                               | 19 marca 2000         | Uczestnicy: Agata Zefirek („Tydzień łez”), Andrzej Kruszewski („Jestem twoim grzechem”), Sylwia Jabłońska-Skonieczna („Pieśń o cegle”), Małgorzata Załóg („Nic za nic”), Joanna Kozak („Tyle samo prawd, ile kłamstw”), Artur Drobik („Wszystko czego dziś chcę”), Krystyna Zabłocka („Karmazynowa noc”), Janusz Jędrzejczyk („Brylanty'') Zwyciężczyni: Joanna Kozak; wyróżnieni: Agata Zefirek, Artur Drobik |
| 79  | 10  | Grażyna Łobaszewska                               | 9 kwietnia 2000       | |
| S9  | S9  | Wydanie świąteczne                                | 24 kwietnia 2000      | |
| 80  | 11  | Dżem                                              | 28 maja 2000          | Uczestniczyli: Tomasz Kłujszo („Wehikuł czasu”), Beata Rzepczyńska („Dzikość mego serca”), Krzysztof Niewirowski („Czerwony jak cegła”), Małgorzata i Anna Szmuda („Być albo mieć”), Nina Potocka („Naiwne pytania”), Malwina Mielczarek („List do M.”), Agnieszka Kruk („Autsajder”), Jakub Szadkowski („Whisky”) Zwycięzca: Krzysztof Niewirowski, wyróżniona: Malwina Mielczarek |
| 81  | 12  | Koncert laureatów 2000 – cz. I                    | 9 czerwca 2000        | |
| 82  | 13  | Koncert laureatów 2000 – cz. II                   | 10 czerwca 2000       | |
| 83  | 14  | Koncert laureatów 2000 – cz. III                  | 11 czerwca 2000       | Zwycięzca: Arkadiusz Makowski („Za 10 minut 13-sta”) |
| S10 | S10 | Eliminacje                                        | 29 lipca 2000         | 30-minutowy odcinek specjalny |

## Edycja 8. (2000/2001)
W tej edycji pojawiła się nowa czołówka, która zastąpiła tę starą z kostką sześcienną. Zmienił się też przerywnik, który przedstawiał albo ostatni kadr z czołówki, albo całą czołówkę. Wcześniej przerywnik przedstawiał wrzucanie 4 kadrów pierwszego odcinka do kostki sześciennej, a towarzyszył mu śpiew kobiety i mężczyzny – śpiew ten był w tonacji obniżonej o półton niż w czołówce programu.
| Nr  | #   | Gwiazda                          | Data pierwszej emisji | Uwagi |
| --- | --- | -------------------------------- | --------------------- | --- |
| 84  | 1   | Rudi Schuberth                   | 30 lipca 2000         | |
| 85  | 2   | Kasia Kowalska                   | 24 września 2000      | Wystąpiły m.in. chór AIRAM („Wyrzuć ten gniew”), Maria Tomaszewska („Coś optymistycznego”) i Dominika Lasiecka Zwyciężczyni: Dominika Lasiecka |
| 86  | 3   | Kayah                            | 8 października 2000   | Zwyciężczyni: Alicja Janosz („Prawy do lewego”) |
| 87  | 4   | Stanisław Sojka                  | 5 listopada 2000      | |
| 88  | 5   | Budka Suflera                    | 12 listopada 2000     | Zwyciężczyni: Kamila Juda („Cisza jak ta”) |
| 89  | 6   | Oddział Zamknięty                | 26 listopada 2000     | Uczestnicy: Celina Dygas („Zabijać siebie”), Łukasz Gałęziowski („Ten Wasz świat”), Agnieszka Siepietowska („Andzia i ja”), Adam Jaszczyński („Debiut”), Anna i Jerzy Cisek („Party”), Anna Ratuszna („Oddział”), Monika Martyna („Twój każdy krok”), Krzysztof Wachniewski („Obudź się”) Zwyciężczyni: Agnieszka Siepietowska, wyróżniony: Adam Jaszczyński |
| 90  | 7   | Edyta Geppert                    | 17 grudnia 2000       | Uczestnicy: Magdalena Kępko („Leon kameleon”), Eurazja Srzednicka („Zamiast”), Jerzy Gaj („Och życie, kocham cię nad życie”), Kalina Kasprzak („Idź swoją drogą”), Bogumiła Gumuła („Milczeć z tobą nie ma o czym”), Dominika Dawid („Nie, nie żałuję”), Michał Ślusakowicz („To nic, że to sen”), Małgorzata Kuś („Jaka róża taki cierń”), Aleksandra Kulesza („Słynne gładkie „ł””) Zwyciężczyni: Małgorzata Kuś, wyróżnione: Magdalena Kępko i Aleksandra Kulesza          |
| S11 | S11 | Kolędy 2000                      | 24 grudnia 2000       | Udział wzięli m.in. Ewa Bem („Przybieżeli do Betlejem”), Robert Janowski i Grzegorz Markowski („Cicha noc”), Beata Kozidrak i Natalia Kukulska („Wśród nocnej ciszy”) |
| S12 | S12 | Roma                             | 1 stycznia 2001       | W tym odcinku słynne cygańskie utwory śpiewały gwiazdy serialu Złotopolscy, m.in. Magdalena Stużyńska-Brauer, Ewa Kasprzyk, Małgorzata Rożniatowska, Anna Przybylska, Paweł Wawrzecki, Janusz Onufrowicz, Jerzy Turek i Alina Janowska |
| S13 | S13 | Dla Orkiestry                    | 21 stycznia 2001      | |
| 91  | 8   | Mieczysław Szcześniak            | 4 lutego 2001         | Wystąpili m.in. Larry Ugwu (Co Ty na to?) i Damian Wróbel (Przed śniadaniem (Luźny)) Zwycięzca: Damian Wróbel |
| S14 | S14 | Walentynki 2001                  | 14 lutego 2001        | Uczestnicy: Milena Ballue i Jarosław Kulczycki, Grażyna Strachota i Dariusz Szpakowski, Izabela i José Torres, Magdalena i Yach Paszkiewicz, Bogumiła Wander i Krzysztof Baranowski, Dorota Chotecka i Radosław Pazura, Krzysztof Skiba i Paweł Konnak |
| 92  | 9   | Janusz Laskowski                 | 18 lutego 2001        | Wystąpili: Anna Gomułkiewicz ("Powiadali przyjaciele"), Andrzej Kanarek ("Beata z Albatrosa"), Nikodem Kozak ("O,jak bardzo Cię kocham"), Magdalena Król i Anna Dudek („Niech się pani nie odwraca”), Kamil Drelichowski („Świat nie wierzy łzom”), Wiesława Bernhard („Żółty liść”), Małgorzata Maciaszek („Jechali Cyganie”), Arkadiusz Ruczaj („Śnił mi się rodzinny dom”) Zwyciężczyni: Małgorzata Maciaszek, wyróżnieni: Kamil Drelichowski, Magdalena Król i Anna Dudek |
| 93  | 10  | Robert Gawliński i Wilki         | 4 marca 2001          | Uczestnicy: Damian Surow („O sobie samym”), Narine Torosjan („Eli lama sabachtani”), Zbigniew Szczepański („Nie stało się nic”), Tacjana Gacka („Jeden raz odwiedzamy świat”), Tomasz Makowiecki („Son of the Blue Sky”), Krystyna Mieliwodzka („Mamy tylko chwile”), Leszek Kruk („Beze mnie o mnie”), Anna Wiśniewska („Moja baby”), Magdalena Frydrych („N'Avoie”) Zwycięzcy: Tacjana Gacka, Tomasz Makowiecki, Narine Torosjan                                            |
| 94  | 11  | Metro                            | 18 marca 2001         | Uczestnicy: Edyta Szubińska-Godlewska („Życie”), Marcin Czyżewski („A ja nie”), Michał Gasz („Litania”), Weronika Korthals („Wieża Babel”), Joanna Kulig („Uciekali”), Dominika Lasiecka („Szyba”), Małgorzata Markiewicz („Tylko w moich snach”), Damian Szczyguła („Na strunach szyn”), Paweł Wenderski („Hasła”) Zwyciężczyni: Weronika Korthals |
| 95  | 12  | Golec uOrkiestra                 | 16 kwietnia 2001      | Uczestnicy: Wojciech Pilwiński („Ściernisco”), Marta Szaroma („Szarpany”), Lucjan Lajtner („Lornetka”), Piotr i Izabela Lachendro oraz Sebastian Chmiel („Pieniądze to nie wszystko”), Joel Pedro Muianga („Słodycze”), Ryszard Kubik („Ty i tylko Ty”), Magdalena Rzemek („Crazy Is My Life”), Przemysław Skoczek („Ej Janicku ka ześ jes”) Zwyciężczyni: Magdalena Rzemek („Crazy Is My Life”), wyróżnieni: Piotr i Izabela Lachendro oraz Sebastian Chmiel                 |
| 96  | 13  | Jerzy Połomski                   | 29 kwietnia 2001      | Zwycięzca: Marcin Ziółkowski („Daj”) |
| 97  | 14  | Piotr Szczepanik                 | 13 maja 2001          | Uczestnicy: Ewa Olszewska („Zanim zaśniesz”), Tomasz Mazurek („Żółte kalendarze”), Marta Masłowska („Kochać”), Wojciech Stach („Zabawa podmiejska”), Joanna Nowicka („Puste koperty”), Michał Rudaś („Chciałbym kiedyś”), Szymon Wydra („Goniąc kormorany”), Joanna Kucharska („Nigdy więcej”) Zwycięzcy: Marta Masłowska i Michał Rudaś, wyróżnieni: Ewa Olszewska i Szymon Wydra                                                                                            |
| 98  | 15  | Krzysztof Kasowski (K.A.S.A.)    | 27 maja 2001          | Zwycięzca: Michał Kwiatkowski („Macho”) |
| 99  | 16  | Koncert laureatów 2001 – cz. I   | 1 czerwca 2001        | |
| 100 | 17  | Koncert laureatów 2001 – cz. II  | 2 czerwca 2001        | |
| 101 | 18  | Koncert laureatów 2001 – cz. III | 3 czerwca 2001        | Zwyciężczyni: Małgorzata Kuś („Jaka róża, taki cierń”) |
| 102 | 19  | Danuta Rinn                      | 10 czerwca 2001       | Pojawiły się m.in. utwory takie jak: Wszystkiego najlepszego, Na deptaku w Ciechocinku, Gdzie Ci mężczyźni, Tyle wdzięku Zwyciężczyni: Anna Mach („Gdzie Ci mężczyźni”), wyróżnione: Sylwia Kowalczyk i siostry Stefańskie |
| S15 | S15 | Letnie przeboje                  | 24 czerwca 2001       | |

## Edycja 9. (2001/2002)
| Nr  | #   | Gwiazda                          | Data pierwszej emisji | Uwagi |
| --- | --- | -------------------------------- | --------------------- | --- |
| 103 | 1   | Franciszek Walicki               | 16 września 2001      | Zwycięzca: ? („Jednego serca”) |
| 104 | 2   | Majka Jeżowska                   | 23 września 2001      | Zwyciężczyni: Marta Moszczyńska („Samba Mosquito”) |
| 105 | 3   | Anita Lipnicka                   | 7 października 2001   | Uczestnicy: Anna Gigiel („Jestem powietrzem”), Kazimierz Oroń („I wszystko się może zdarzyć”), Anna Wojciechowska („Mosty”), Anna Filipowicz („Historia jednej miłości”), Bartosz Pietrzak („Ballada dla śpiącej królewny”), Wiktoria Gorodeckaja („Zanim zrozumiesz”), Henryk Michalski („Gin z tonikiem”), Anna Chodyna („Piosenka księżycowa”) Zwycięzcy: Anna Wojciechowska i Bartosz Pietrzak, wyróżniony: Henryk Michalski                                                      |
| 106 | 4   | Czarno-Czarni                    | 14 października 2001  | |
| 107 | 5   | Beata i Bajm                     | 4 listopada 2001      | Zwyciężczyni: Beata Wald („Szklanka wody”) |
| 108 | 6   | Ich Troje                        | 11 listopada 2001     | Uczestnicy: Miłosz Komorowski („Ci wielcy ludzie”), Mirosława Goduńska („Wypijmy za tamto”); Sylwia Kurasiewicz („Razem, a jednak osobno”), Łukasz Tworzydło („Lecz to nie to”); Stanisław Płódowski („Zawsze z Tobą chciałbym być... (przez miesiąc)”), Emilia Tobolska („Szarość dnia”), Piotr Zaporowicz („A wszystko to... (bo Ciebie kocham)”), Oktawia Kawęcka („Powiedz”) Zwyciężczyni: Emilia Tobolska, wyróżnieni: Piotr Zaporowicz, Sylwia Kurasiewicz i Mirosława Goduńska |
| 109 | 7   | Stachursky                       | 9 grudnia 2001        | Zwycięzca: Krzysztof Zajdel („Typ niepokorny”) |
| 110 | 8   | Wojciech Gąssowski               | 23 grudnia 2001       | Zwyciężczyni: Małgorzata Kluz („To za nami”) |
| S16 | S16 | Arka Noego                       | 26 grudnia 2001       | Udział wzięli: Jolanta Pieńkowska, Włodzimierz Szaranowicz, Andrzej Kwiatkowski, Alicja Resich-Modlińska, Robert Makłowicz, Karol Strasburger, Małgorzata Wyszyńska („A gu gu”) i Piotr Kraśko („Ratuj mnie”) |
| 111 | 9   | Anna Maria Jopek                 | 20 stycznia 2002      | Zwyciężczyni: Ewelina Rajchel („Ja wysiadam”) |
| 112 | 10  | Andrzej Piaseczny                | 3 lutego 2002         | Uczestnicy: Beata Rzepczyńska („Niecierpliwi”), Joanna Maksymowicz („Imię deszczu”), Dziewczęce trio wokalne („Prawie do nieba”), Zenon Zięba („Mocniej”), Alicja Garncarczyk; Monika Urlik („Noc za ścianą”), Rafał Sadowski („Noce całe”) Zwyciężczyni: Alicja Garncarczyk („Jeszcze bliżej”) |
| 113 | 11  | Ryszard Rynkowski                | 17 lutego 2002        | Zwycięzca: Szymon Wydra („Dary losu”) |
| 114 | 12  | Seweryn Krajewski                | 10 marca 2002         | Uczestnicy m.in.: Anna Bijok („Lubię ten smutek”), Ilona Kaleta („Baw mnie”) Zwyciężczyni: Ilona Kaleta |
| 115 | 13  | Kora i Maanam                    | 17 marca 2002         | Uczestnicy: Justyna Chodzewicz-Twardowska („Po to jestem na świecie”), Mariusz Bielecki („Miłość od pierwszego spojrzenia”), Ewelina Wszołek („Bez ciebie umieram”), Błażej Drab („Wolno, wolno płyną łodzie”), Malwina Mielcarek („Cykady na Cykladach”), Kinga Tomaszewska („Po prostu bądź”), Leszek Różański („Róża – zdrada i wniebowstąpienie”), Magdalena Supeł („Wyjątkowo zimny maj”) Zwyciężczyni: Kinga Tomaszewska; wyróżnieni: Błażej Drab, Mariusz Bielecki             |
| S17 | S17 | Wielkanoc 2002                   | ?                     | Jednym z jurorów był Michał Gasz |
| 116 | 14  | Alicja Majewska                  | 21 kwietnia 2002      | Uczestnicy: m.in. Emilia Majcherczyk („Jaki piękny świat”) |
| 117 | 15  | Tadeusz Nalepa                   | 3 maja 2002           | Wystąpili, m.in.: Sylwester Świętoń („Oni zaraz przyjdą tu”), Michał Waszkiewicz, Trio Bez Nazwy i Paweł Mikosz Zwycięzcy: Sylwester Świętoń, Bez Nazwy (wspólnie zaśpiewali „Oni zaraz przyjdą tu”); wyróżnieni: Waszkiewicz, Mikosz |
| 118 | 16  | Koncert laureatów 2002 – cz. I   | 18 maja 2002          | |
| 119 | 17  | Koncert laureatów 2002 – cz. II  | 19 maja 2002          | |
| 120 | 18  | Koncert laureatów 2002 – cz. III | 19 maja 2002          | Uczestnicy: Krzysztof Zajdel („Czuję i wiem”), Michał Kwiatkowski („Macho”) i inni Zwyciężczyni: Beata Wald („Szklanka wody”) |
| S18 | S18 | Szansa dzieciom                  | 1 czerwca 2002        | Uczestnicy: Jolanta Fraszyńska („Miała baba koguta”), Jerzy Kryszak („Pszczółka Maja”), Paweł Wilczak („Jadą jadą misie”), Katarzyna Skrzynecka („W zielonym gaju”), Cezary Pazura („Cztery zielone słonie”), Daria Trafankowska („Pies na medal”), Jerzy Bończak („Pieski małe dwa”) Zwycięzca: Cezary Pazura |
| 121 | 19  | Bohdan Łazuka                    | 9 czerwca 2002        | Uczestnicy: m.in. Lucyna Franków („W siną dal”), Agnieszka Olszewska („To było tak”), Adam Cieślak („Bohdan, trzymaj się”) Zwycięzcy: Agnieszka Olszewska, Adam Cieślak |
| 122 | 20  | Piosenki Łucji Prus              | 16 czerwca 2002       | Ostatni odcinek IX edycji. Uczestnicy: m.in. Barbara Czerniecka („Walc szczęścia”), Eurazja Srzednicka („Szedł chłopiec ze swoją dziewczyną”) |

## Edycja 10. (2002/2003)
| Nr  | #   | Gwiazda                          | Data pierwszej emisji | Uwagi |
| --- | --- | -------------------------------- | --------------------- | --- |
| S19 | S19 | To już 10 lat! – cz. I           | 15 września 2002      | |
| S20 | S20 | To już 10 lat! – cz. II          | 22 września 2002      | |
| 123 | 1   | Robert Janson i Varius Manx      | 6 października 2002   | Uczestnicy: Krzysztof Guzowski („Jestem Tobą”), Emilia Tarasiewicz („Zanim zrozumiesz”), Zbigniew Mróz („Maj (singel)”), Martyna Lasiecka („Ruchome piaski”), kwintet wokalny „Vincent” („Łatwopalni”), Danuta Woźniak („Życie cudem jest”), Jarosław Wiszowaty („Małe szczęścia”), Piotr Paszke („Zabij mnie / Do ciebie”) Zwycięzca: Jarek Wist, wyróżnieni: Martyna Lasiecka i Krzysztof Guzowski |
| 124 | 2   | Andrzej Rosiewicz                | 13 października 2002  | Zwycięzca: Rafał Dzienniak |
| 125 | 3   | Brathanki                        | 20 października 2002  | Wystąpili m.in. Janusz Maleńczuk, Krzysztof Wąsik i Sławomir Panga Zwycięzca: Janusz Maleńczuk ("Siebie dam po ślubie") |
| 126 | 4   | Wojciech Młynarski               | 3 listopada 2002      | Uczestnicy m.in.: Aleksandra Skrzat („Ułańska fantazja”), Paweł Usarek („Przedostatni walc”) Zwycięzca: Paweł Usarek |
| 127 | 5   | Magda Umer                       | 17 listopada 2002     | Zwyciężczyni: Malwina Kalińska („Oczy tej małej”) |
| 128 | 6   | Szwagierkolaska                  | 1 grudnia 2002        | Uczestnicy: Lila Horoszko („Zbieranka matrymonialna”), Anna Tańska („Bal na Gnojnej”), Patricia Kazadi, Rafał Brzozowski („W Saskim ogrodzie”) i inni Zwyciężczyni: Anna Tańska; wyróżniony: Rafał Brzozowski |
| 129 | 7   | Ira i Artur Gadowski             | 15 grudnia 2002       | Zwyciężczyni: Aneta Figiel („Wiara”) Wyróżnienie: Krzysztof Kisała („Nie zatrzymam się”), Jacek-Hubert Dzik („Mój dom”), |
| S21 | S21 | Kolędy 2002                      | 26 grudnia 2002       | Udział wzięli m.in. Kamil Durczok, Jerzy Pilch, Agnieszka Maciąg, Mateusz Kusznierewicz i Beata Chmielowska-Olech |
| 130 | 8   | Stasiek Wielanek                 | 1 stycznia 2003       | Zwyciezca: Michał Gasz (Hanka) |
| 131 | 9   | Andrzej Rybiński                 | 19 stycznia 2003      | |
| 132 | 10  | Kombi                            | 2 lutego 2003         | Uczestnicy: Marcin Maliszewski (Kochać Cię za późno), Zbigniew Gajewski (Słodkiego, miłego życia), Zuzanna Madejska (Nasze rendez-vous) i inni Zwyciężczyni: Zuza Madejska |
| 133 | 11  | Marek Kościkiewicz               | 9 lutego 2003         | Zwycięzca: Andrzej Gaździcki („Gniew i żal”) |
| S22 | S22 | Jubilatka                        | 16 lutego 2003        | |
| 134 | 12  | Raz, Dwa, Trzy                   | 2 marca 2003          | Uczestnicy, m.in.: Sylwia Kosik („Czekam i wiem”), Michał Pełczyński („Małe gnojki”), Natalia Kaczorowska („Talerzyk”), Magdalena Pleskacz („Nikt nikogo (I tak warto żyć)”) Zwyciężczyni: Natalia Kaczorowska |
| 135 | 13  | Krzysztof Krawczyk               | 9 marca 2003          | Uczestnicy: Agnieszka Nowotarska („Jak minął dzień”), Tadeusz Maliszewski („Mój przyjacielu”), Patryk Rymanowski („Ślady na piasku”), Alicja Omyłka („Pamiętam ciebie z tamtych lat”), Marzena Korzonek („Gdybyś była moja”), Barbara i Ewa Zając („Ojda, ojda”), Marcin Darmosz („Bo jesteś ty”), Daniel Gromek („Parostatek”) Zwyciężczyni: Marzena Korzonek                                       |
| S23 | S23 | Kulisy                           | 6 kwietnia 2003       | Odcinek specjalny o tym, jak powstała Szansa na sukces |
| 136 | 14  | VOX                              | 13 kwietnia 2003      | Uczestniczyli m.in. Józef Kapołka („Nie martw się”) i Krzysztof Kaczmarek („Bananowy song”) Zwycięzca: Krzysztof Kaczmarek |
| 137 | 15  | Skaldowie                        | 27 kwietnia 2003      | Zwycięzcy: Katarzyna Kaplukiewicz i Marek Halicki („Nie całuj mnie pierwsza”) |
| 138 | 16  | Perfect                          | 18 maja 2003          | Zwyciężczyni: Angelika Wdowczyk („Ale wkoło jest wesoło”) |
| 139 | 17  | Koncert laureatów 2003 – cz. I   | 7 czerwca 2003        | |
| 140 | 18  | Koncert laureatów 2003 – cz. II  | 8 czerwca 2003        | |
| 141 | 19  | Koncert laureatów 2003 – cz. III | 8 czerwca 2003        | Zwyciężczynie: Marzena Korzonek („Modlitwa”) i Aneta Figiel („Wiara”) |

## Edycja 11. (2003/2004)
| Nr  | #   | Gwiazda                               | Data pierwszej emisji | Uwagi |
| --- | --- | ------------------------------------- | --------------------- | --- |
| S24 | S24 | Sukces w Szansie                      | 20 września 2003      | |
| 142 | 1   | Łzy                                   | 5 października 2003   | Udział wzięli m.in. Anna Gorajska i Grzegorz Garstka. |
| 143 | 2   | Irena Jarocka                         | 12 października 2003  | Udział wzięli m.in. Jan Zachar ("Kocha się raz"), Daniel Łoniewski, Natalia Gadzina ("Śpiewam pod gołym niebem") |
| 144 | 3   | Stan Borys                            | 16 listopada 2003     | Uczestnicy m.in.: Kamila Juda ("Studnia bez wody"), Marcin Maliszewski („Jaskółka uwięziona”), Natalia Sikora („Szukam przyjaciela”) Zwycięzca: Marcin Maliszewski |
| 145 | 4   | Paweł Kukiz i Jan Borysewicz          | 23 listopada 2003     | Uczestnicy, m.in. Paweł Mej ("Mała Lady Pank"), Aga Olszewska („Bo tutaj jest jak jest”), Lila Horoszko („Wciąż bardziej obcy”) |
| 146 | 5   | Kasia Stankiewicz                     | 7 grudnia 2003        | Wystąpili m.in. Katarzyna Bednarek ("Francuzeczka") i Marcin Chudziński Zwycięzca: Marcin Chudziński („Orła cień”) |
| 147 | 6   | Bogusław Mec                          | 14 grudnia 2003       | Wystąpiła m.in. Agnieszka Kućmierz („Na pozór”) |
| 148 | 7   | Kabaret Elita                         | 4 stycznia 2004       | |
| 149 | 8   | Papa Dance                            | 18 stycznia 2004      | Uczestnicy: Marcin Mroziński ("Nietykalni"), Agnieszka Zawidzka ("Maxi Singiel"), Grzegorz Dyniak ("Naj Story"), Joachim Andrzejkiewicz ("Nasz Disneyland"), Agata Zemirek ("Kamikaze wróć"), Daniel Szukalski ("Ocean wspomnień"), Marianna Michalska ("W 40 dni dookoła świata") Zwycięzca: Marcin Mroziński (w finale zaśpiewał Naj Story), wyróżnieni: Agnieszka Zawidzka i Joachim Andrzejkiewicz                                                             |
| 150 | 9   | Maciej Maleńczuk i Püdelsi            | 8 lutego 2004         | Uczestnicy: Monika Chodyniak („Mundialeiro”), Marek Łopatto („Kocham się”), Weronika Stańczyk („Kwas”), Anna Ślęzak („Jestem Sam”), Mateusz Kobierski („Mamba Samba”), Lucyna Mądrakowska („Uważaj na niego”), Chris Marco („Tango Libido”), Tomasz Sienkiewicz („Wolność słowa”) Zwycięzca: Chris Marco, wyróżniona: Weronika Stańczyk |
| 151 | 10  | Gang Marcela                          | 15 lutego 2004        | Wystąpiły m.in. Iwona Gapińska ("Kto jeśli nie Ty"), duet: Magdalena Rutkowska,Grzegorz Klimczak ("Mężczyzna i łzy") i Agnieszka Sucharska ("Zaświeciła moja gwiazda") Zwyciężczyni: Agnieszka Sucharska |
| 152 | 11  | Tadeusz Woźniak                       | 22 lutego 2004        | Zwyciężczyni: Magda Niewińska („Zegarmistrz światła”) |
| 153 | 12  | Jan Pietrzak i Pod Egidą              | 7 marca 2004          | Udział wziął m.in. Andrzej Gaździcki („Nadzieja”) |
| 154 | 13  | Halina Frąckowiak i Jarosław Kukulski | 21 marca 2004         | Uczestnicy: Patrycja Jurek („Tin Pan Alley”), Adam Czapski („Mały elf”), Malwina Kalińska („Serca gwiazd”), trio Rytmos ze Słubic: Anna Zasada, Kasia Rzeszot i Andżelika Kwiatkowska („Bądź gotowy dziś do drogi”), Krzysztof Bielecki („Napisz proszę”), Justyna Kokot („Papierowy księżyc”); Marcin Tomaszewski („Jak pięknie mogłoby być”), Karolina Kamzela („Dancing Queen”) Zwycięzca: Marcin Tomaszewski, wyróżnienia: Malwina Kalińska i Karolina Kamzela |
| 155 | 14  | Kabaret OT.TO                         | 4 kwietnia 2004       | Uczestnicy: Kinga Strzelczak („Lambaluna”), Andrzej Łuczak („Czego się boisz”), Aliona Szmukała („To już lato”), Józef Piątkiewicz („Baba”), Sławomir Fugiel („Zasmażka”), Maria Szydłowska („Jak ja kocham cię”), Karolina Przygoda („Sprytna i wybitna”) Zwyciężczyni: Karolina Przygoda, wyróżniony: Józef Piątkiewicz |
| S25 | S25 | Krywań                                | 12 kwietnia 2004      | Udział wzięli m.in. Katarzyna Klich, Violetta Najdenowicz (Fiolka), Paweł Kukiz, Krzysztof Kasowski, Artur Gadowski i Maciej Maleńczuk |
| 156 | 15  | Przeboje Anny Jantar                  | 18 kwietnia 2004      | Uczestnicy: Natalia Iwaniec („Za każdy uśmiech Twój”), Marek Halicki („Najtrudniejszy pierwszy krok”), Agnieszka Fajlhauer („Wielka dama tańczy sama”), Edyta Kręgiel („Nie wierz mi, nie ufaj mi”), Jan Berenda („Tyle słońca w całym mieście”), Anna Przykuta („Moje jedyne marzenie”), Danuta Urbańska („Żeby szczęśliwym być”), Julia Pietrucha („Nic nie może wiecznie trwać”), Zwyciężczyni: Edyta Kręgiel                                                   |
| 157 | 16  | Wanda i Banda                         | 25 kwietnia 2004      | Uczestniczyli m.in. Dariusz Wódkowski (Fabryka marzeń), Jan Szemiel (Para goni parę), Karolina Szklorz („Te letnie noce”) i Julita Woś („Hi-Fi”) Zwyciężczyni: Karolina Szklorz, wyróżnienie: Julita Woś |
| S26 | S26 | Przeboje Europy                       | 9 maja 2004           | Uczestnicy: Beata Wald („The Power of Love”), Katarzyna Rzadkosz i Andrzej Lampert („Felicità”), Emilia Tobolska („Milord”), Marcin Czyżewski („Angels”), Monika i Sylwia Balcerzak („Pod Papugami”), Michał Rudaś („Goodbye, My Love, Goodbye”), Olga Szomańska („Amor”), Kasia Cerekwicka („Imagine”) Zwycięzca: Marcin Czyżewski |
| 158 | 17  | Koncert laureatów 2004 – cz. I        | 22 maja 2004          | |
| 159 | 18  | Koncert laureatów 2004 – cz. II       | 23 maja 2004          | |
| 160 | 19  | Koncert laureatów 2004 – cz. III      | 23 maja 2004          | Zwycięzca: Marcin Maliszewski („Jaskółka uwięziona”) |

## Edycja 12. (2004/2005)
W tej edycji pojawiła się nowa czołówka, która zastąpiła tę używaną od 2000 roku. Zmieniła się scenografia, a odtąd napisy końcowe były puszczane na ekranie w studiu, a nie nakładane na obraz.
| Nr  | #   | Gwiazda                          | Data pierwszej emisji | Uwagi |
| --- | --- | -------------------------------- | --------------------- | --- |
| 161 | 1   | Justyna Steczkowska              | 3 października 2004   | Uczestnicy: Ewa Kozot („Kosmiczna rewolucja”), Zbigniew Jarzębowski („Za dużo wiesz”), Alicja Sajkowska („Kryminalna miłość”), Magdalena Nowak i Marcin Goździk („Za karę”), Joachim Andrzejkiewicz („Boskie Buenos”), Czesława Łuszcz („Dziewczyna szamana”), Michał Ślusakowicz („Tatuuj mnie”) Zwycięzca: Michał Ślusakowicz |
| 162 | 2   | TSA                              | 10 października 2004  | Uczestnicy: Tomasz Wróblewski („Proceder”), Natalia Sikora („Alien”), Magdalena Ćwiklińska („Maratończyk”), Włodzimierz Stepuro („Chodzą ludzie”), Natalia Kaczorowska („51”), Łukasz Zając („Kocica”), Tomasz Krawczyk („Biała Śmierć”) Zwyciężczyni: Natalia Kaczorowska |
| 163 | 3   | Reni Jusis                       | 24 października 2004  | Zwyciężczynie: Trio Rytmos ze Słubic („Ostatni raz”) |
| 164 | 4   | Leszcze                          | 7 listopada 2004      | Uczestnicy: Beata Bielińska („Ulice Gdyni”), Zofia Tkaczyk („Genowefa”), Kamil Kałuża („Irena”), Maria Golasowska („Twe usta jak maliny”), Krzysztof Bielecki („Kombinuj, dziewczyno”), Krystyna Leśniewska i Antoni Kuczewski („Taniec disco”), Alicja Bandalewicz („Ta dziewczyna”), Maria Majchrowska („Daj mi szansę”) Zwyciężczyni: Alicja Bandalewicz; wyróżniony: Kamil Kałuża                                                    |
| 165 | 5   | Katarzyna Klich                  | 14 listopada 2004     | Uczestnicy: Agnieszka Jatkowska („Kłam, ale mów do mnie ładnie”), Roland Pieczkowski („Sama tego chciałaś”), Ewelina i Sandra Mrozowskie („Lepszy model”), Elżbieta Smolarz („Pies ogrodnika”), Tomasz Lusawa („Calvados”), Marta Conder („No i jak”), Waldemar Mielcarski („Kobieta szpieg”), Karolina Karcz („Będę robić nic”) Zwycięzca: Waldemar Mielcarski; wyróżniona: Elżbieta Smolarz                                            |
| 166 | 6   | De Mono                          | 21 listopada 2004     | Uczestnicy: Dorota Sowa Kuziela („Kim naprawdę jesteś”), Łukasz Talik („Może to o nas”), Renata Grunwald („Żyj tylko chwilą”), Marcin Chudziński („Wszystko jest na sprzedaż”), Magdalena Michniak („Najlepsze pozostanie w nas”), Andrzej Pawelczyk („Nasza jest cała ta noc”), Edyta Kręgiel („Znowu zwykły dzień”), Karolina Leszko („Dwa proste słowa”) Zwyciężczyni: Edyta Kręgiel; wyróżniony: Marcin Chudziński                   |
| 167 | 7   | Krystyna Prońko                  | 12 grudnia 2004       | Uczestnicy: Anna Ozner („Małe tęsknoty”), Aleksandra Troczyńska („Deszcz w Cisnej”), Andrzej Gaździcki („W jakim obcym domu”), Katarzyna Seta („Jesteś lekiem na całe zło”), Elżbieta Retych („Jutro zaczyna się tu sezon”), Michał Gasz („Papierowe ptaki”), Ewelina Babiarz („Niech moje serce kołysze ciebie do snu”) Zwycięzca: Michał Gasz; wyróżnieni: Ewelina Babiarz, Andrzej Gaździcki, Aleksandra Troczyńska                   |
| 168 | 8   | Brathanki                        | 19 grudnia 2004       | Uczestnicy: Justyna Tondera („Modliła się dziewczyna”), Grzegorz Pawelec („Siebie dam po ślubie”), Barbara Czerkawska („Serce z marcepana”), Joanna i Elżbieta Śliwa („Gdzie ten który powie mi”), Bogdan Seklecki („W kinie w Lublinie”), Agnieszka Dyk („Czerwone korale”), Beata Zalasińska-Barć(„Wreszcie się ustatkuj”), Jadwiga Kędzior („Za wielkim morzem ty”) Zwyciężczyni: Agnieszka Dyk („Czerwone korale”)                   |
| S27 | S27 | Kolędy 2004                      | 26 grudnia 2004       | Udział wziął m.in. Jakub Wojewódzki |
| 169 | 9   | Czarno-Czarni                    | 16 stycznia 2005      | Uczestnicy: Gabriela Sadowy („Na pierwszy znak”), trio: Jan Król, Robert Kuś, Tomasz Osiński („Czy pamiętasz tę noc w Zakopanem”), Dariusz Tokarczyk („Zakochani są wśród nas”), Marta Owczarek („Gdy mi ciebie zabraknie”), Marek Ryszko („Augustowskie noce”), Arkadiusz Kluba („W małym kinie”), Tomasz i Adam Calicki („Odrobinę szczęścia w miłości”) Zwycięzca: Arkadiusz Kluba; wyróżnieni: Tomasz i Adam Calicki, Marta Owczarek |
| 170 | 10  | Wawele                           | 23 stycznia 2005      | Uczestnicy: Sebastian Wypych („Zostań z nami, melodio”), Danuta Balcer („Kacaraba”), Joanna Ostowska („Na strunach gitary”), Anna Stasiak-Kaczor („Zaczarowany fortepian”), Klaudia Walencik („Dom, który czeka”), Wojciech Dyja („Nie szkoda róż”), Angelika Wdowczyk („Biały latawiec”) Zwyciężczyni: Angelika Wdowczyk; wyróżniona: Klaudia Walencik                                                                                  |
| S28 | S28 | Walentynki 2005                  | 30 stycznia 2005      | Uczestnicy: Marta Walesiak i Mariusz Sabiniewicz („Walc Francois”), Joanna Koroniewska i Steffen Möller („Nasza jest noc”), Teresa Lipowska i Witold Pyrkosz („Patrzę na twoją fotografię”), Małgorzata Kożuchowska i Kacper Kuszewski („Bo to się zwykle tak zaczyna”), Katarzyna Cichopek i Anna Mucha („Ostatnia niedziela”), Dominika Figurska i Cezary Morawski („Co nam zostało z tych lat”)                                       |
| 171 | 11  | Wilki                            | 20 lutego 2005        | Uczestnicy: Katarzyna Jurasik („Wolność jak marzenia”), Gienek Loska („Ja ogień, ty woda”), Anna Józefina Lubieniecka („Here I Am”), Krzysztof Tatarek („Baśka”), Małgorzata Polak („Urke”), Łukasz Matuszczyk („O sobie samym”), Marzena Nowak („Bohema”) Zwyciężczyni: Anna Józefina Lubieniecka; wyróżniony: Gienek Loska |
| 172 | 12  | Harlem                           | 27 lutego 2005        | Uczestnicy: Emilia Izbaner („Czekając na miłość”), Karol Krupiński („Hedone”), Lidia Strzemecka („Ye ye”), Tomasz Wróblewski („Kora”), Katarzyna Wróbel-Sierocińska („Biegnę”), Przemysław Nowak („5:30”), Magdalena Arciszewska („Jak lunatycy”) Zwyciężczyni: Magdalena Arciszewska; wyróżniony: Przemysław Nowak |
| 173 | 13  | Małgorzata Ostrowska             | 13 marca 2005         | Uczestnicy: Aleksandra Bałachowska („Szklana pogoda”), Bogusław Wróblewski („Droga pani z TV”), Daniel Cilkowski („Gołębi puch”), Janusz Marcak („Mister of America”), Kinga Strzelczak („Mam dość”), Adam Bień („Lawa”), Lilianna Kisała („Tak jak pierwszy raz”) Zwycięzca: Adam Bien; wyróżniony: Daniel Cilkowski |
| 174 | 14  | Andrzej Dąbrowski                | 20 marca 2005         | Uczestnicy: Łukasz Zając („Do zakochania jeden krok”), Małgorzata Wyrąbkiewicz („Jej portret”), Zofia Gorczyńska („Zielono mi”), Mateusz Bodziewski („To sprawił rytm”), Andrzej Jabłoński („Chcę zrobić dla ciebie coś”), Anna Pryłowska („Przygoda z Marią”), Paweł Usarek („Sposób na czekanie”) Zwyciężczyni: Małgorzata Wyrąbkiewicz; wyróżniony: Mateusz Bodziewski                                                                |
| S29 | S29 | Tradycje wielkanocne na świecie  | 28 marca 2005         | Zwycięzcy: Giancarlo Russo i Kayo Nishimizu; wyróżnieni: Pascal Brodnicki, Theofilos Vafidis i Marylin Dypczyński Udział wzięli również: Conrado Moreno, Elisabeth Duda i Larry „Okey” Ugwu |
| 175 | 15  | T.Love                           | 24 kwietnia 2005      | Uczestnicy: Renata Kozoń („King”), Przemysław Kamiński („Polish boyfriend”), Agnieszka Zawidzka („Nie, nie, nie”), Jerzy Szukalski („Irish”), Barbara Brych („I love you”), Emilia Witkiewicz („Jazda”), Barbara Wasilewska („Warszawa”) Zwyciężczyni: Emilia Witkiewicz; wyróżniony: Jerzy Szukalski |
| 176 | 16  | Blue Café                        | 1 maja 2005           | Uczestnicy: Monika Gajewska („You may be in love”), Jacek Lewicki („Love song”), Monika Dobrowolska („Złość”), Mariola Niziołek („Do nieba, do piekła”), Lucjan Lajtner („Da me amor”), Tomasz Struszczyk („Ręce do góry”), Lucyna Modrakowska („Kochamy siebie”) Zwyciężczyni: Monika Dobrowolska; wyróżnieni: Jacek Lewicki, Lucjan Lajtner, Tomasz Struszczyk                                                                         |
| S30 | S30 | Eliminacje                       | 3 maja 2005           | Odcinek specjalny (30-minutowy) |
| S31 | S31 | Przed finałem                    | 8 maja 2005           | Składanka odcinków XII edycji |
| 177 | 17  | Koncert laureatów 2005 – cz. I   | 14 maja 2005          | Uczestnicy: Natalia Kaczorowska („51”), Natalia Sikora („Alien”), Józef Piątkiewicz („Baba”), Karolina Przygoda („Sprytna i wybitna”), Michał Gasz („Papierowe ptaki”), Aleksandra Troczyńska („Deszcz w Cisnej”) |
| 178 | 18  | Koncert laureatów 2005 – cz. II  | 14 maja 2005          | Uczestnicy: Czesława Łuszcz („Dziewczyna szamana”), Michał Ślusakowicz („Tatuuj mnie”), Magda Nowak i Marcin Goździk („Za karę”), Waldemar Mielcarski („Kobieta szpieg”), Roland Pieczkowski („Sama tego chciałaś”), Ewelina i Sandra Mrozowskie („Lepszy model”), Grzegorz Pawelec („Heniek”), Danuta Balcer („W kinie w Lublinie”), Agnieszka Dyk („Czerwone korale”)                                                                  |
| 179 | 19  | Koncert laureatów 2005 – cz. III | 15 maja 2005          | Wystąpili uczestnicy odcinków z zespołami Leszcze i De Mono Zwycięzca: Michał Gasz |
| 180 | 20  | Bayer Full                       | 22 maja 2005          | Uczestnicy: Krzysztof Bielecki („Cyganeczka Janeczka), Daniel Łoziński („Blondyneczka”), Edyta Szubińska („Osiemnastka”), Maria Tomaszewska i Jolanta, Lidka, Wanda („Wszyscy Polacy to jedna rodzina”), Jan Zachar („Moja muzyka”), Sławomir Pranga („Majteczki w kropeczki”), Kalina Duch („Polska gościnność”) Zwycięzca: Jan Zachar; wyróżniony: Sławomir Pranga                                                                     |
| 181 | 21  | Sława Przybylska                 | 12 czerwca 2005       | Uczestnicy: Edyta Piskorz („Gorącą nocą”), Damian Szczyguła („Na Francuskiej”), Marta Masłowska („Nie kochać w taką noc”), Iryna Gerus („Malagenia”), Przemysław Nowak („Pamiętasz była jesień”), Monika Urlik („Dziewczyna z Portofino”), Mateusz Kaczmarek („Okularnicy”), Joanna Dolata („Siedzieliśmy na dachu”) Zwyciężczyni: Marta Masłowska; wyróżniona: Joanna Dolata                                                            |
| 182 | 22  | Janusz Gniatkowski               | 19 czerwca 2005       | |

## Edycja 13. (2005/2006)
| Nr  | #   | Gwiazda                          | Data pierwszej emisji | Uwagi |
| --- | --- | -------------------------------- | --------------------- | --- |
| S32 | S32 | Wydanie specjalne – cz. I        | 18 września 2005      | Uczestnicy: Michał Kwiatkowski, Magdalena Rzemek, Weronika Korthals, Tomasz Makowiecki, Georgina Tarasiuk, Michał Gasz |
| S33 | S33 | Wydanie specjalne – cz. II       | 18 września 2005      | |
| 183 | 1   | Doda i zespół Virgin             | 2 października 2005   | Uczestnicy: Weronika Stańczyk („Znak pokoju”), Arkadiusz Starościk i Zbigniew Jarzębowski („Dżaga”), Magdalena Michniak („Chłopczyku mój”), Celina Krawiec („Kolejny raz”), Klaus Biets („Nie zawiedź mnie”), Dawid Grochowski („Szafa”), Maciej Klimarczyk („To Ty”) Zwyciężczyni: Weronika Stańczyk; wyróżnieni: Arkadiusz Starościk i Zbigniew Jarzębowski, Maciej Klimarczyk |
| 184 | 2   | Elektryczne Gitary               | 9 października 2005   | Pojawiły się m.in. piosenki: Co ty tutaj robisz, Co powie ryba, Człowiek z liściem, Nowa gwiazda; udział wzięli m.in. Czesława Kumala-Śmigielska, Tomasz Stokarczyk, Agnieszka Siepietowska Zwyciężczyni: Agnieszka Siepietowska |
| 185 | 3   | Grażyna Łobaszewska              | 23 października 2005  | Uczestnicy: Katarzyna Kosta („Słowa wolne są od cła”), Janusz Żak („Alain Delon”), Agnieszka Konarska („Za szybą”), Daniel Erdanowski („Brzydcy”), Joanna Buczkowska („Czas nas uczy pogody”), Bartłomiej Michalczyk („Magiczne ognie”), Martyna Lasiecka („Gdybyś”) Zwycięzca: Janusz Żak; wyróżniony: Bartłomiej Michalczyk |
| S34 | S34 | Wspomnienie 2005                 | 1 listopada 2005      | W odcinku wspominano m.in. Czesława Niemena, Annę Jantar, Annę German i Andrzeja Zauchę Udział wziął m.in. Michał Gasz („Obok nas”) |
| 186 | 4   | Big Cyc                          | 6 listopada 2005      | Uczestnicy: Maciej Klepacki („Berlin Zachodni”), Katarzyna Wojciechowska i Małgorzata Mazur („Guma”), Paweł Cichosz („Rudy się żeni”), Weronika Wronka („Każdy facet to świnia”), Jan Cytrona („Świat według Kiepskich”), Wiesława Kosiak („Nienawidzę szefa”), Marcel Wieteska („Makumba”) Zwyciężczyni: Wiesława Kosiak; wyróżniony: Jan Cytrona |
| 187 | 5   | Rudi Schuberth                   | 13 listopada 2005     | Uczestnicy: Klaudia Dzwonek („Głupi Jasiek”), Grzegorz Stachyra („Motylem byłem ale przytyłem”), Barbara Włoch-Wiszniowska i Barbara Gawęda („Monika dziewczyna ratownika”), Marcin Krzysiek („Wars wita”), Piotr Syska („Córka rybaka”), Barbara Sipa („Ciebie brak”), Ziemowit Janaszek („Berek”) Zwyciężczyni: Barbara Sipa; wyróżniony: Marcin Krzysiek |
| 188 | 6   | Poezja Mickiewicza               | 20 listopada 2005     | Uczestnicy: Marcin Przybylski („Nad wielką wodą i czystą”), Olga Borys („Panicz i dziewczyna”), Paweł Królikowski („Gęby za lud krzyczące”), Anita Sokołowska („Pani Twardowska”), Robert Kudelski („Nauka”), Monika Jarosińska („Rozmowa”), Michał Sitarski („Improwizacja do przyjaciół”) Zwyciężczyni: Monika Jarosińska |
| 189 | 7   | Martyna Jakubowicz               | 11 grudnia 2005       | Uczestnicy: Tomasz Wolski („Blues o zużytych butach”), Kinga Włodarek („Pukam do nieba bram”), Grzegorz Głowacki („Pin-up man”), Julita Woś („W domach z betonu”), Roman Słomka („Żagle tuż nad ziemią”), Justyna Łysak („Kiedy będę starą kobietą”), Paulina Górnisiewicz („Kretyni i osły”), Izabela Barteczko („Bądź poezją, bądź zaklęciem”) Zwycięzca: Tomasz Wolski; wyróżnione: Justyna Łysak, Izabela Barteczko                                                                               |
| 190 | 8   | Piosenki Katarzyny Gärtner       | 18 grudnia 2005       | Uczestnicy: Paulina Polit („Słoneczko uśmiechnij się”), Martyna Harabin („Małgośka”), Andrzej Gwalera („Diabeł i raj”), Magdalena Lechowicz i Weronika Zdeb („Weselne dzieci”), Małgorzata Siemieniec („Hej, dzień się budzi”), Agnieszka Aleksandrowicz („Bądź gotowy dziś do drogi”), Magdalena Szczepanek („Wielka woda”), Kamil Chomicz („Hej Hanno”) Zwyciężczyni: Magdalena Szczepanek |
| 191 | 9   | Zimowa piosenka                  | 26 grudnia 2005       | Uczestnicy: Marcin Prokop („Kulig”), Kazimiera Szczuka („Pastorałka dla bałwanów”), Andrzej Morozowski i Tomasz Sekielski („Dzwonki sań”), Katarzyna Obara („Jest taki dzień”), Michał Figurski („Zakopane”), Jarosław Kret („Zima lubi dzieci”), Tomasz Kammel i Paulina Chylewska („Pada śnieg”) Zwyciężczyni: Kazimiera Szczuka |
| 192 | 10  | Blue Café                        | 1 stycznia 2006       | Uczestniczki: Paulina Ignasiak („Hunting High and Low”), Kaja Karakios („Just the Two of Us”), Anna Bakalarska („I’m Outta Love”), Ewa Nawrot („(You Make Me Feel Like) A Natural Woman”), Katarzyna Rościńska („Money Is Too Tight to Mention”), Emilia Tobolska („Milord”), Dominika Gawęda („Walk Away”), Bogusława Burzenik („Can’t Take My Eyes Off You”) Zwyciężczyni: Dominika Gawęda |
| 193 | 11  | Stenia Kozłowska                 | 15 stycznia 2006      | Uczestnicy: Małgorzata Jamroży („Będę czekać”), Grzegorz Skrabek („Daj mi świat”), Grzegorz Polański („Nie tęsknię za nikim”), Agnieszka Klisik („Do szczęścia blisko”), Joe Derezinski („Czy to walc”), Bartosz Kuśmierczyk („Nikt mi Ciebie nie zastąpi”), Katarzyna Kosieradzka („Prócz nas nie mamy nic”) Zwycięzca: Joe Derezinski; wyróżniona: Małgorzata Jamroży |
| 194 | 12  | Happy End                        | 22 stycznia 2006      | Uczestnicy: Natalia Kaczorowska („Zza siedmiu gór”), Konrad Stępień („Jak się masz, kochanie”), Ewelina i Sandra Mrozowskie („Dobrze się mam, kochanie”), Wojciech Pilwiński („Nadaj do mnie S.O.S.”), Alicja Gancarczyk („Jaki piękny jest świat”), Urszula Kozicka („Słoneczna Kalifornia”), Krzysztof Bielecki („Ach, te twoje oczy”), Agnieszka Zawidzka („Dziś wielki bal”) Zwyciężczyni: Agnieszka Zawidzka; wyróżnione: Ewelina i Sandra Mrozowskie; wyróżnienie specjalne: Wojciech Pilwiński |
| 195 | 13  | Anna Jurksztowicz                | 5 lutego 2006         | Uczestnicy: Agnieszka Mrozińska („Stan pogody”), Artur Grobelny („Matki, żony i kochanki”), Bożena Mazur i Iza Nowak („Muszelko ratuj”), Ewa Kołacz („Hej men”), Mirosława Goduńska („Będzie tak jak jest”), Michał Jeleń („Na dobre i na złe”), Natalia Penar („Diamentowy kolczyk”), Grzegorz Gąsior („Czułość i kłamstwa”) Zwycięzca: Michał Jeleń; wyróżniony: Grzegorz Gąsior |
| S35 | S35 | Walentynki 2006                  | 12 lutego 2006        | Uczestnicy: Paweł Kukiz („Wielka sława to żart”), Justyna Steczkowska („Habanera z opery Carmen”), Szymon Wydra („Jedną mi tylko przeznaczył los”), Andrzej Lampert („La donna è mobile”), Anna Wyszkoni („Przetańczyć całą noc”), Maciej Miecznikowski („Usta milczą, dusza śpiewa”) |
| 196 | 14  | Patrycja Markowska               | 5 marca 2006          | Uczestnicy: Mateusz Rychlewski („Gdy zgasną światła”), Łucja Śrutkowska („Musisz być pierwszy”), Thomas Grotto („Tak o mnie walcz”), Karolina Szarubka („Drogi kolego”), Monika Miłosławska („Kołysanka”), Radosław Rejsel („Kameleon”), Marianna Błakujewa („Eliksir życia”) Zwyciężczyni: Karolina Szarubka; wyróżnieni: Mateusz Rychlewski, Thomas Grotto |
| 197 | 15  | Jacek Cygan                      | 26 marca 2006         | Uczestnicy: Beata Łapuk („Czas nas uczy pogody”), trio: Dariusz Urbańczyk, Piotr Mateja, Robert Barlik („Pokolenie”), Ewa Farna („Za młodzi, za starzy”), Romuald Ardanowski („Dotyk”), trio: Agnieszka Kalamis, Monika Gębala, Aleksandra Lipińska („C’est la vie – Paryż z pocztówki”), Kamila Mielnikiewicz („Baw mnie”), Paulina Zaleś („Łatwopalni”), Mariusz Moćko („Dary losu”) Zwyciężczyni: Ewa Farna; wyróżnieni: Paulina Zaleś, trio: Dariusz Urbańczyk, Piotr Mateja, Robert Barlik       |
| 198 | 16  | Beata Kozidrak (Bajm)            | 9 kwietnia 2006       | Uczestnicy: Grzegorz Kawalec („Wieczna zima”), Anna Józefina Lubieniecka („Złota Brama”), Dawid Wojtkiewicz („Dakota”), Józefa Trębacz („Siedzę i myślę”), Tomasz Filipczak („Teraz płynę”), Karolina Głąb („Nigdzie już nie znajdziesz”), Tacjana Gacka („Żal mi tamtych nocy”) Zwyciężczyni: Tacjana Gacka |
| 199 | 17  | Piosenki Eurowizji               | 16 kwietnia 2006      | Uczestnicy: Beata Noszczyńska („Parlez-vous français?”), Jarosław Jakubowski i Jarosław Suleja („Save Your Kisses for Me”), Marta Masłowska („Non ho l’età”), Jacek Lewicki („Waterloo”), Emilia Tobolska („Poupée de cire, poupée de son”), Wojciech Pilwiński („Piove (Ciao, ciao bambina)”), Joachim Andrzejkiewicz („Nel blu dipinto di blu (Volare)”) Zwyciężczyni: Emilia Tobolska; wyróżnieni: Joachim Andrzejkiewicz, Jarosław Jakubowski i Jarosław Suleja                                   |
| 200 | 18  | Romuald Lipko                    | 23 kwietnia 2006      | Uczestnicy: Monika Gajewska („Pokonamy fale”), Anna Kozok („Dmuchawce, latawce, wiatr”), Marek Wodzyński („Wszystko, czego dziś chcę”), trio: Katarzyna Kaplukiewicz, Marek Halicki, Marek („Malinowy król”); Czesława Kumala-Śmigielska („Nic nie może wiecznie trwać”), Gabriela Maksymowicz („Aleja gwiazd”), Marcin Jaworek („Tyle samo prawd, ile kłamstw”) Zwyciężczyni: Anna Kozok; wyróżniony: Marcin Jaworek                                                                                 |
| S36 | S36 | Mundial 2006                     | 7 maja 2006           | Uczestniczki: Katarzyna Zielińska („Tajemnica Mundialu”), Monika Dryl („Futbol, futbol”), Elżbieta Jędrzejewska („Trzej przyjaciele z boiska”), Joanna Liszowska („Mundialeiro”), Joanna Sydor („On gra na skrzydle”), Anna Dereszowska („Bo moj chłopiec piłkę kopie”), Dominika Łakomska („Ty się bracie nie denerwuj”) Zwyciężczyni: Monika Dryl |
| 201 | 19  | Krystyna Giżowska                | 14 maja 2006          | Uczestnicy: Anna Polczyk („Nie było ciebie tyle lat”), Patryk („Złote obrączki”), Marta Lewandowska („Mój stały ląd”), Karolina Perdek („W drodze do Fontainebleau”), Marek Śrutwa („Otwarte serca zamknięte drzwi”), Joanna Karsznia („Przed siebie pobiec choć raz”), Janina Klimiuk („Przeżyłam z tobą tyle lat”) Zwyciężczyni: Joanna Klimiuk |
| 202 | 20  | Koncert laureatów 2006 – cz. I   | 27 maja 2006          | |
| 203 | 21  | Koncert laureatów 2006 – cz. II  | 28 maja 2006          | |
| 204 | 22  | Koncert laureatów 2006 – cz. III | 2006                  | |
| S37 | S37 | Szansa na sukces dzieciom        | 4 czerwca 2006        | |

## Edycja 14. (2006/2007)
| Nr  | #   | Gwiazda                                     | Data pierwszej emisji | Uwagi |
| --- | --- | ------------------------------------------- | --------------------- | --- |
| S38 | S38 | Podsumowanie edycji 2005/2006               | 3 września 2006       | Odcinek podsumowujący poprzednią edycję |
| 205 | 1   | Szymon Wydra & Carpe Diem                   | 17 września 2006      | Uczestnicy: Grzegorz Florecki („Życie jak poemat”), Magdalena Szczepanek („Moja modlitwa”), Zbigniew Utnik („Pozwól mi lepszym być”), Marcin Chudziński („Poza czas”), Mirosława Jurczak („Musisz uwierzyć”), Magdalena Arciszewska („Bezczas”), Tomasz Wróblewski („Teraz wiem”) Zwyciężczyni: Magdalena Arciszewska; wyróżniony: Marcin Chudziński |
| 206 | 2   | Nocna Zmiana Bluesa i Sławomir Wierzcholski | 1 października 2006   | Uczestnicy: Bogusława „Bo” Burzenik („Piosenka bardzo optymistyczna”), Bartosz Kuśmierczyk („Blues mieszka w Polsce”), Romuald Ardanowski („Chory na bluesa”), Anna Szczupak („Ciężki dzień”), Danuta „Elvis” Stolarska („Lato 1993”), Monika Kotowska („John Lee Hooker”), Krzysztof Zajdel („Szósta zero dwie”) Zwyciężczyni: Anna Szczupak; wyróżniony: Romuald Ardanowski |
| 207 | 3   | Urszula                                     | 15 października 2006  | Uczestnicy: Agnieszka Klisik („Totalna hipnoza”), Dominik Żbikowski („Rysa na szkle”), Danuta Kulka („Ja płaczę”), Artur Telus („Dziś już wiem”), Marta Florek („Na sen”), Ryszard Delis („Anioł wie”), Justyna Skowron („To, co było raz”) Zwyciężczyni: Marta Florek; wyróżniony: Artur Telus |
| 208 | 4   | Andrzej Piaseczny                           | 29 października 2006  | Uczestnicy: Agnieszka Osemlak („Jeszcze bliżej”), Dariusz Kostrzewski („Teraz płacz”), Tomasz Hoffmann („Jednym tchem”), Adam i Maciej Kozłowscy („Mocniej”), Nina Ćieślińska („Szczęście już blisko”), Tadeusz Tura („Jeszcze”), Wojciech Mazurek („Z głębi duszy”) Zwycięzca: Tomasz Hoffmann; wyróżnieni: Adam i Maciej Kozłowscy |
| S39 | S39 | Wspomnienia                                 | 5 listopada 2006      | Paweł Sztompke, Krzysztof Szewczyk, Marek Niedźwiecki oraz Wojciech Mann wspominali Ludmiłę Jakubczak, Krzysztofa Klenczona, Mirę Kubasińską, Marka Grechutę, Helenę Majdaniec, Łucję Prus. Wykonawcy piosenek: Maria Sadowska („Gdy mi ciebie zabraknie”), Piotr Cugowski („Biały krzyż”), Ewelina Flinta („W co mam wierzyć”), Andrzej Lampert („Dni, których nie znamy”), Weronika Korthals („Czarny Alibaba”), Kasia Cerekwicka („Jego portret”) Odcinek kończy się fragmentami archiwalnych odcinków programu oraz piosenką pt. Ocalić od zapomnienia |
| 209 | 5   | Mieczysław Szcześniak                       | 19 listopada 2006     | Uczestnicy: Aleksandra Tabiszewska („Co ty na to”), Alina i Zofia („Chyba na pewno”), Mateusz Tracz („Mamma”), Anna Szatybełko („Zaczekam”), Aleksandra, Mirosława, Jarosława i Daria Bułka („Kiełbie we łbie”), Radosław Bekieler („Spoza nas”), Miłosz Gałaj („O niebo lepiej”), Joanna Lewandowska („Naprawdę dość”) Zwyciężczyni: Joanna Lewandowska |
| 210 | 6   | Ewa Bem                                     | 10 grudnia 2006       | Uczestnicy: Dorota Wróbel („SMS-y”), Włodzimierz Chmal („Żyj kolorowo”), Mariusz Urbaniak („Jak człowiek uparty”), Dominika Kasprzycka („Moda na niemiłość”), Arkadiusz Kusz („Podaruj mi trochę słońca”), Kaja Karaplios („Moje serce to jest muzyk”), Marek Czarnecki („Cały świat”) Zwyciężczyni: Dominika Kasprzycka; wyróżniona: Kaja Karaplios |
| 211 | 7   | Grzegorz Turnau                             | 7 stycznia 2007       | Uczestnicy: Daniel Basiński („Wiem”), Alicja i Aleksandra Kudźba („O Kutno!”), Daria Zaradkiewicz („Tutaj jestem”), Krzysztof Kaczmarczyk („Naprawdę nie dzieje się nic”), Paweł Wolsztyński („Bracka”), Bożena Wójcik („11:11”), Stanisław Sadowski („Liryka, liryka”) Zwyciężczyni: Daria Zaradkiewicz; wyróżnienie: Krzysztof Kaczmarczyk |
| 212 | 8   | Pod Budą                                    | 28 stycznia 2007      | Uczestnicy: Teresa z Poznania („Przy niedzieli zabawa”), Paulina Ratajczak („Kraków, Piwna 7”), Piotr Markiewicz-Markielewicz („Jak kapitalizm, to kapitalizm”), Silvio Schembri („Bardzo smutna piosenka retro”), Joanna Buczkowska („Nie przenoście nam stolicy do Krakowa”), Konrad Kamizela („Na całość”), Karolina Dudzińska („Ballada o ciotce Matyldzie”) Zwycięzca: Konrad Kamizela |
| 213 | 9   | Tercet Egzotyczny                           | 11 lutego 2007        | Uczestnicy: Mateusz Rychlewski („Pina colada”), Emilia Tobolska („La Paloma”), Andrzej Gaździcki („Ile wieczorów”), Maciej i Adam Kozłowscy („Zostaniesz ze mną”), Karolina Szarubka („Kochaj dziewczyny”), Wojciech Pilwiński („Conga, bonga i cabasa”), Natalia Kaczorowska („Cucurrucucu Paloma”) Zwyciężczyni: Karolina Szarubka |
| 214 | 10  | Myslovitz                                   | 25 lutego 2007        | Uczestnicy: Gracja Maciaszek („Nocnym pociągiem aż do końca świata”), Zbigniew Olczyk („My”), Marcin Borkowski („Sprzedawcy marzeń”), Bożena Barchan („Mieć czy być”), Anna Pędzik („Acidland”), Jacek Chwastniewski („Dla Ciebie”), Dorota Jarema-Janaszek („Długość dźwięku samotności”) Zwyciężczyni: Bożena Barchan |
| 215 | 11  | Piosenki Agnieszki Osieckiej                | 11 marca 2007         | Uczestnicy: Bartłomiej Michalczyk („Czy te oczy mogą kłamać”), Christina Bien („Wielka woda”), Marcin Szymański („Oczy tej małej”), Agnieszka Rose („Komu weselne dzieci”), Radosław Bekieler („Gaj”), Joanna Pawlikowska („Ludzkie gadanie”), Roman Mazurek („Na zakręcie”) Zwyciężczyni: Christina Bien; wyróżniona: Joanna Pawlikowska |
| 216 | 12  | Stachursky                                  | 25 marca 2007         | Uczestnicy: Angelika Szczapina („Jesteś moim przeznaczeniem”), Mariusz Czaja („Typ niepokorny”), Jerzy Pawluk („Gdy zapłaczesz”), Julita Jurek („Taki raj”), Jan Berenda („Z każdym twym oddechem”), Adrian Skopiński („Czuję i wiem”) Zwycięzca: Jerzy Pawluk; wyróżniona: Julita Jurek |
| 217 | 13  | Oratoria – Piotr Rubik i Zbigniew Książek   | 8 kwietnia 2007       | Uczestnicy: Marzena Korzonek („Psalm kochania”), Marcin Chudziński („Psalm z bukietem konwalii”), Dominika i Martyna Lasieckie („Niech mówią, że to nie jest miłość”), Anna Józefina Lubieniecka („Psalm dla Ciebie”)), Agnieszka Siepietowska („Psalm z tańcowaniem”), Viola Brzezińska („Psalm mojżeszowy”), Michał Gasz („Zdumienie”) |
| 218 | 14  | Violetta Villas                             | 22 kwietnia 2007      | Uczestnicy: Monika Szczot („Dla ciebie, miły”), Robert Kossakowski („Nie ma miłości bez zazdrości”), Anna Tryk („Całuj gorąco”), Dawid Grochowski („Oczy czarne”), Agnieszka Kulesza („Do ciebie mamo”), Natalia Rajczak („16 lat”), Dominik Dudzik („Przyjdzie na to czas”) Zwycięzca: Robert Kossakowski |
| 219 | 15  | Marek Dutkiewicz                            | 6 maja 2007           | Uczestnicy: Ewa Podyma („Malinowy król”), Grzegorz Kowalczyk („Szklana pogoda”), Katarzyna Muszyńska („Windą do nieba”), Samuel Palmer („Za każdą cenę”), Jacek Czerwiński („Chodź, pomaluj mój świat”), Natalia Pierwoła („Jolka, Jolka pamiętasz”), Katarzyna Hoduń i Dorota Hoduń-Mraz („Słodkiego, miłego życia”) Zwyciężczyni: Natalia Pierwoła; wyróżniony: Jacek Czerwiński |
| 220 | 16  | Kombii                                      | 20 maja 2007          | Uczestnicy: Paulina Wawrzak („Sen się spełni”), Marian Tarnowski („Black and white”), Joanna Gaweł („Czekam wciąż na cud”), Paulina Lenda („Kochać cię za późno”), Jan Seidel („Pokolenie”), Agnieszka Krząstek („Już ci nie wybaczę”), Marcin Domonik („Nasze randez vous”) Zwyciężczyni: Paulina Lenda |
| 221 | 17  | Irena Santor                                | 3 czerwca 2007        | Uczestnicy: Joanna Zabłocka („Zakochani”), Romuald Ardanowski („Jak fart to fart”), Kamila Mielnikiewicz („Kamienne schodki”), Paweł Wenderski („Już nie ma dzikich plaż”), Jan Zachar („Maleńki znak”), Aleksandra Troczyńska-Rucińska („Powrócisz tu”), Inga Papkala („Tych lat nie odda nikt”) Zwycięzcy: Aleksandra Troczyńska-Rucińska, Paweł Wenderski |
| 222 | 18  | Koncert laureatów 2007 – cz. I              | 9 czerwca 2007        | Finał rozpoczęła Karolina Szarubka piosenką Drogi kolego Uczestnicy: Marta Florek („Na sen”), Danuta Kulka („Ja płaczę”), Bożena Wójcik („Wiem”), Daria Zaradkiewicz („Liryka, liryka”), Krzysztof Kaczmarczyk („Na prawdę nie dzieje się nic”), Magdalena Arciszewska („Bezczas”), Mirosława Jurczak („Musisz uwierzyć”), Marcin Chudziński („Poza czas”) |
| 223 | 19  | Koncert laureatów 2007 – cz. II             | 9 czerwca 2007        | Uczestnicy: Jerzy Pawluk („Z każdym Twym oddechem”), Julita Jurek („Jesteś moim przeznaczeniem”), Joanna Lewandowska („Naprawdę dość”), Karolina Perdek („O niebo lepiej”), Anna Józefina Lubieniecka („Eli lama sabachtani”), Arkadiusz Kusz („Baśka”), Robert Kossakowski („Nie ma miłości bez zazdrości”), Christina Bien („List do matki”) |
| 224 | 20  | Koncert laureatów 2007 – cz. III            | 10 czerwca 2007       | Uczestnicy: Tomasz Hoffmann („Z głębi duszy”), Adam i Maciej Kozłowscy („Mocniej”), Samuel Palmer („Jeszcze bliżej”), Natalia Kaczorowska („Cucurrucucu Paloma”), Wojciech Pilwiński („Conga, bonga i cabasa”) Zwyciężczyni: Anna Józefina Lubieniecka |

## Edycja 15. (2007/2008)
| Nr  | #   | Gwiazda                                          | Data pierwszej emisji | Uwagi |
| --- | --- | ------------------------------------------------ | --------------------- | --- |
| S40 | S40 | To już piętnaście lat! – cz. I                   | 9 września 2007       | Uczestnicy: Anna Wyszkoni, Georgina Tarasiuk, Tomasz Makowiecki, Weronika Korthals, Anna Świątczak |
| S41 | S41 | To już piętnaście lat! – cz. II                  | 23 września 2007      | Uczestnicy: Michał Gasz, Małgorzata Markiewicz, Kasia Cerekwicka, Andrzej Lampert, Anna Józefina Lubieniecka, Szymon Wydra |
| 225 | 1   | Maryla Rodowicz                                  | 30 września 2007      | Uczestnicy: Magdalena Kieblesz („Co się stało z mamą”), Piotr Czajczyk („Będzie to, co musi być”), Julia Kopczyk („Diabeł i raj”), Krystian Walczak („Wszyscy chcą kochać”), Teodora Sagatowicz („Marusia”), Nina Kodorska („Łza na rzęsie”), Magdalena Kucharska („Łatwopalni”) Zwyciężczyni: Nina Kodorska |
| 226 | 2   | Lady Pank                                        | 14 października 2007  | Uczestnicy: Anita Batorska („Tańcz głupia tańcz”), Mateusz Skrzypek („Stacja Warszawa”), Liliana Bartnicka („7-me niebo nienawiści”), Kamila Kwaśniewicz („Strach się bać”), Małgorzata Jeśmontowicz („Mniej niż zero”), Rafał Motycki („Zawsze tam gdzie Ty”), Kazimierz Nowak („Tacy sami”) Zwyciężczyni: Małgorzata Jeśmontowicz |
| 227 | 3   | Paweł Kukiz i zespół Piersi                      | 28 października 2007  | Uczestnicy: Beata Kawczyńska („Skóra”), Arletta Postek („Zośka”), Jakub Arendt („Bo tutaj jest jak jest”), Adam Tadeusz Zdrój („O nic nie pytaj”), Joanna Karwacka („Całuj mnie”), Anna Maciejewska („Miasto budzi się”), Filip Kamieniarz („Na falochronie”) Zwyciężczyni: Arletta Postek |
| S42 | S42 | Wspomnienie 2007                                 | 1 listopada 2007      | Bogusław Kaczyński, Halina Frąckowiak, Małgorzata Potocka, Bogdan Czyżewski, Grażyna Nalepa i Wojciech Mann wspominali Danutę Rinn, Grzegorza Ciechowskiego, Mieczysława Wojnickiego, Tadeusza Nalepę, Jacka Lecha i Luciana Pavarottiego Uczestnicy: Anna Wiśniewska, Marzena Korzonek, Andrzej Lampert („’O sole mio”), Krzysztof Zalewski („Mamona”), Wojciech Pilwiński, Sławomir Uniatowski, Jan Radwan Program kończy zestaw fragmentów odcinków archiwalnych, m.in. odcinka 16 z 1995 roku |
| 228 | 4   | Tomasz Lipiński                                  | 11 listopada 2007     | Uczestnicy: Iwona Jaruzel („Za zamkniętymi drzwiami”), Andrzej Meger („Nie pytaj mnie”), Grażyna Klimczuk („Jeszcze będzie przepięknie”), Mariusz Budnicki („Runął już ostatni mur”), Andrzej Sztaba („To, co czujesz”), Marta Gałęzka („Mówię ci że”), Thomas Grotto („Szare koszmary”) Zwyciężczyni: Iwona Jaruzel |
| 229 | 5   | Kabaret Starszych Panów                          | 25 listopada 2007     | Uczestnicy: Ewa Podyma („Piosenka jest dobra na wszystko”), Łukasz Gocławski („S.O.S.”), Bożena Barchan („Bo we mnie jest seks”), Agnieszka Osińska („Tanie dranie”), Joachim Andrzejkiewicz („Jeżeli kochać”), Krzysztof Kaczmarczyk („Kaziu, zakochaj się!”), Gosia Pauka („To było tak”) Zwyciężczyni: Bożena Barchan; wyróżnieni: Łukasz Gocławski, Małgorzata Pauka |
| 230 | 6   | Liroy                                            | 9 grudnia 2007        | Uczestnicy: Tomasz Balcewicz („Skubiduja”), Barbara Siuba („Moja autobiografia”), Adam i Piotr Wolscy („Ekstradycja”), Michał Skrzeszewski („Ciemna strona”), Paulina Łaba („Daleko zaszło”), Marek Witanowski („Impreza”) Zwyciężczyni: Paulina Łaba; wyróżniony: Marek Witanowski |
| 231 | 7   | Michał Bajor                                     | 23 grudnia 2007       | Uczestnicy: Sylwia Buchalska („Taka miłość w sam raz”), Michał Maciudziński („Co ma przeminąć to przeminie”), Artur Karpiński („Ogrzej mnie”), Janina Biała („Nie znajdą nas”), ks. Robert Klemens („Chciałbym”), Małgorzata Żurańska („Nie chcę więcej”), Dawid Wojtkiewicz („Nasza niebezpieczna miłość”) Zwycięzca: Dawid Wojtkiewicz; wyróżnieni: Małgorzata Żurańska, ks. Robert Klemens |
| 232 | 8   | Maciej Maleńczuk                                 | 6 stycznia 2008       | Uczestnicy: Patryk Sitasz („Dawna dziewczyno”), Zdzisława Liske („Jestem sam”), Grzegorz Herman („Kwas”), Anna Pryłowska („Gdzie są przyjaciele moi”), Anna Jóźwiak („Kocham się”), Janusz Czerwik („Święto kobiet”), Łukasz Brycki („Tango libido”) Zwyciężczyni: Anna Jóźwiak |
| 233 | 9   | Ewa Śnieżanka i Edward Hulewicz                  | 20 stycznia 2008      | Uczestnicy: Marcelina Woźna („Warszawskie nowe tango”), Piotr Chajec („Znajdę miłość”), Krzysztof Rybka („Kochaj mnie tak, jak ja ciebie”), Natalia Skrzypczak („Za zdrowie pań”), Jarosław Jakubowski („Obietnice”), Katarzyna Szyszka („To nie był wcale nasz ostatni walc”), Bartłomiej Kuśmierczyk („Nie pytaj już”), Iga Cyz („Hej, baby, baby”) Zwycięzca: Bartłomiej Kuśmierczyk; wyróżniony: Jarosław Jakubowski                                                                          |
| 234 | 10  | Hanna Banaszak                                   | 3 lutego 2008         | Uczestnicy: Ewelina Rachel („Tak bym chciała kochać już”), Krzysztof Tekliński („Pogoda ducha”), Justyna Rettke („Żegnaj, kotku”), Bibiana Sobczyk-Rosak („W moim magicznym domu”), Tomasz Łozowicki („Ja dla pana czasu nie mam”), Katarzyna Noszowska („Samba przed rozstaniem”), Michalina Brudnowska („Mam ochotę na chwileczkę zapomnienia”) Zwyciężczyni: Michalina Brudnowska; wyróżniona: Justyna Rettke                                                                                  |
| 235 | 11  | Kasa Chorych                                     | 17 lutego 2008        | Uczestnicy: Adrian Skopiński („Pod prąd”), Paulina Lenda („Na koniec”), Piotr Czajczyk („Jest OK”), Krystian Walczak („Puls”), Nina Kodorska („Kapitan”), Iwona Jaruzel („Sobą bądź”), Marcin Franczak („Wolny wybór”) Zwyciężczyni: Paulina Lenda; wyróżniona: Nina Kodorska |
| 236 | 12  | Kasia Cerekwicka                                 | 2 marca 2008          | Uczestnicy: Daria Zawiałow („S.O.S.”), Mariola Murawska-Bregar („Dylemat”), Daniel Kaźmierczak („Ostatnia szansa”), Lidia Wojnowska („Miłość”), Anna Julita Nowa („Na kolana”), Jan Trzpis („Potrafię kochać”), Izabella Bartman („Zostań”) Zwyciężczyni: Daria Zawiałow; wyróżnieni: Anna Julita Nowa, Daniel Kaźmierczak |
| 237 | 13  | Daab                                             | 16 marca 2008         | Uczestnicy: Sebastian Potoczek („Otaczają nas ludzie”), Beata Zielińska („Podzielono świat”), Łukasz Mokracki („Kalejdoskop moich dróg”), trio – Katarzyna Laszkowska, Michalina Łabacz, Sylwia Stankiewicz („Nie wolno”), Anna Moroz („Ogrodu serce”), Mateusz Krautwurst („Moje paranoje”), Eugeniusz Szwarcer („Fala ludzkich serc”) Zwyciężczynie: trio – Katarzyna Laszkowska, Michalina Łabacz, Sylwia Stankiewicz; wyróżnieni: Łukasz Mokracki, Mateusz Krautwurst                         |
| S43 | S43 | Małe Wu Wu śpiewa wiersze ks. Jana Twardowskiego | 23 marca 2008         | Odcinek specjalny z udziałem dzieci |
| 238 | 14  | Ryszard Poznakowski                              | 6 kwietnia 2008       | Uczestnicy: Karolina Teernstra („Mały Książę”), Ali Al-Ani („Bądź dziewczyną z moich marzeń”), Elżbieta Dudzik („Znamy się tylko z widzenia”), Szczepan Łowiński („Chałupy welcome to”), Patrycja Mrozińska („Trzynastego”), Agnieszka Latusek („Byłaś tu”), Maciej Klaś („Gdzie się podziały tamte prywatki”) Zwycięzca: Maciej Klaś |
| 239 | 15  | Ireneusz Dudek                                   | 20 kwietnia 2008      | Uczestnicy: Anna Hnatowska („Zastanów się, co robisz”), Krzysztof Drogowski („Za dziesięć minut trzynasta”), Marzena Tyburska-Kuchta („To Ty słodka”), Karolina Leszko („Och Ziuta”), Szymon Wach („Gdy z komina już nie dymi”), Joanna Dolata („Au sza la la la”), Beata Kasprowicz („Goście idą”) Zwyciężczyni: Joanna Dolata |
| 240 | 16  | Stanisław Sojka                                  | 4 maja 2008           | Uczestnicy: Damian Maliszewski („Absolutnie nic”), Jan Cytrona („Niech całują Cię moje oczy”), Katarzyna Jurzak („Tolerancja”), Mateusz Rychlewski („Cud niepamięci”), Olga Sarancewa („Są na tym świecie rzeczy”), Lucyna Labryga („Fa na na na”), Filip Popów („W kinie”) Zwycięzca: Mateusz Rychlewski; wyróżniona: Katarzyna Jurzak |
| S44 | S44 | Przed XV finałem                                 | 18 maja 2008          | Składanka fragmentów odcinków i finałów wyemitowanych w ciągu piętnastu lat zakończona finałowym występem Anny Józefiny Lubienieckiej w roku 2007 |
| 241 | 17  | Koncert laureatów 2008 – cz. I                   | 6 czerwca 2008        | Uczestnicy: Aleksandra Troczyńska-Rucińska („Powrócisz tu”), Paweł Wenderski („Już nie ma dzikich plaż”), Dawid Wojtkiewicz („Nie chcę więcej”), ks. Robert Klemenas („Chciałbym”), Teodora Sagatowicz („Już ci nie wybaczę”), Paulina Lenda („Kochać cię za późno”), Anna Maciejewska („Miasto budzi się”), Arletta Postek („Zośka”) |
| 242 | 18  | Koncert laureatów 2008 – cz. II                  | 6 czerwca 2008        | Uczestnicy: Paulina Łaba („Impreza”), Wojciech Pilwiński („Skubiduja”), Nina Kodorska („Łza na rzęsie”), Piotr Czajczyk („Będzie to, co musi być”), Anna Jóźwiak („Kocham się”), Zdzisława Liske („Jestem sam”), Liliana Bartnicka („7-me niebo nienawiści”), Małgorzata Jeśmontowicz („Tacy sami”) |
| 243 | 19  | Koncert laureatów 2008 – cz. III                 | 6 czerwca 2008        | Głosowanie jurorów Zwyciężczyni: Nina Kodorska |
| 244 | 20  | Przed Opolem                                     | 8 czerwca 2008        | Uczestnicy: Michał Gasz („Karuzela z madonnami”), Georgina Tarasiuk („Tańczące Eurydyki”), Anna Józefina Lubieniecka („Goniąc kormorany”), Christina Bien („Jaskółka uwięziona”), Marcin Chudziński („Orła cień”), Małgorzata Markiewicz („Psalm dla Ciebie”) Wyróżnieni: Michał Gasz, Małgorzata Markiewicz, Georgina Tarasiuk Odcinek kończy się nagraniem występu Niny Kodorskiej na koncercie laureatów.                                                                                      |

## Edycja 16. (2008/2009)
| Nr  | #   | Gwiazda                          | Data pierwszej emisji | Uwagi |
| --- | --- | -------------------------------- | --------------------- | --- |
| S45 | S45 | 15 urodziny Szansy               | 21 września 2008      | Składanka odcinków z ostatnich 15 lat (m.in. odcinka 17. z 1995 roku) |
| 245 | 1   | Feel                             | 5 października 2008   | Uczestnicy: Adrian Życiński („Pokaż, na co cię stać”), Olga Wądołowska („Pokonaj siebie”), Benedykt Grześ („W odpowiedzi na twój list”), Filip Rychcik („A gdy jest już ciemno”), Joanna Maguda („Jak anioła głos”), Mariusz Myrcha („Nasze słowa, nasze dni”) Zwycięzca: Mariusz Myrcha; wyróżniona: Olga Wądołowska |
| 246 | 2   | Piosenki Wojciecha Trzcińskiego  | 18 października 2008  | Uczestnicy: Magdalena Szczepanek („Byle było tak”), Magdalena Wierzbicka („Małe tęsknoty”), Krzysztof Tekliński („Staruszek świat”), Julita Woś („W jakim obcym domu”), Daniel Kaźmierczak („Odpływają kawiarenki”), Karolina Leszko („Hi-Fi”), Monika Szczot („Za każdą cenę”) Zwyciężczynie: Julita Woś, Monika Szczot; wyróżniony: Daniel Kaźmierczak                                                                                    |
| S46 | S46 | Wspomnienie 2008                 | 2 listopada 2008      | Henryk Czich, Beno Otręba, Adam Wolski, Franz Dreadhunter i Wojciech Mann wspominali Ryszarda Riedla, Jacka Kaczmarskiego, Macieja Próchnickiego, Bogusława Łyszkiewicza, Jacka Skubikowskiego, Mirosława Bregułę, Halinę Wyrodek Wykonawcy piosenek: Marcin Chudziński („List do M.”), Michał Gasz („Mury”), Paulina Lenda („Confiteo”), Janusz Maleńczuk („O, Ela”), Christina Bien („Mr Lennon”), Georgina Tarasiuk („Ta nasza młodość”) |
| 247 | 3   | Zakopower                        | 16 listopada 2008     | Uczestnicy: Agnieszka Skrycka („Na siedem”), Tomasz Długosz („Braku stan”), Róża Kochanek („Kiebyś ty”), Alicja Wiśniewska („W dzikim winie zaplątani”), Agata Murzyn („Galop”), Zbigniew Szczepański („Obidi maju”), Magdalena Hanausek („Salomanga”) Zwyciężczyni: Magdalena Hanausek; wyróżniona: Alicja Wiśniewska |
| 248 | 4   | Natalia Kukulska                 | 30 listopada 2008     | Uczestnicy: Ewelina Saszenko („Mała rzecz”), Małgorzata Jędrzejczak („W biegu”), Martyna, Natalia i Aleksandra Zalewskie („Pół na pół”), Robert Święcki („Sexiflexi”), Małgorzata Janek („Fantasies”), Edmund Otremba („Czy ona jest”), Katarzyna Eliminowicz („Niepotrzebny”) Zwyciężczyni: Małgorzata Janek; wyróżniony: Edmund Otremba                                                                                                   |
| 249 | 5   | Katarzyna Sobczyk                | 14 grudnia 2008       | Uczestnicy: Edyta Michałowska („Był taki ktoś”), Magdalena Ślubowska („Mały Książę”), Krzysztof Sołodyna („Trzynastego”), Adelina Jaczewska („Nie wiem, czy to warto”), Hubert Ziółek („O mnie się nie martw”), Joanna Konecka („To nie grzech”), Małgorzata Arciszewska („Nie bądź taki szybki Bill”) Zwyciężczyni: Joanna Konecka |
| 250 | 6   | Golden Life                      | 28 grudnia 2008       | Uczestnicy: Monika Łabędź („24-11-94”), Mikołaj Orzechowski („Helikopter”), Julia Kulpa („Confiteo”), Wojciech Banaszak („Wszystko to, co mam”), Marta Maria Maciejewska („Oprócz błękitnego nieba”), Marek Malczewski („Dobra, dobra”), Agnieszka Łazarz („Napinacz 2000”) Zwyciężczyni: Julia Kulpa; wyróżniona: Agnieszka Łazarz |
| 251 | 7   | Kayah                            | 18 stycznia 2009      | Uczestnicy: Kamila Oskierko („Jutro rano”), Beata Zielińska („Jaka Ja Kayah”), Grażyna Dylewska („Prócz Ciebie nic”), Ewelina Orańska („Anioł wiedział”), Wiesław Uliński („Testosteron”), Anna Pryłowska („To nie ptak”), Damian Luber („Byłaś różą”) Zwyciężczyni: Anna Pryłowska; wyróżniona: Ewelina Orańska |
| 252 | 8   | Kora                             | 1 lutego 2009         | Uczestnicy: Justyna Chaberek („Senna leniwa niedziela”), Marek Durka („Kocham cię, kochanie moje”), Martyna Zając („Lipstick on the glass”), Paulina Łaba („Cykady na Cykladach”), Jakub Arendt („Szare miraże”), Daria Zaradkiewicz („Wyjątkowo zimny maj”), Roger Weichert („Luciola”) Zwyciężczyni: Paulina Łaba |
| 253 | 9   | Reni Jusis                       | 1 marca 2009          | Uczestnicy: Pola Błasik („Pozwól, że zabiorę cię do domu”), Tadeusz Szymuś („Zakręcona”), Anna Kaczerska i Ewa Gielnik („Kilka prostych prawd”), Grażyna Nandzik („Jakby przez sen”), Justyna Knicz („Kiedyś cię znajdę”), Tomasz Wołkiewicz („Nic o mnie nie wiecie”), Kamila Spyrka („Magnes”) Zwyciężczyni: Justyna Knicz; wyróżniony: Tadeusz Szymuś                                                                                    |
| 254 | 10  | Ira                              | 15 marca 2009         | Uczestnicy: Marek Mołdrzyk („Mocny”), Kamila Stolarczyk („Bez ciebie znikam”), Henryk Monasterski („Londyn 8:15”), Marzena Ugorna („Parę chwil”), Elżbieta Gawlak („Ona jest ze snu”), Mirosław Księżyk („Nadzieja”), Maciej Olechnowicz („Wiara”) Zwycięzca: Maciej Olechnowicz; wyróżniona: Kamila Stolarczyk |
| 255 | 11  | Ania Dąbrowska                   | 29 marca 2009         | Sandra Wasiak („Tego chciałam”), Krystian Sikora („Charlie, Charlie”), Urszula i Marian Wojtasik („Trudno mi się przyznać”), Anna Mandziara („Czekam”), Patrycja Jackowska („W spodniach czy w sukience”), Bogdan Tomaszewski („Nigdy więcej nie tańcz ze mną”), Marcin Łazarski („Musisz wierzyć”) Zwycięzca: Marcin Łazarski; wyróżnieni: Urszula i Marian Wojtasik                                                                       |
| 256 | 12  | Andrzej Rybiński                 | 12 kwietnia 2009      | Uczestnicy: Monika Czerny („K.B.M.”), Maciej Klaś („Czeka na nas świat”), Michał Rogowski („Pocieszanka”), Sonia Makała („Za każdą cenę”), Bartłomiej Zdanowicz („Mogłaś Małgoś”), Andrzej Hok („Nie liczę godzin i lat”), Justyna Łapać („Czas relaksu”) Zwycięzca: Bartłomiej Zdanowicz |
| 257 | 13  | Monika Brodka                    | 19 kwietnia 2009      | Uczestnicy: Dominika Guzek („Dziewczyna mojego chłopaka”), Krystian Walczak („Ten”), Mirosława Gumul („Miał miał być ślub”), Bogusława Lewińska („Miałeś być”), Dariusz („Samochody i tramwaje”), Małgorzata Jamroży („Znam cię na pamięć”), Patrycja Rybarczyk („On”) Zwyciężczyni: Małgorzata Jamroży; wyróżniony: Krystian Walczak |
| 258 | 14  | Renata Przemyk                   | 3 maja 2009           | Uczestnicy: Anna Adamiak („Ten taniec”), Amanda Kilanowska („Zmrok”), Romuald Czech („Ostatni z zielonych”), Joanna Niewińska („Kochana”), Katarzyna Małek („Protest dance”), Małgorzata Boć („Bo jeśli tak ma być”), Jakub Blokesz („Babę zesłał Bóg”) Zwyciężczyni: Joanna Niewińska; wyróżniona: Katarzyna Małek |
| 259 | 15  | Babsztyl                         | 17 maja 2009          | Uczestnicy: Marta Milik („W siną dal”), Javier Rodriguez („Dużo lubię”), Karolina i Weronika Chilczuk („Kiedy góral umiera”), Jacek Retelewski („Wszystkie drogi prowadzą do Mrągowa”), Katarzyna Wachnik („Wypić, wypijemy”), Leszek Łukaszuk („Hej, przyjaciele”), Agnieszka Chrzonstowska („Szykuj się, bracie”) Zwycięzca: Javier Rodriguez; wyróżniona: Katarzyna Wachnik                                                              |
| S47 | S47 | Przed Opolem 2009                | 31 maja 2009          | Wojciech Mann rozmawiał z Arturem Orzechem, Maciejem Orłosiem i Tomaszem Kammelem o Festiwalu Piosenki w Opolu Uczestnicy: Anna Józefina Lubieniecka („Eli lama sabachtani”), Georgina Tarasiuk („Modlitwa o miłość prawdziwą”), Paulina Lenda („Jaka róża, taki cierń”), Wojciech Pilwiński („Au szala la la”), Marcin Maliszewski („Jaskółka uwięziona”), Nina Kodorska („Łza na rzęsie”)                                                 |
| 260 | 16  | Koncert laureatów 2009 – cz. I   | 6 czerwca 2009        | Uczestnicy: Marcin Łazarski („Nigdy więcej nie tańcz ze mną”), Marian i Urszula Wojtasikowie („Trudno mi się przyznać”), Daria Zawiałow („Miłość”), Jan Trzpis („Na kolana”), Olga Sarancewa („Kiebyś ty”), Magdalena Hanausek („Salomanga”), Krystian Walczak („Miałeś być”), Mirosława Gumul („Miał być ślub”), Małgorzata Jamroży („Znam cię na pamięć”), Joanna Niewińska („Kochana”)                                                   |
| 261 | 17  | Koncert laureatów 2009 – cz. II  | 6 czerwca 2009        | Uczestnicy: Justyna Knicz („Kiedyś cię znajdę”), Tadeusz Szymuś („Zakręcona”), Olga Wądołowska („Pokonaj siebie”), Krzysztof Sołodyna („Pokaż, na co cię stać”), Mariusz Myrcha („Nasze słowa, nasze dni”), Edmund Otremba („Czy ona jest”), Małgorzata Janek („Fantasies”), Monika Szczot („Za każdą cenę”), Bartłomiej Zdanowicz („Pocieszanka”)                                                                                          |
| 262 | 18  | Koncert laureatów 2009 – cz. III | 6 czerwca 2009        | Głosowanie jurorów. Zwyciężczyni: Daria Zawiałow („Miłość”) |
| 263 | 19  | Big Day                          | 14 czerwca 2009       | Uczestnicy: Michał Retelewski („Jedyny słodki problem”), Izabela Kapiasova („W dzień gorącego lata”), Dariusz Bernatek („Gdy kiedyś znów zawołam cię”), Dorota Krzemińska („Przestrzeń”), Tadeusz Królikowski („Mój znak”), Wiktoria Trynkiewicz („W świetle i we mgle”), Krzysztof Soroka („Kto ciebie mógłby kochać”) Zwyciężczyni: Wiktoria Trynkiewicz; wyróżniony: Dariusz Bernatek                                                    |

## Edycja 17. (2009/2010)
W tej edycji zmieniła się zarówno czołówka, jak i scenografia.
| Nr  | #   | Gwiazda                          | Data pierwszej emisji | Uwagi |
| --- | --- | -------------------------------- | --------------------- | --- |
| S48 | S48 | 16 urodziny                      | 20 września 2009      | |
| 264 | 1   | Budka Suflera                    | 27 września 2009      | Uczestnicy: Kamila Stolarczyk („Jest taki samotny dom”), Jarosław Jakubowski („Martwe morze”), Zdzisława Liske („Jeden raz”), ks. Robert Klemens („Memu miastu na do widzenia”), Marzena Ugorna („Ratujmy, co się da”), Joanna Niewińska („Cisza jak ta”), Mariusz Wawrzyńczyk („Sen o dolinie”) Zwyciężczyni: Marzena Ugorna                                                                     |
| 265 | 2   | Perfect                          | 4 października 2009   | Uczestnicy: Filip Kamieniarz („Wyspa, drzewo, zamek”), Damian Ukeje („Całkiem inny kraj”), Pola Błasik („Niewiele ci mogę dać”), Liliana Bartnicka („Idź precz”), Bartosz Kuśmierczyk („Nie płacz, Ewka”), Beata Kawczyńska („Niepokonani”), Rafał Kamiński („Objazdowe nieme kino”) Zwycięzca: Bartosz Kuśmierczyk                                                                               |
| 266 | 3   | Kasia Kowalska                   | 11 października 2009  | Uczestnicy: Kamila Kropkowska („Spowiedź”), Piotr Małkiewicz („Antidotum”), Anna Binkul („Pieprz i sól”), Andrzej Walasek („To, co dobre”), Anna Hodowaniec („Maskarada”), Rafał Sekulak („Jak rzecz”), Michał Szyc („Prowadź mnie”) Zwyciężczyni: Anna Binkul; wyróżniona: Anna Hodowaniec |
| 267 | 4   | Ania Wyszkoni i zespół Łzy       | 18 października 2009  | Uczestnicy: Katarzyna Aszyk („Puste słowa”), Jarosław Juśkiewicz („Jestem, jaka jestem”), Maja Krygier („Oczy szeroko zamknięte”), Tomasz Kotowski („Gdybyś był”), Małgorzata Główka („Czy ten pan i pani”), Grzegorz Kosior („Cisza pośród czterech ścian”), Iga Fierka („Graj, chłopaku, graj”) Zwyciężczyni: Iga Fierka                                                                        |
| S49 | S49 | Wspomnienie – Michael Jackson    | 25 października 2009  | Wojciech Mann, Piotr Metz, Hieronim Wrona wspominali Michaela Jacksona Uczestnicy: Justyna Steczkowska („Human Nature”), Andrzej Lampert („Billie Jean”), Kasia Cerekwicka („I’ll Be There”), Juliusz Kamil Kuźnik („Earth Song”), Ewa Farna („Black or White”), Justyna Steczkowska i Andrzej Lampert („I Just Can’t Stop Loving You”)                                                           |
| 268 | 5   | T.Love                           | 8 listopada 2009      | Uczestnicy: Otylia Mroczkowska („Nie, nie, nie”), Konrad Baum („Banalny”), Agata Sowa („Syn miasta”), Jarosław Trawicki („Jest super”), Emilia Bartosz („Love, love, love”), Krzysztof Panieczko („Warszawa”), Anna Więckowska („Prawdziwe życie”) Zwycięzca: Krzysztof Panieczko; wyróżniona: Emilia Bartosz                                                                                     |
| 269 | 6   | Golec uOrkiestra                 | 15 listopada 2009     | Uczestnicy: Joanna Dubińska („Życie jest muzyką”), Józef Rawicz Popławski („Ściernisko”), Piotr Porada („Nie ma nic”), Roma Burnagiel („Szarpany”), Urszula Szocik („Ty i tylko ty”), Marian Biel („Pędzą konie”), Kacper Tomczyk („Góralskie tango”) Zwyciężczyni: Urszula Szocik; wyróżniony: Józef Rawicz Popławski                                                                            |
| 270 | 7   | Piotr Szczepanik                 | 22 listopada 2009     | Uczestnicy: Agnieszka Izdebska („Przyszła do mnie nostalgia”), Tomasz Wołkiewicz („Goniąc kormorany”), Sylwia Gąsiorowska („Kochać”), Ewelina Hinc („Wspomnienia”), Małgorzata Nakonieczna („Żółte kalendarze”), Łukasz Lipski („Chciałbym kiedyś”), Karolina Maj („Nigdy więcej”) Zwyciężczyni: Ewelina Hinc                                                                                     |
| 271 | 8   | Justyna Steczkowska              | 29 listopada 2009     | Uczestnicy: Natalia Pierwoła („Daj mi chwilę”), Mateusz Byrski („Tu i tu”), Monika Szczot („To tylko złudzenie”), Magdalena Pal („To mój czas”), Jan Traczyk („Proszę cię, skłam”), Małgorzata Janek („Grawitacja”), Izabela Kapiasova („Za karę”) Zwyciężczyni: Małgorzata Janek |
| 272 | 9   | Irena Jarocka                    | 13 grudnia 2009       | Uczestnicy: Monika Dobrowolska („Wymyśliłam cię”), Trio: Paulina Szarek, Monika Kuźmiuk, Marta Paszkowska („Odpływają kawiarenki”), Feliks Krajewski („Kocha się raz”), Marcin Piątek („Śpiewam pod gołym niebem”), Monika Kępka („Nie mijaj życie me”), Maria Bartosiewicz („By coś zostało z tych dni”), Aleksander Gałuszka („Małe rzeczy”) Zwycięzca: Aleksander Gałuszka                     |
| S50 | S50 | Kolędy 2009                      | 25 grudnia 2009       | Uczestnicy: Katarzyna Glinka („Cicha noc”), Katarzyna Zielińska („Oj, maluśki”), Małgorzata i Paweł Królikowscy z dziećmi („Wśród nocnej ciszy”), Maja i Sonia Bohosiewicz („Dzisiaj w Betlejem”), Tamara Arciuch i Bartłomiej Kasprzykowski („W żłobie leży”), Andrzej Młynarczyk („Mizerna cicha”), Laura Samojłowicz („Gdy śliczna Pana”)                                                      |
| 273 | 10  | Zbigniew Wodecki                 | 7 marca 2010          | Uczestnicy: Agnieszka Jeśmontowicz („Kochaj mnie”), Kazimierz Borowski („Trwoga”), Mariusz Wawrzyńczyk („Lubię wracać tam, gdzie byłem”), Ewa Kryza („To będzie raj”), Joanna Dziewicka („Zacznij od Bacha”), Dawid Kartaszewicz („Opowiadaj mi tak”), Bibiana Sobczyk-Rosak („Nauczmy się żyć obok siebie”) Zwyciężczyni: Bibiana Sobczyk-Rosak                                                  |
| 274 | 11  | Mieczysław Szcześniak            | 14 marca 2010         | Uczestnicy: Łukasz Szczepanik („Przed śniadaniem”), Aleksandra Krzyżańska („Naprawdę dość”), Waldemar Maj („Rzeczy zmieniają się”), Dorota Sacewicz („Chyba na pewno”), Michał Grobelny („O niebo lepiej”), Rafał Sekulak („Spoza nas”), Agata Grześkiewicz („Zaczekam”) Zwycięzca: Michał Grobelny                                                                                               |
| 275 | 12  | Skaldowie                        | 21 marca 2010         | Uczestnicy: Kuba Hutek („Nie całuj mnie pierwsza”), Urszula Żukowska („Prześliczna wiolonczelistka”), Wojciech Dereń („Nie domykajmy drzwi”), Agnieszka Rejtczak („Sady w obłokach”), Piotr Bolesta („Dopóki jesteś”), Thomas Grotto („Nie widzę ciebie w swych marzeniach”), Paweł Bonisławski („Ty”), Aldona Tomaszewska-Kiełbasa („Wierniejsza od marzenia”) Zwycięzca: Thomas Grotto          |
| 276 | 13  | Brathanki                        | 28 marca 2010         | Uczestnicy: Klaudia Kulinicz („Czerwone korale”), Łukasz Muszyński („W kinie, w Lublinie”), Bernadeta Wiatr („Wreszcie się ustatkuj”), Michał z Warszawy („Siebie dam po ślubie”), Katarzyna Grabowska („Gdzie ten, który powie mi”), Krzysztof Zalewski („Za wielkim morzem – Ty”), Hanna Stefaniak („Modliła się dziewczyna”), Bartłomiej Pietrzyk („Heniek”) Zwyciężczyni: Katarzyna Grabowska |
| S51 | S51 | Gwiazdy i laureaci na Wielkanoc  | 4 kwietnia 2010       | Uczestnicy: Mieczysław Szcześniak i Michał Grobelny („Waterwalker”), Kasia Cerekwicka i Daria Zawiałow („W cieniu twoich rąk”), Łukasz i Paweł Golcowie oraz Urszula Szocik („Tyś jak skała”), Justyna Steczkowska i Małgorzata Janek („Dniowi dzień, nocy noc”), Renata Przemyk i Joanna Niewińska („Golgota”), Piotr Kupicha i Mariusz Myrcha („Zmartwychwstał Pan”)                            |
| 277 | 14  | Andrzej Rosiewicz i Hagaw        | 25 kwietnia 2010      | Uczestnicy: Dorota Jarząbek („Najwięcej witaminy”), Sebastian Dąbrowski („Chłopcy radarowcy”), Paweł Mej („Michaił wieje wiosna ze wschodu”), Ramona Szychowiak-Brzoza („Zenek blues”), Grzegorz Rataj („Czy czuje pani cza-czę”), Karina Dyśko („Biały bal”), David Richard Aiteka Odus („Podróż poślubna do Kutna”), Wojciech Hedtat („Czterdzieści lat minęło”). Zwyciężczyni: Karina Dyśko    |
| 278 | 15  | Łukasz Zagrobelny                | 2 maja 2010           | Uczestnicy: Anna Bal („Nieprawda”), Adrian Własiuk („Życie na czekanie”), Julia Kopczyk („Jeszcze o nas”), Piotr Szymkowiak („Mówisz i masz”), Aleksandra Galewska („Nie kłam, że kochasz mnie”), Ewa Szlachcic („Wolny wybór”), Paulina Kut („Przyjdzie czas”) Zwyciężczyni: Aleksandra Galewska; wyróżniona: Ewa Szlachcic                                                                      |
| 279 | 16  | PIN                              | 3 maja 2010           | Uczestnicy: Milena Górska („Odlot aniołów”), Andrzej Kowalczyk („Wina mocny smak”), Anna Kubica („Niekochanie”), Zbigniew Świtoniak („Konstelacje”), Małgorzata Kowalska („Wino i śpiew”), Olga Barej („Pójdę pod wiatr”), Piotr Downar-Zapolski („Bo to, co dla mnie”) Zwyciężczyni: Olga Barej                                                                                                  |
| 280 | 17  | Andrzej Piaseczny                | 9 maja 2010           | Uczestnicy: Marta Głąbik („Szczęście jest blisko”), Joanna Białecka („Rysowane tobie”), Magdalena Kasprzyk („W głębi duszy”), Piotr Gozdek („Jeszcze”), Maja Krygier („Teraz płacz”), Ali Al-Ani („Chodź, przytul, przebacz”), Filip Rychcik („Komu potrzebny żal”) Zwycięzca: Filip Rychcik |
| 281 | 18  | Pectus                           | 16 maja 2010          | Uczestnicy: Paulina Serwatka („Wcale nie musisz”), Przemysław Wasiński („Jedna z pierwszych gwiazd”), Ewelina Babiarz („Miłość to film”), Jola Tubielewicz („Jeden moment”), Aleksandra Zachariasz („To, co chciałbym ci dać”), Paweł Mosiołek („Prosta historia”), Agata Janczewska („Życie na dystans”) Zwyciężczyni: Ewelina Babiarz                                                           |
| 282 | 19  | Koncert laureatów 2010 – cz. I   | 22 maja 2010          | |
| 283 | 20  | Koncert laureatów 2010 – cz. II  | 22 maja 2010          | |
| 284 | 21  | Koncert laureatów 2010 – cz. III | 22 maja 2010          | Zwyciężczyni: Małgorzata Janek („Grawitacja”) |

## Edycja 18. (2010/2011)
| Nr  | #   | Gwiazda                             | Data pierwszej emisji | Uwagi |
| --- | --- | ----------------------------------- | --------------------- | --- |
| 285 | 1   | Eleni                               | 19 września 2010      | Uczestnicy: Urszula Żukowska („Za wszystkie noce”), Adrian Życiński („Troszeczkę ziemi, troszeczkę słońca”), Liliana Bartnicka („Miłość jak wino”), Dorota Jarząbek („Po słonecznej stronie życia”), Piotr Gozdek („Na wielką miłość”), Małgorzata Boć („muzyka swoje imię ma”), Esmahan Sara Al Shokliya („Coś z Odysa”), Anna Dębska („Tylko w twoich dłoniach jestem jak melodia”) Zwyciężczyni: Esmahan Sara Al Shokliya                                  |
| 286 | 2   | Lista przebojów Programu Trzeciego  | 26 września 2010      | Uczestnicy: Katarzyna Grabowska („Ostatni”), Wojciech Pilwiński („Baranek”), Małgorzata Janek („Fleciki”), Thomas Grotto („Biała flaga”), Nina Kodorska („Czarna Inez”), Jan Traczyk („Między ciszą a ciszą”), Marzena Ugorna („Jest taki samotny dom”) Zwycięzca: Jan Traczyk |
| 287 | 3   | Doda                                | 3 października 2010   | Uczestnicy: Kamila Kropkowska („Dziękuję”), Olga Sarancewa („Misja”), Ali Al-Ani („Ostatni raz ci zaśpiewam”), Wiktoria Brynkiewicz („Bad girls”), Marek Czarnecki („Rany”), Kamila Mielnikiewicz („Nie daj się”), Natalia Pierwoła („Katharsis”) Zwycięzca: Ali Al-Ani |
| 288 | 4   | Wojciech Korda i Niebiesko-Czarni   | 10 października 2010  | Uczestnicy: Mariusz Myrcha („Powiedzcie jej”), Małgorzata Jeśmontowicz („Niedziela będzie dla nas”), Rafał Sekulak („Ty i ja, i noc”), Jan Zachar („Adagio cantabile”), Anna Karwan („Na betonie kwiaty nie rosną”), Mateusz Krautwurst („Andrea Doria”), Agnieszka Stach („Raz ją spotkałem i pokochałem”) Zwyciężczyni: Anna Karwan |
| 289 | 5   | Patrycja Markowska                  | 17 października 2010  | Uczestnicy: Natalia Ołdak („Musisz być pierwszy”), Jarosław Wiśniewski („Deszcz”), Aleksandra Zalewska („Jeszcze raz”), Jola Tubielewicz („Zaćmienie serca”), Arletta Postek („Nie zatrzyma nikt”), Iwona Jaruzel („Księżycowy”), Grzegorz Sikorski („Świat się pomylił”) Zwyciężczynie: Jola Tubielewicz i Iwona Jaruzel |
| 290 | 6   | Bracia                              | 24 października 2010  | Uczestnicy: Joanna Zubkowicz („Jeszcze raz”), Edward Janus („Szara twarz”), Jakub Jonkisz („Za szkłem”), Betty Ibata („Dlaczego”), Bożena Barchan („Niczego więcej”), Katarzyna Wałujska („Coraz prędzej”), Maja Wysoczańska („Jutro zmienię wszystko”) Zwyciężczyni: Maja Wysoczańska |
| S52 | S52 | Wspomnienie – Jarosław Kukulski     | 31 października 2010  | Natalia Kukulska, Halina Frąckowiak, Janusz Kondratowicz oraz Wojciech Mann wspominali Jarosława Kukulskiego Uczestnicy: Daria Zawiałow („Im więcej ciebie, tym mniej”), Jan Zachar („Beatelmania story”), Nina Kodorska („Tyle słońca w całym mieście”), Jan Traczyk („Życia mała garść”), Dominika Ciejka („Co powie tata”), Małgorzata Janek („Jak pięknie by mogło być”) Program kończy teledysk, w którym Anna Jantar śpiewa piosenkę pt. Dzień nadziei. |
| 291 | 7   | O miłości – Robert Janowski         | 7 listopada 2010      | Uczestnicy: Martyna Krajewska („Nie kochać w taką noc to grzech”), Beata Marzęda-Przybysz („Miłość złe humory ma”), Łukasz Gocławski („Na pierwszy znak”), Agata Klimczak („Powróćmy jak za dawnych lat”), Agnieszka Osińska („Już nie zapomnisz mnie”), Agata Ignaczak („Odrobina szczęścia w miłości”), Jarosław Kula („Bo to się zwykle tak zaczyna”) Zwyciężczyni: Agnieszka Osińska                                                                      |
| 292 | 8   | Beata i Bajm                        | 14 listopada 2010     | Uczestnicy: Agnieszka Zielińska („Krótka historia”), Robert Rozmus („Nie pytaj o miłość”), Małgorzata Nakonieczna („O tobie”), Alicja Markiewicz („Teraz płynę”), Monika Siwiec („Biała armia”), Tomasz Deeg („Myśli i słowa”), Joanna Pszczoła („Złota brama”) Zwyciężczyni: Małgorzata Nakonieczna |
| 293 | 9   | Ira                                 | 21 listopada 2010     | Uczestnicy: Agata Flondro („Wiara”), Tadeusz i Michał Piesiakowie („Dobry czas”), Paulina Ratajczak („Dlaczego nic”), Władysław Głoskowski („Parę chwil”), Michał Czarnecki („Nie daj mi odejść”), Magdalena Dzięgiel („Mocny”), Damian Sienkiewicz („Mój Bóg”) Zwyciężczyni: Paulina Ratajczak |
| 294 | 10  | Blue Cafe                           | 28 listopada 2010     | Uczestnicy: Dominika Darowska („My road”), Michał Piętosa („Złość”), Zofia Ziombek („Czas nie będzie czekał”), Ewelina Golec i Małgorzata Kruk („Do nieba, do piekła”), Anna Michalak („Niewiele mam”), Agnieszka Latusek („Babe, babe”), Maciej Moszyński („You maybe in love”) Zwyciężczyni: Agnieszka Latusek |
| S53 | S53 | Drupi                               | 26 grudnia 2010       | Uczestnicy: Jan Traczyk („Piccola e fragile”), Nina Kodorska („Vado via”), Thomas Grotto („Come va”), Wojciech Pilwiński („Sombario”), Marzena Ugorna („Sereno è”), Jan Zachar („Provincia”) |
| 295 | 11  | Poluzjanci                          | 6 marca 2011          | Uczestnicy: Adrian Kowalski („Mała apokalipsa”), Paulina Walendziak („Ona, czyli ja”), Mateusz Krautwurst („Nie ma nas”), Agata Rożankowska („Tylko Ty i ja”), Sławomir Ramian („Na planecie pełnej ludzi”), Diana Misaczek („Prosta piosenka”), Tadeusz Seibert („Tralala 300”) Zwycięzca: Mateusz Krautwurst; wyróżniony: Sławomir Ramian |
| 296 | 12  | Maryla Rodowicz – 50                | 13 marca 2011         | Uczestnicy: Paulina Więckiewicz („Nie oczekuję dziś nikogo”), Natalia Szroeder („Cicha woda”), Krzysztof Sołodyna („Wesoły pociąg”), Adela Konop („Czekolada”), Paulina i Dominika Budzyńskie („Klipsy”), Martyna Zając („Czerwony autobus”), Joanna Rybak („Serduszko puka w rytmie cha-cha”) Zwyciężczyni: Natalia Szroeder |
| 297 | 13  | Mrozu                               | 20 marca 2011         | Uczestnicy: Anna Majchrzak („Vabank”), Adam Korzeniewski („Miasto płonie”), Małgorzata Kotwica („Korzenie”), Sylwia Przybysz („Co nam pisane”), Piotr Bolesta („Horyzont”), Sandra Brucheiser („Miliony monet”), Rafał Adamczyk („Femme fatale”) Zwyciężczyni: Małgorzata Kotwica |
| 298 | 14  | Stanisław Sojka                     | 27 marca 2011         | Uczestnicy: Agata Żelazowska („Tylko brać”), Wojciech Bałwako („Tango Warszawo”), Dominika Piechowiak („Po słonecznej stronie dnia”), Leszek Sadowski („Co by było, gdyby nam zabrakło”), Magdalena Bałajewicz („Księżycu płyń”), Dominika Bałazińska („Nie całuj mnie pierwsza”), Agata Klimczak („Upływa szybko życie”) Zwyciężczyni: Dominika Bałazińska                                                                                                   |
| 299 | 15  | Varius Manx                         | 3 kwietnia 2011       | Uczestnicy: Karolina Słoma („Zanim zrozumiesz”), Danuta Ambrożkiewicz („Ruchome piaski”), Sylwia Gąsiorowska („Tokyo”), Andrzej Tomaszewski („Przebudzenie”), Maja Gawłowska („Jednym ruchem serca”), Daniel Majchrzak („maj”), Sandra Rusin („Ten sen”) Zwyciężczyni: Maja Gawłowska |
| 300 | 16  | Steczkowska i Maleńczuk             | 10 kwietnia 2011      | Uczestnicy: Agnieszka Ogrodniczak („Na ryby”), Patryk Balukiewicz („Herbatka”), Paulina Jeżewska („Dobranoc, już czas na sen”), Dorota Jarząbek („Utwierdź mnie”), Krzysztof Kaczmarczyk („Nie budźcie mnie”), Gosia Pauka („Smutny deszczyk”), Paulina Wróblewska („Bez ciebie”) Zwycięzca: Patryk Balukiewicz; wyróżnione: Małgorzata Pauka, Dorota Jarząbek                                                                                                |
| 301 | 17  | Urszula                             | 17 kwietnia 2011      | Uczestnicy: Izabela Kąkol („Każdy z nas ma”), Barbara Ziemniewska („Dziś już wiem”), Piotr Jurkowski („Skaczę na dach”), Małgorzata Artwich („Ja płaczę”), Agnieszka Krasicka („Na sen”), Zbigniew Zaranek („Ten drugi”), Magda Fidecka („Wstaje nowy dzień”) Zwycięzca: Piotr Jurkowski |
| S54 | S54 | Gwiazdy i ich dzieci                | 24 kwietnia 2011      | Uczestnicy: Tosia i Bartek Golcowie („Gdzieżeś ty bywał, czarny baranie?”), Sonia Figurska („W zielonym gaju”), Zosia Steczkowska („Zachodzi słoneczko”), Etiennette i Vivienne Wiśniewskie („Nie chcę cię znać”), Maja Golec („Miała baba koguta”), Amelia Węgorzewska („Czerwone jabłuszko”) |
| 302 | 18  | Lady Pank                           | 1 maja 2011           | Uczestnicy: Martyna Kosińska („Dziewczyny dzisiaj z byle kim nie tańczą”), Paweł Cichosz („Wciąż bardziej obcy”), Martyna Sojka („Na co komu dziś”), Darek Bożek („Stacja Warszawa”), Józefa Trębacz („Strach się bać”), Marcin Chudziński („Znowu pada deszcz”), Monika Kołodziej („Tańcz głupia, tańcz”) Zwycięzca: Marcin Chudziński; wyróżniony: Darek Bożek                                                                                              |
| 303 | 19  | Rudi Schuberth i Wały Jagiellońskie | 8 maja 2011           | Uczestnicy: Małgorzata Gałązka („Albin Osa”), Krzysztof Dawidowicz („WARS wita”), Anna Weber („Monika, dziewczyna ratownika”), Marcin Mielcarek („Słońce na plaży”), Bożena Cieśla („Córka rybaka”), Jacek Luniak („Tylko mi ciebie brak”), Marta Mackiewicz („Wycieczka z Gromadą”) Zwyciężczyni: Małgorzata Gałązka |
| 304 | 20  | Norbi                               | 15 maja 2011          | Uczestnicy: Michalina Ławecka („Nie zaczepiaj mnie”), Liliana Bartnicka („Pokręciło się w głowie”), Paweł Łaban („Jedyne co mam to złudzenia”), Joanna Dolata („Kobiety są gorące”), Marta Kornacka („Rozkołysz się”), Jacek Woropaj („Polska do boju”) Zwyciężczyni: Michalina Ławecka |
| 305 | 21  | Wawele                              | 22 maja 2011          | Uczestnicy: Kamila Banasiak („Żółte plaże”), Robert Chełminiak („Nie szkoda róż”), Esmahan Sara Al Shokliya („Zostań z nami, melodio”), zespół Airam („Miłość jak pochodnia”), Grzegorz Kosior („Biały latawiec”), Maja Zbrzeźniak („Gienio z Krynicy”), Michał Zgoła („Dom, który czeka”) Zwycięzcy: zespół Airam; wyróżnione: Esmahan Sara Al Shokliya i Maja Zbrzeźniak                                                                                    |
| 306 | 22  | Koncert laureatów 2011 – cz. I      | 4 czerwca 2011        | Uczestnicy: Agnieszka Latusek („Babe babe”), Zofia Ziombek („Czas nie będzie na nas czekał”), Olga Barej („Bo to, co dla mnie”), Zbigniew Świtoniak („Konstelacje”), Jola Tubielewicz („Zaćmienie serca”), Iwona Jaruzel („Księżycowy”) |
| 307 | 23  | Koncert laureatów 2011 – cz. II     | 4 czerwca 2011        | Uczestnicy: Paulina Ratajczak („Dlaczego nic”), Władysław Głoskowski („Wiara”), Michał i Tadeusz Piesiakowie („Mój Bóg”), Maja Wysoczańska („Niczego więcej”), Bożena Barchan („Jeszcze raz”), Rafał Sekulak („Za szkłem”) |
| 308 | 24  | Koncert laureatów 2011 – cz. III    | 4 czerwca 2011        | Uczestnicy: Ali Al-Ani („Ostatni raz ci zaśpiewam”), Olga Sarancewa („Znak pokoju”), Ewelina Babiarz („Życie na dystans”), Edward Janus („To, co chciałbym ci dać”), Małgorzata Nakonieczna („O tobie”), Marcin Chudziński („Biała armia”) Zwycięzca: Marcin Chudziński |

## Edycja 19. (2011/2012)
| Nr  | #   | Gwiazda                                                             | Data pierwszej emisji | Uwagi |
| --- | --- | ------------------------------------------------------------------- | --------------------- | --- |
| 309 | 1   | Genesis                                                             | 11 września 2011      | Uczestnicy: Jola Tubielewicz („American Beauty”), Michał Gasz („Another Days in Paradise”), Thomas Grotto („Jesus He Knows Me”), Dominika Jarzębowska („In the Quiet Tonight”), Małgorzata Janek („Not About Us”), Jan Traczyk („Inside”) Zwyciężczyni: Małgorzata Janek; wyróżnieni: Jola Tubielewicz i Jan Traczyk                                                     |
| 310 | 2   | Dżem                                                                | 18 września 2011      | Uczestnicy: Sylwia Tabaka („Złoty paw”), Jakub Zajączkowski („Partyzant”), Agata Rożankowska („Dzień, w którym pękło niebo”), Paulina Brzozowska („Do kołyski”), Piotr Janik („Naiwne pytania”), Julia Olędzka („Sen o Victorii”), Mateusz Wróbel („Jak malowany ptak”) Zwyciężczyni: Agata Rożankowska; wyróżnieni: Sylwia Tabaka i Paulina Brzozowska                  |
| 311 | 3   | Piosenki Włodzimierza Wysockiego w interpretacji Macieja Maleńczuka | 25 września 2011      | Uczestnicy: Emilia Hamerlik („Bokser”), Andrzej Gaździcki („Swobodne spadanie”), Dominika Kasprzycka-Gałczyńska („Mikrofon”), Mariusz Myrcha („Neutralne tango”), Adrianna Olędzka („Gips”), Aleksandra Borak („Ten, co wcześniej z tobą był”) Zwyciężczyni: Adrianna Olędzka                                                                                            |
| 312 | 4   | Myslovitz                                                           | 2 października 2011   | Uczestnicy: Sylwia Zakrzewska („Ukryte”), Julia Jaszczyk („Sprzedawcy marzeń”), Krzysztof Bobel („My”), Aleksandra Jach („Acidland”), Julia Piątek („Dla ciebie”), Monika Anna Batogowska („Art Brut”) Zwyciężczyni: Monika Anna Batogowska |
| 313 | 5   | Monika Brodka                                                       | 9 października 2011   | Uczestnicy: Emilia Bartosz („Krzyżówka dnia”), Błażej Donat („KO”), Hanna Gieda („Szysza”), Ramona Szychowiak-Brzoza („Granda”), Eliza Banasik („W pięciu smakach”), Michał Czarniecki („Bez tytułu”), Agata Szark („Sauté”) Zwyciężczyni: Agata Szark |
| 314 | 6   | Coma                                                                | 16 października 2011  | Uczestnicy: Katarzyna Kunicka („Na pół”), Przemysław Zajadlak („Cisza i ogień”), Paulina Czapla („Transfuzja”), Danuta Ambrożkiewicz („Daleka droga do domu”), Jagoda Wojciechowska („08 wojna”), Krzysztof Weroniecki („Spadam”), Natalia Nejman („100 tysięcy jednakowych miast”) Zwyciężczyni: Natalia Nejman; wyróżnieni: Przemysław Zajadlak i Jagoda Wojciechowska |
| 315 | 7   | Plateau – Projekt Grechuta                                          | 23 października 2011  | Uczestnicy: Agata Śliwińska („Niepewność”), Patryk Balukiewicz („Krowód”), Teresa Kramarska („Twoja postać”), Nikola Raczko („Wiosna – ach, to ty”), Grzegorz Kosior („Będziesz moją panią”), Magdalena Meisel („Dni, których nie znamy”), Wojciech Bałwako („Ocalić od zapomnienia”) Zwycięzca: Grzegorz Kosior; wyróżnione: Agata Śliwińska, Nikola Raczko             |
| 316 | 8   | De Mono                                                             | 30 października 2011  | Uczestnicy: Lena Czechowicz („Zostańmy sami”), Paweł Cichosz („Asfaltowe łąki”), Angelika Anozie („Póki na to czas”), Róża Frąckiewicz („Znów jesteś ze mną”), Jakub Zajączkowski („Może to o nas”), Pola Błasik („Wszystko jest na sprzedaż”), Paweł Ekiert („Życie to sen”) Zwycięzca: Jakub Zajączkowski; wyróżnione: Pola Błasik, Lena Czechowicz                    |
| 317 | 9   | Wspomnienie – Andrzej Zaucha                                        | 1 listopada 2011      | Uczestnicy: Michał Kaczmarek („Siódmy rok”), Adriana Kalska („Byłaś serca biciem”), Wojciech Pilwiński („Czarny Alibaba”), Wiktoria Węgrzyn („Bądź moim natchnieniem”), Michał Grobelny („C’est la vie – Paryż z pocztówki”), Paweł Wolsztyński („Myśmy byli sobie pisani”), Dominika Kasprzycka-Gałczyńska („Jak na lotni”) Zwycięzca: Michał Grobelny                  |
| 318 | 10  | Marek Jackowski – Maanam                                            | 6 listopada 2011      | Uczestnicy: Alicja Kuszowska („Oprócz błękitnego nieba”), Karolina Leszko („Raz dwa raz dwa”), Michał Szyc („W życiu trzeba zawsze wolnym być”), Magda Hanausek („Boskie Buenos”), Agata Zefirek-Wyszyńska („Krakowski spleen”), Kamila Stolarczyk („Szare miraże”), Karolina Jaskółka („Kocham cię, kochanie moje”) Zwyciężczyni: Agata Wyszyńska                       |
| 319 | 11  | Ewa Farna                                                           | 13 listopada 2011     | Uczestniczki: Beata Kawczyńska („La la laj”), Monika Siwiec („Cicho”), Ewa Słodownik („Ewakuacja”), Alicja Majsterek („Bez łez”), Martyna Sojka („W niespełnieniu”), Patrycja Garłowska („Ogień we mnie”), Anna Szatybełko („Uwierzyć”) Zwyciężczyni: Martyna Sojka |
| S55 | S55 | Piosenki Grzegorza Ciechowskiego                                    | 18 grudnia 2011       | Uczestnicy: Weronika Ciechowska („Odchodząc”), Artur Gadowski („Biała flaga”), Anna Józefina Lubieniecka („Śmierć w bikini”), Maciej Silski („Tak, tak, to ja”), Krzysztof Zalewski („Nie pytaj mnie o Polskę”), Katarzyna Wilk („Mamona”), Maciej Tacher („Telefony”)                                                                                                   |
| S56 | S56 | Mazowsze kolęduje z aktorami                                        | 25 grudnia 2011       | Uczestnicy: Joanna Kulig („Gdy śliczna Panna”), Sambor Czarnota („Lulajże, Jezuniu”), Katarzyna Zielińska („Wśród nocnej ciszy”), Magdalena Kumorek („Mizerna cicha”), Anna Dymna („Jezus malusienki”), Ilona Ostrowska („Oj, maluśki, maluśki”), Piotr Polk („Cicha noc”)                                                                                               |
| 320 | 12  | Ania Rusowicz                                                       | 11 marca 2012         | Uczestnicy: Natalia Juszczyk („Nie pukaj do moich drzwi”), Sabina Letner („Ja i ty”), Zbigniew Kastarynda („Opuszczony dom”), Kamila Dauksz („Za daleko mieszkasz, miły”), Urszula Szocik („Duży błąd”), Tobiasz Pietrzyk („Czekałam na ciebie tysiąc lat”), Marta Adamczak („Ślepa miłość”) Zwyciężczyni: Marta Adamczak; Wyróżnieni: Urszula Szocik, Tobiasz Pietrzyk  |
| 321 | 13  | Bogusław Mec                                                        | 25 marca 2012         | Uczestnicy: Maja Wojtaszek („Nie biegnij tak”), Piotr Karzełek („Z wielkiej nieśmiałości mej”), Oliwia Skóra („Na pozór”), Karol Hadrych („Jej portret”), Kalina De Roover („W białej ciszy powiek”), Dariusz Wickowski („Przyjaciele po to są”), Monika Węgrzyn („Dzikości serca”) Zwycięzca: Dariusz Wickowski; Wyróżnieni: Kalina De Roover, Karol Hadrych            |
| 322 | 14  | Acid Drinkers                                                       | 1 kwietnia 2012       | Uczestnicy: Wioletta Marcinkiewicz („Love Shack”), Dominika Bobek („Acidofilia”), Maja Wysoczańska („Pizza Driver”), Olga Miernik („Et si tu n’existais pas”), Dawid Kaczówka („Hit the Road Jack”), Szymon Kostro („Blues Beatdown”), Maria Pabian („Hate Unlimited”) Zwyciężczyni: Maja Wysoczańska                                                                    |
| 323 | 15  | Piotr Rubik                                                         | 8 kwietnia 2012       | Uczestnicy: Jan Traczyk („Psalm kochania”), Małgorzata Janek („Strażnik raju”), Marcin Chudziński („Zdumienie”), Agata Wyszyńska („Psalm mojej nadziei”), Daria Zawiałow („A oni wierzyć w to nie chcieli”), Maja Gawłowska („Psalm Mojżeszowy”) Wyróżnienie: Małgorzata Janek                                                                                           |
| 324 | 16  | Danuta Błażejczyk                                                   | 15 kwietnia 2012      | Uczestniczki: Amanda Lepusińska („Summertime”), Sylwia Buchalska („Jesienny pan”), Agnieszka Zawidzka-Rynduch („Mocniej zabiło mi serce”), Justyna Filipowicz („Na krawędzi nocy i dnia”), Paulina Tarasińska („Wsiadaj na miotłę”), Monika Szczot („Taki cud i miód”), Magdalena Serafin („Moja modlitwa”) Zwyciężczyni: Paulina Tarasińska                             |
| 325 | 17  | Katarzyna Nosowska (Hey)                                            | 22 kwietnia 2012      | Uczestnicy: Paulina Ostrowska („Kto?”), Marcin Łazarski („Nerwy i wiktoriańscy lekarze”), Anna Binkul („Jeśli wiesz, co chcę powiedzieć”), Małgorzata Hodurek („Nomada”), Mateusz Piecowski („Kasitet romans”), Oliwia Będkowska („Karatetyka”), Sylwia Zaręba („Era retuszera”) Zwyciężczyni: Małgorzata Hodurek; wyróżnieni: Paulina Ostrowska, Mateusz Piecowski      |
| 326 | 18  | Piosenki Jacka Skubikowskiego                                       | 29 kwietnia 2012      | Uczestnicy: Nikola Warda („Stan gotowości”), Jarosław Juśkiewicz („Droga pani z telewizji”), Agnieszka Jeśmontowicz („Rzeka marzeń”), Sandra Mika („Dobre miejsce dla naiwnych”), Angelika Salus („Zawsze tam, gdzie ty”), Mirosław Lazarek („Tacy sami”), Julia Darowska („Pomidory”) Zwycięzca: Mirosław Lazarek                                                       |
| -   | -   | Raz, Dwa, Trzy                                                      | Emisja wstrzymana     | Informacje dodatkowe: Odcinek nie był prowadzony przez Wojciecha Manna, lecz zastępującego go dziennikarza, którego nazwisko nie zostało podane do publicznej wiadomości. W wywiadzie udzielonym w 2013 Elżbieta Skrękowska ujawniła, że był nim Wojciech Jermakow. Po nagraniu odcinka produkcja zdecydowała o wstrzymaniu emisji oraz zawieszeniu programu.            |

## Edycja 20. –Opole 2019(wiosna 2019)
W tej serii zmieniły się zarówno czołówka i scenografia, jak i prowadzący program.
| Numer odcinka | Numer odcinka | Numer odcinka | Gwiazda / Temat                    | Data pierwszej emisji | Uczestnicy |
| Lp.           | Pr. dla prasy | TVP VOD       | Gwiazda / Temat                    | Data pierwszej emisji | Uczestnicy |
| ------------- | ------------- | ------------- | ---------------------------------- | --------------------- | --- |
| 1.            | 1             | 1             | Anna Wyszkoni                      | 7 kwietnia 2019       | Uczestnicy: Joanna Siwik („Biegnij przed siebie”), Adrianna Jędrzejak i Mateusz Wiskulski („Czy ten pan i pani”), Aleksandra Parszywka („Zapytaj mnie o to kochany”), Dorota Goliniewska („Oszukać los”), Tomasz Suchwałko („Agnieszka już dawno...”), Gabriela Nawój („Wiem, że jesteś tam”), Damian Kolasiński („Nie chcę cię obchodzić”) Zwyciężczyni: Joanna Siwik; wyróżnieni: Adrianna Jędrzejak i Mateusz Wiskulski, Gabriela Nawój |
| 2.            | 2             | 2             | Golec uOrkiestra                   | 14 kwietnia 2019      | Uczestnicy: Michał Cichecki („Bo lato rozpala”), Sebastian Szymański („Ściernisko”), Katarzyna Ignatowicz („Pomarańcza”), Marcin Szlachta („Pędzą konie po betonie”), Michał Gabor („Słodycze”), Olga Sobolewska („Lornietka”), Izabela Czeszka („Młody maj”) Zwycięzca: Marcin Szlachta; wyróżnieni: Olga Sobolewska, Michał Gabor |
| 3.            | 3             | 3             | Przeboje Anny Jantar               | 21 kwietnia 2019      | Uczestnicy: Julia Jagos („Tylko mnie poproś do tańca”), Konrad Domagała („Moje jedyne marzenie”), Michał Gieniusz („Nic nie może wiecznie trwać”), Józef Pluszczewicz („Tyle słońca w całym mieście”), Sargis Davtyan („Wielka dama tańczy sama”), Aleksandra Nykiel („Nie wierz mi, nie ufaj mi”), Aleksandra Płóciennik („Spocząć”) Zwyciężczyni: Aleksandra Nykiel; wyróżniony: Sargis Davtyan |
| 4.            | 4             | 4             | Maryla Rodowicz                    | 22 kwietnia 2019      | Uczestnicy: Marta Olszyńska („Remedium”), Cezary Tyc („Łatwopalni”), Julia i Wiktoria Szlachta („Sing Sing”), Wiktor Andrysiak („Małgośka”), Agnieszka Werens („Szparka sekretarka”), Anna Bezubik („Pełnia”), Krzysztof Gdaniec („Niech żyje bal”) Zwyciężczynie: Julia i Wiktoria Szlachta; wyróżnieni: Krzysztof Gdaniec, Cezary Tyc |
| 5.            | 5             | 5             | Ryszard Rynkowski                  | 28 kwietnia 2019      | Uczestnicy: Jan „Elf” Czerwiński („Za młodzi, za starzy”), Zuzanna Maruda („Dary losu”), Halina Niciecka („Zwierzenia Ryśka, czyli jedzie pociąg”), Dominika Jarzębowska („Wznieś serce nad zło”), Jan Popis („Wypijmy za błędy”), Natalia Ryś („Szczęśliwej drogi już czas”), Marcel Podgórski („Nie budźcie marzeń ze snu”) Zwyciężczyni: Natalia Ryś; wyróżnieni Jan „Elf” Czerwiński, Zuzanna Maruda |
| 6.            | 6             | 6             | Piotr Kupicha i Feel               | 5 maja 2019           | Uczestnicy: Ewa Siembida („No pokaż na co cię stać”), Ramona Szychowiak-Brzoza („Zostań ze mną”), Adrian Szymkowiak („Swoje szczęście znam”), Kamil Bielak („Jak anioła głos”), Monika Bubniak („Jak na imię masz”), Jolanta Kozubek („A gdy jest już ciemno”), Jakub Zielina („No kochaj mnie”) Zwyciężczyni: Monika Bubniak; wyróżnieni: Ewa Siembida, Adrian Szymkowiak |
| 7.            | 7             | 7             | Kombii                             | 12 maja 2019          | Uczestnicy: Agnieszka Przestrzelska („Słodkiego miłego życia”), Axel Drop („Pokolenie”), Adrian Lewoc („Sen się spełni”), Daniel Rychter i Sebastian Wojtczak („Black and white”), Tadeusz Stuchlik („Awinion”), Michalina Skraburska („Nasze rendez-vous”), Ilona Kurdziel („Ślad”) Zwyciężczyni: Michalina Skraburska; wyróżnieni: Agnieszka Przestrzelska, Daniel Rychter i Sebastian Wojtczak |
| 8.            | 8             | 8             | Finał edycji Opole 2019 – część I  | 19 maja 2019          | Duety: Wiktoria, Julia Szlachta i Maryla Rodowicz („Szparka sekretarka”), Marcin Szlachta i Łukasz Golec („Słodycze”), Aleksandra Nykiel i Natalia Kukulska („Wielka dama tańczy sama”), Michalina Skraburska i Grzegorz Skawiński („Sen się spełni”), Monika Bubniak i Piotr Kupicha („Swoje szczęście znam”), Joanna Siwik i Anna Wyszkoni („Wiem, ze jesteś tam”), Natalia Ryś i Ryszard Rynkowski („Za młodzi, za starzy”) Występy solowe: Wiktoria i Julia Szlachta („Tyle słońca w całym mieście”), Marcin Szlachta („Jest już ciemno”), Aleksandra Nykiel („Łatwopalni”), Michalina Skraburska („Czy ten pan i pani”), Monika Bubniak („Wypijmy za błędy”), Joanna Siwik („Ściernisko”), Natalia Ryś („Słodkiego miłego życia”) |
| 9.            | 9             | 8             | Finał edycji Opole 2019 – część II | 19 maja 2019          | Zwyciężczyni: Aleksandra Nykiel |

## Edycja 21. –Eurowizja Junior 2019(jesień 2019)
W pierwszych czterech odcinkach tej serii wybierano reprezentanta Polski w 17. Konkursie Piosenki Eurowizji dla Dzieci odbywającym się w Gliwicach.
| Numer odcinka | Numer odcinka | Numer odcinka | Gwiazda / Temat                             | Data pierwszej emisji | Uczestnicy |
| Lp.           | Pr. dla prasy | TVP VOD       | Gwiazda / Temat                             | Data pierwszej emisji | Uczestnicy |
| ------------- | ------------- | ------------- | ------------------------------------------- | --------------------- | --- |
| 1.            | 1             | 1             | Majka Jeżowska                              | 8 września 2019       | Uczestnicy: Swietłana Boguska („Laleczka z saskiej porcelany”), Piotr Klima („A ja wolę moją mamę”), Zosia Szuca („Najpiękniejsza w klasie”), Amelia Kurantowicz („Margarita”), Maja Mazurek („Wszystkie dzieci nasze są”), Maciej Golian („Na raz, na dwa”), Nikola Fiedor („Od rana mam dobry humor”) Zwyciężczyni: Nikola Fiedor; wyróżnione: Zosia Szuca, Maja Mazurek |
| 2.            | 2             | 2             | Blue Café                                   | 15 września 2019      | Uczestnicy: Maksymilian Wysocki („Buena”), Marianna Józefina Piątkowska („Do nieba”), Wiktoria Gabor („You May Be in Love”), Oliwia Kopiec („To Ty”), Krzysztof Kwaśny („Czas nie będzie czekał”), Oliwia Stefanowska („Zapamiętaj”), Zuzia Janik („Kochamy siebie”) Zwyciężczyni: Wiktoria Gabor; wyróżnione: Oliwia Kopiec, Marianna Józefina Piątkowska                 |
| 3.            | 3             | 3             | Papa Dance                                  | 22 września 2019      | Uczestnicy: Karolina Bajer („Maxi singiel”), Adam Bartkiewicz („Nasz Disneyland”), Anna Chwałczyńska („Oceany wspomnień”), Eryk Waszczuk („O-la-la”), Gabriela Katzer („Panorama Tatr”), Natasza Sieradzka („Pocztówka z wakacji”), Zofia Kwaśna („Naj-story”) Zwyciężczyni: Gabriela Katzer; wyróżnieni: Ania Chwałczyńska, Eryk Waszczuk                                 |
| 4.            | 4             | 4             | Finał edycji Eurowizja Junior 2019          | 29 września 2019      | Duety: Nikola Fiedor i Majka Jeżowska („A ja wolę moją mamę”), Wiktoria Gabor i Dominika Gawęda („Zapamiętaj”), Gabriela Katzer i Paweł Stasiak („Maxi Singiel”) Występy solowe: Gabriela Katzer („On My Way”), Wiktoria Gabor („Superhero”), Nikola Fiedor („Bubbles in My Head”) Zwyciężczyni: Wiktoria Gabor                                                            |
| 5.            | 4             | 4             | Finał edycji Eurowizja Junior 2019 (wyniki) | 29 września 2019      | Duety: Nikola Fiedor i Majka Jeżowska („A ja wolę moją mamę”), Wiktoria Gabor i Dominika Gawęda („Zapamiętaj”), Gabriela Katzer i Paweł Stasiak („Maxi Singiel”) Występy solowe: Gabriela Katzer („On My Way”), Wiktoria Gabor („Superhero”), Nikola Fiedor („Bubbles in My Head”) Zwyciężczyni: Wiktoria Gabor                                                            |

## Edycja 22. –Opole 2020(jesień 2019)
| Numer odcinka | Numer odcinka | Numer odcinka | Gwiazda / Temat                      | Data pierwszej emisji | Uczestnicy |
| Lp.           | Pr. dla prasy | TVP VOD       | Gwiazda / Temat                      | Data pierwszej emisji | Uczestnicy |
| ------------- | ------------- | ------------- | ------------------------------------ | --------------------- | --- |
| 1.            | 1             | 1             | Andrzej Piaseczny                    | 6 października 2019   | Uczestnicy: Kamila Wojtkielewicz („Jeszcze bliżej”), Sebastian Piórecki („Chodź, przytul, przebacz”), Paweł Cichosz („Imię deszczu”), Daria Barszczyk („Wszystko dobrze”), Jakub Mazur („Prawie do nieba”), Danuta Janeba („To co dobre, to co lepsze”), Wiktoria Płoszyńska („Śniadanie do łóżka”) Zwycięzca: Sebastian Piórecki; wyróżnione: Danuta Janeba, Daria Barszczyk |
| 2.            | 2             | 2             | Jan Borysewicz i Andrzej Mogielnicki | 13 października 2019  | Uczestnicy: Patrycja Mizerska („Zawsze tam gdzie ty”), Zbigniew Świder („Mniej niż zero”), Kamil Czeszel („Bo tutaj jest jak jest”), Liwia Limberger („Mała Lady Punk”), Damian Konieczyński („Niepisane”), Maksymilian Mularczyk („Wciąż bardziej obcy”), Ula Szumska („Nie wierz nigdy kobiecie”) Zwyciężczyni: Patrycja Mizerska; wyróżnieni: Ula Szumska, Kamil Czeszel |
| 3.            | 3             | 3             | Ich Troje                            | 20 października 2019  | Uczestnicy: Martyna Młynarska-Modlińska i Karol Kukowka („Powiedz”), Jagoda Chowaniec („A wszystko to... (bo ciebie kocham)!”), tercet: Alicja Dziurdziak, Julia Perz, Olga Jagieło („Razem a jednak osobno”), Michał Trojanowski („Wypijmy za to”), Igor Frączek („Zawsze z tobą chciałbym być...”), Weronika Curyło („Anioły”), Natalia Biesek („Keine Grenzen – Żadnych granic”) Zwyciężczyni: Jagoda Chowaniec; wyróżniony: Michał Trojanowski |
| 4.            | 4             | 4             | Krzysztof Cugowski                   | 27 października 2019  | Uczestnicy: Marlena Mazgaj („Memu miastu do widzenia”), Łukasz Juszkiewicz („Sen o dolinie”), Rene Sikora („Demony wojny”), Klaudia Kowalik („Jest taki samotny dom”), Anna Czachorowska („Twoje radio”), Erwin Kornacki („Zaklęty krąg”), Daria Adamczewska („Martwe morze”) Zwycięzca: Erwin Kornacki; wyróżnieni: Łukasz Juszkiewicz, Daria Adamczewska |
| 5.            | 5             | 5             | Alicja Majewska i Włodzimierz Korcz  | 3 listopada 2019      | Uczestnicy: Izabela Zalewska („Odkryjemy miłość nieznaną”), Nestor Pałczyński („Wszystko może się stać”), Klaudia Łacka („Jeszcze się tam żagiel bieli”), Maja Fijałkowska („Być kobietą”), Teresa Kuna-Kramarska („Żyć się chce”), Gabriela Itkowiak („Przed nocą i mgłą”), Hubert Kupiec („To nie sztuka wybudować nowy dom”) Zwyciężczyni: Izabela Zalewska; wyróżnieni: Hubert Kupiec, Gabriela Itkowiak |
| 6.            | 6             | 6             | Edyta Geppert                        | 10 listopada 2019     | Uczestnicy: Aleksandra Idkowska („Och życie kocham cię nad życie”), Dominika Siwek („Jaka róża, taki cierń”), Danuta Polańska („Szukaj mnie”), Paulina Hebel („Mamo... córko...”), Szymon Piątkowski („Nie żałuję”), Angela Gerłowska („Zamiast”), Angelika Wdowczyk („Cień księżyca”) Zwyciężczyni: Dominika Siwek |
| 7.            | 7             | 7             | Zenon Martyniuk                      | 17 listopada 2019     | Uczestnicy: Miłosz Piątkowski („Przekorny los”), Magdalena Hinz („Moja gwiazda”), Paweł Bauer („Przez twe oczy zielone”), Michał Rakoczy („Kochana wierzę w miłość”), Ernestyna Adamowicz („Życie to są chwile”), Ewa Olczak („Taką cię wyśniłem”), Marcin Lutz („Prawdziwa miłość to ty”) Zwycięzca: Paweł Bauer; wyróżnieni: Marcin Lutz, Magdalena Hinz |
| 8.            | 8             | 8             | Urszula                              | 24 listopada 2019     | Uczestnicy: Katarzyna Hybiak i Małgorzata Hybiak-Marniok („Rysa na szkle”), Zbigniew Skórka („Totalna hipnoza”), Maja Jaszcz („Na sen”), Marta Mika („Luz-blues w niebie same dziury”), Magdalena Czuba („Konik na biegunach”), Paweł Olender („Dmuchawce, latawce, wiatr”), Paulina Pyszkowska („Malinowy król”) Zwyciężczyni: Maja Jaszcz; wyróżnione: Paulina Pyszkowska, Magdalena Czuba |
| 9.            | 9             | 9             | Varius Manx i Kasia Stankiewicz      | 1 grudnia 2019        | Uczestnicy: Justyna Panek („Zanim zrozumiesz”), Daria Opałka („Ruchome piaski”), Sandra Wawer („Zamigotał świat”), Anna Wojdas („Piosenka księżycowa”), Anna Serafińska („Pocałuj noc”), Piotr Małkiewicz („Orła cień”), Agnieszka Siepietowska („Kot bez ogona”) Zwyciężczyni: Daria Opałka; wyróżnione: Sandra Wawer, Anna Serafińska |
| 10.           | 10            | 10            | Norbi i Rafał Brzozowski             | 8 grudnia 2019        | Uczestnicy: Agnieszka Wiechnik („Za mały jest świat”), Jakub Łabno („Kobiety są gorące”), Antoni i Aleksander Parzychowscy („Magiczne słowa”), Magda Michalak („Rozkołysz się”), Marek Manaj („Nie zaczepiaj mnie”), Kaja Tomaszewska („Tak blisko jak ja”), Wioleta Kupis („Nie mam nic”) Zwyciężczyni: Magda Michalak; wyróżnieni: Marek Manaj, Agnieszka Wiechnik |
| 11.           | 11            | 11            | Kamil Bednarek                       | 15 grudnia 2019       | Uczestnicy: Bogdan Sierpień („List”), Małgorzata i Bartłomiej Michalczykowie („Chwile jak te”), Anna Chowaniec („Jak długo jeszcze”), Piotr Dolata („Cisza”), Małgorzata Siemieniec („Chodź ucieknijmy”), Martyna Sobczak („Talizman”), Justyna Garbowska („Spragniony”) Zwycięzca: Bogdan Sierpień; wyróżnieni: Małgorzata i Bartłomiej Michalczykowie, Martyna Sobczak |
| 12.           | Finał         | 12            | Finał edycji Opole 2020 – część I    | 22 grudnia 2019       | Duety: Magda Michalak, Norbi i Rafał Brzozowski („Tak blisko), Sebastian Piórecki i Andrzej Piaseczny („To co dobre, to co lepsze”), Erwin Kornacki i Krzysztof Cugowski („Jest taki samotny dom”), Izabela Zalewska i Alicja Majewska („Być kobietą”), Patrycja Mizerska i Jan Borysewicz („Mniej niż zero”), Daria Opałka i Kasia Stankiewicz („Piosenka księżycowa”), Maja Jaszcz i Urszula („Luz-blues w niebie same dziury”), Paweł Bauer i Zenon Martyniuk („Przekorny los”), Jagoda Chowaniec i Ich Troje („Powiedz”), Dominika Siwek i Edyta Geppert („Zamiast”), Bogdan Sierpień i Kamil Bednarek („Spragniony”) |
| 13.           | Finał         | 12            | Finał edycji Opole 2020 – część II   | 22 grudnia 2019       | Występy solowe: Izabela Zalewska („Jeszcze się tam żagiel bieli”), Paweł Bauer („Magiczne słowa”), Dominika Siwek („Orła cień”) Zwyciężczyni: Izabela Zalewska |

Odcinek specjalny
| Numer odcinka | Numer odcinka | Numer odcinka | Gwiazda / Temat    | Data pierwszej emisji | Uczestnicy |
| Lp.           | Pr. dla prasy | TVP VOD       | Gwiazda / Temat    | Data pierwszej emisji | Uczestnicy |
| ------------- | ------------- | ------------- | ------------------ | --------------------- | --- |
| S57           | —             | —             | Wydanie świąteczne | 25 grudnia 2019       | Uczestnicy: Anna Dereszowska, („All I Want for Christmas Is You”), Wiktoria i Mateusz Gąsiewscy („Kiedy zima się zaczyna”), Piotr Pręgowski („Dzień jeden w roku”), Elżbieta Romanowska („Na całej połaci śnieg”), Robert Rozmus („Wielkie świąteczne całowanie”), Jolanta Fraszyńska („Dzwonki sań”), Aleksandra Kostka („Pada śnieg”) Zwyciężczyni: Aleksandra Kostka |

## Edycja 23. –Eurowizja 2020(zima 2020)
W pierwszych czterech odcinkach tej serii wybierano reprezentanta Polski w 65. Konkursie Piosenki Eurowizji, która miała się odbyć w Rotterdamie, ale z powodu rozwijającej się Pandemii COVID-19 został odwołany.
| Numer odcinka | Numer odcinka | Numer odcinka | Gwiazda / Temat                      | Data pierwszej emisji | Uczestnicy |
| Lp.           | Pr. dla prasy | TVP VOD       | Gwiazda / Temat                      | Data pierwszej emisji | Uczestnicy |
| ------------- | ------------- | ------------- | ------------------------------------ | --------------------- | --- |
| 1.            | 1             | 1             | Przeboje ABBA                        | 2 lutego 2020         | Uczestnicy: Patryk Skoczyński („Gimme! Gimme! Gimme! (A Man After Midnight)”), Emilia Sanecka („Waterloo”), Julia i Wiktoria Szlachta („Dancing Queen”), Kasia Dereń („Mamma Mia”), Amelia Andryszczyk („S.O.S.”), Sargis Davtyan („Voulez-Vous”), Maja Hyży („Knowing Me, Knowing You”) Zwyciężczyni: Kasia Dereń; wyróżniony: Patryk Skoczyński |
| 2.            | 2             | 2             | Przeboje Eurowizji                   | 9 lutego 2020         | Uczestnicy: Damian Kulej („Heroes”), Paulina Czapla („Amar pelos dois”), Weronika Curyło („Dschinghis Khan”), Stashka („If I Were Sorry”), Saszan („Congratulations”), Alicja Szemplińska („To nie ja!”), Aleksandra Nykiel („Save Your Kisses for Me”) Zwyciężczyni: Alicja Szemplińska; wyróżnione: Paulina Czapla, Weroniła Curyło             |
| 3.            | 3             | 3             | Przeboje The Beatles                 | 16 lutego 2020        | Uczestnicy: Marek Kaliszuk („Help!”), Nick Sinckler („Can’t Buy Me Love”), Basia Gąsienica Giewont („Love Me Do”), Albert Černý („Please Please Me”), Norbert Legieć („She Loves You”), Marzena Ryt („Twist and Shout”), Adrian Makar („A Hard Day’s Night”). Zwycięzca: Albert Černý; wyróżnieni: Basia Gąsienica Giewont, Nick Sinckler.        |
| 4.            | 4             | 4             | Finał edycji Eurowizja 2020          | 23 lutego 2020        | Występy z wybranym przebojem Konkursu Piosenki Eurowizji: Kasia Dereń („Satellite”), Alicja Szemplińska („Euphoria”), Albert Černý („Fairytale”) Występy konkursowe: Albert Černý („Lucy”), Alicja Szemplińska („Empires”), Kasia Dereń („Count on Me”). Zwyciężczyni: Alicja Szemplińska                                                         |
| 5.            | 5             | 4             | Finał edycji Eurowizja 2020 (wyniki) | 23 lutego 2020        | Występy z wybranym przebojem Konkursu Piosenki Eurowizji: Kasia Dereń („Satellite”), Alicja Szemplińska („Euphoria”), Albert Černý („Fairytale”) Występy konkursowe: Albert Černý („Lucy”), Alicja Szemplińska („Empires”), Kasia Dereń („Count on Me”). Zwyciężczyni: Alicja Szemplińska                                                         |

## Edycja 24. –Opole 2020(wiosna 2020)
| Numer odcinka | Numer odcinka | Numer odcinka | Gwiazda / Temat                    | Data pierwszej emisji | Uczestnicy |
| Lp.           | Pr. dla prasy | TVP VOD       | Gwiazda / Temat                    | Data pierwszej emisji | Uczestnicy |
| ------------- | ------------- | ------------- | ---------------------------------- | --------------------- | --- |
| 1.            | 1             | 1             | Halina Frąckowiak                  | 1 marca 2020          | Uczestnicy: Gabriela Lencka („Serca gwiazd”), Władysława Bąk („Papierowy księżyc”), Patrycja Jewsienia („Tin Pan Alley”), Wojciech Plis („Dancing Queen”), Kinga Rutkowska („Napisz proszę”), Ian Fel („Mały Elf”), Justyna Jędrusik („Anna już nie mieszka tu”). Zwyciężczyni: Justyna Jędrusik; Wyróżnione: Patrycja Jewsienia, Kinga Rutkowska. |
| 2.            | 2             | 2             | De Mono                            | 8 marca 2020          | Uczestnicy: Piotr Cheda („Kochać inaczej”), Teresa Kozłowska („Póki na to czas”), Gabrysia Kurzac („Ostatni pocałunek”), Michał Snarski („Wszystko na sprzedaż”), Patrycja Brzezińska („Zostańmy sami”), Wojciech Kroczek („Moje miasto nocą”), Karol Chachurski („Prosto w serce”). Zwyciężczyni: Gabrysia Kurzac; Wyróżnieni: Teresa Kozłowska (wyróżnienie specjalne), Karol Chachurski, Patrycja Brzezińska |
| 3.            | 3             | 3             | Przeboje Andrzeja Zauchy           | 15 marca 2020         | Uczestnicy: Maciej Lipina („C’est la vie – Paryż z pocztówki”), Kamil Kilian („Bądź moim natchnieniem”), Eugeniusz Tiemnikow („Czarny Alibaba”), Sylwia Frączek („Jak na lotni”), Piotr Petrykowski („Myśmy byli sobie pisani”), Anna Brzeska („Bezsenność we dwoje”), Krzysztof Bobel („Byłaś serca biciem”). Zwyciężczyni: Sylwia Frączek; Wyróżnieni: Kamil Kilian, Krzysztof Bobel. |
| 4.            | 4             | 4             | Oddział Zamknięty                  | 22 marca 2020         | Uczestnicy: Daniel Mateja („Party”), Paulina Kucharska-Dziubiel („Ich marzenia”), Michał Boniecki („Andzia i ja”), Sylwia Zawiślak („Horror”), Iwona Manista-Kutryś („Ten wasz świat”), Jakub Zajączkowski („Obudź się”), Monika Bleja („Twój każdy krok”) Zwycięzca: Jakub Zajączkowski |
| 5.            | 5             | 5             | Izabela Trojanowska                | 29 marca 2020         | Uczestnicy: Klaudia Danielewicz („Tyle samo prawd ile kłamstw”), Alan Cyprysiak („Karmazynowa noc”), Paulina Lupaya („Wszystko czego dziś chcę”), Żaneta Łabudzka („Jestem twoim grzechem”), Julian Lesiński („Podaj cegłę”), Teresa Czekaj („Brylanty”), Kamila Śladewska („Skos”) Zwyciężczyni: Żaneta Łabudzka; Wyróżnieni: Alan Cyprysiak, Klaudia Danielewicz. |
| 6.            | 6             | 6             | Przeboje Zbigniewa Wodeckiego      | 5 kwietnia 2020       | Uczestnicy: Bartosz Prokop („Lubię wracać tam gdzie byłem”), Karol Berger („Zacznij od Bacha”), Julia Sołtyk („Rzuć to wszystko co złe”), Andrzej Czapowski („Pszczółka Maja”), Mateusz Włodarczyk („Opowiadaj mi tak”), Julia Bojur („Izolda”), Marta Burdynowicz („Z tobą chcę oglądać świat”) Zwyciężczyni: Julia Bojur |
| 7.            | 7             | 7             | Wiosenne piosenki                  | 3 maja 2020           | Uczestnicy: Klaudia Borejko („Kwiaty we włosach”), Jan Majewski („Wiosna – ach to ty”), Magdalena Ollar („Dziewczyny bądźcie dla nas dobre na wiosnę”), Mateusz Kawalec („Kwiat jednej nocy”), Klara Habowska („Wszystko kwitnie wkoło”), Weronika Wawszczyk („Niech no tylko zakwitną jabłonie”), Karolina Lizer („Kiedy znów zakwitną białe bzy”) Zwyciężczyni: Magdalena Ollar; wyróżnione: Karolina Lizer, Klaudia Borejko |
| 8.            | 8             | 8             | Enej                               | 10 maja 2020          | Uczestnicy: Marcin Staszek („Skrzydlate ręce”), Aleksandra Lipińska („Kamień z napisem LOVE”), Tomasz Wiśniowski („Tak smakuje życie”), Julia Bronk („Symetryczno-liryczna”), Dariusz Skibiński („Radio Hello”), Klaudia Szwajkosz („Zagubiony”), Dominika Rybiałek („Wolę ciebie wolność”) Zwycięzca: Marcin Staszek; wyróżnione: Klaudia Szwajkosz, Julia Bronk |
| 9.            | 9             | 9             | VOX                                | 17 maja 2020          | Uczestnicy: Wojciech Wilczyński („Rycz mała rycz”), Maciej Mazur („Zabiorę cię Magdaleno”), Tomasz Filipczak („Szczęśliwej drogi już czas”), Andrzej Koziński („Bananowy song”), Tina Pepko („A gdyby tak”), Marcin Kołpak („Ale feeling”), kwartet Farciary – Justyna Sitarek, Alicja Czajkowska, Ewelina Woźniak, Ida Szelba („Masz w oczach dwa nieba”) Zwycięzca: Tomasz Filipczak; wyróżnieni: kwartet Farciary, Maciej Mazur |
| 10.           | 10            | 10            | Formacja Nieżywych Schabuff        | 24 maja 2020          | Uczestnicy: Ireneusz Nawrotek („Klub wesołego szampana”), Daria Górska („Lato”), Patryk Cyplik („Mów mi Elvis”), Martyna Wolsztyńska („Ludzie pragną piękna”), Monika Jakuszewicz („Ławka”), Agnieszka Łaszkiewicz-Chrastina („Da Da Da”), Tomasz Jarosz („Poranki”) Zwycięzca: Tomasz Jarosz; wyróżnieni: Patryk Cyplik, Martyna Wolsztyńska |
| 11.           | 11            | 11            | Finał edycji Opole 2020 – część I  | 31 maja 2020          | Duety: Żaneta Łabudzka i Izabela Trojanowska („Wszystko czego dziś chcę”), Marcin Staszek i Enej („Symetryczno-liryczna”), Julia Bojur i Alicja Majewska, Sławek Uniatowski („Zacznij od Bacha”), Jakub Zajączkowski i Zbigniew Bieniak („Party”), Gabrysia Kurzac i Andrzej Krzywy („Kochać inaczej”), Justyna Jędrusik i Halina Frąckowiak („Papierowy księżyc”), Sylwia Frączek i Krystyna Prońko, Janusz Szrom („Bądź moim natchnieniem”), Tomasz Filipczak i VOX („Zabiorę cię Magdaleno”), Magdalena Ollar i Katarzyna Cerekwicka, Halina Mlynkova, Łukasz Zagrobelny („Wszystko kwitnie wkoło”), Tomasz Jarosz i Olek Klepacz („Ławka”) |
| 12.           | 12            | 12            | Finał edycji Opole 2020 – część II | 31 maja 2020          | Występy solowe: Julia Bojur („Opowiadaj mi tak”), Sylwia Frączek („Wolę ciebie wolność”), Tomasz Jarosz („Póki na to czas”) Zwycięzca finału: Tomasz Jarosz. |

## Edycja 25. –Eurowizja Junior 2020(jesień 2020)
| Numer odcinka | Numer odcinka | Numer odcinka | Gwiazda / Temat                    | Data pierwszej emisji | Uczestnicy |
| Lp.           | Pr. dla prasy | TVP VOD       | Gwiazda / Temat                    | Data pierwszej emisji | Uczestnicy |
| ------------- | ------------- | ------------- | ---------------------------------- | --------------------- | --- |
| 1.            | 1             | 1             | Międzypokoleniowe hity             | 6 września 2020       | Uczestnicy: Amelia Karczewska, Hanna Dzieniewicz, Lena Marzec, Mikołaj Gajowy, Gabriela Łukasik, Aurelia Radecka, Antonina Biesiadecka. Zwyciężczyni: Lena Marzec                              |
| 2.            | 2             | 2             | Światowe hity, których słuchacie   | 13 września 2020      | Uczestnicy: Agata Serwin, Aleksandra Kędra, Maja Biernat, Maja Janowska, Natalia Kosmowska, Sandra Wawer. Zwyciężczyni: Agata Serwin                                                           |
| 3.            | 3             | 3             | Piosenki z bajek                   | 20 września 2020      | Uczestnicy: Ala Tracz, Ania Laskowska, Szymon Lubicki, Konrad Repiński, Dominika Głąb, Lena Małodzińska, Antonina Piotrowska. Zwyciężczyni: Alicja Tracz                                       |
| 4.            | 4             | 4             | Finał edycji Eurowizja Junior 2020 | 27 września 2020      | Uczestnicy: Lena Marzec (Superhero, You and Me), Agata Serwin (Can’t Stop the Feeling!, What I’m Made Off) oraz Alicja Tracz (Mam tę moc, I'll Be Standing). Zwyciężczyni finału: Alicja Tracz |

## Edycja 26. –Opole 2021(jesień 2020)
| Numer odcinka | Numer odcinka | Numer odcinka | Gwiazda / Temat                    | Data pierwszej emisji | Uczestnicy |
| Lp.           | Pr. dla prasy | TVP VOD       | Gwiazda / Temat                    | Data pierwszej emisji | Uczestnicy |
| ------------- | ------------- | ------------- | ---------------------------------- | --------------------- | --- |
| 1.            | 1             | 1             | Bajm                               | 4 października 2020   | Uczestnicy: Mateusz Rajski („Ta sama chwila”), Sylwia Kulwicka („Biała armia”), Izabela Jabłońska („Józek, nie daruję ci tej nocy”), Barbara Mleczek („Nie ma wody na pustyni”, Kacper Grzelak („Szklanka wody”, Oliwia Lachnik („Co mi Panie dasz”), Sebastian Wiśniewski („Myśli i słowa”). Zwycięzca: Kacper Grzelak. Wyróżnieni: Sebastian Wiśniewski, Izabela Jabłońska. |
| 2.            | 2             | 2             | Stachursky                         | 11 października 2020  | Uczestnicy: Sara Nowak („Szampan i truskawki”), Bartłomiej Czyżyk („Typ niepokorny”), Alicja Olschowsky („Essa”), Daniel Brühl („Z każdym twym oddechem”), David Buczinski („Gdy zapłaczesz”), Aleksandra Andrukajtis („Jesteś moim przeznaczeniem”), Łukasz Elbruda („Czuję i wiem”). Zwyciężczyni: Sara Nowak. Wyróżnieni: Daniel Brühl, David Buczinski. |
| 3.            | 3             | 3             | piosenki Seweryna Krajewskiego     | 18 października 2020  | Uczestnicy: Ewelina Kozub („Uciekaj moje serce”), Dominik Kisiołek („Chodź, przytul, przebacz”), Kacper Fułek („Remedium”), Anna Rynkiewicz („Niebo z moich stron”), Julia Kierepka („Wariatka tańczy”), Piotr Oleksy („Nie spoczniemy”), Sylwia Zelek („Szczęście jest blisko”) Zwyciężczyni: Julia Kierepka. Wyróżnione: Ewelina Kozub, Sylwia Zelek. |
| 4.            | 4             | 4             | Cleo                               | 25 października 2020  | Uczestnicy: Bożena Górecka-Tokarczuk („Łowcy gwiazd”), Edyta Niewińska („Za krokiem krok”), Jarosław Panfil („Brać”), Julia Mróz („Sztorm”), Dominik Bajorek („Zabiorę nas”), Hanna Lasota („Dom”), Natalia Janowska („My Słowianie”). Zwyciężczyni: Julia Mróz. Wyróżnione: Bożena Górecka-Tokarczuk, Hanna Lasota. |
| 5.            | 5             | 5             | Skaldowie                          | 8 listopada 2020      | Uczestnicy: Michał Pertkiewicz („Nie całuj mnie pierwsza”), Justyna Kwaśna-Łapisz („Wierniejsza od marzenia”), Kamil Milczarek („Wszystko mi mówi, ze mnie ktoś pokochał”), Przemysław Cackowski („Dopóki jesteś”), Małgorzata Tusińska („Medytacje wiejskiego listonosza”), Artur Zoń („Króliczek”), Aleksandra Turoń („Prześliczna wiolonczelistka”) Zwyciężczyni: Justyna Kwaśna-Łapisz; Wyróżnieni: Michał Pertkiewicz, Aleksandra Turoń. |
| 6.            | 6             | 6             | Piosenki Marka Grechuty            | 11 listopada 2020     | Uczestnicy: Maciej Zadykowicz („W dzikie wino zaplątani”), Adrianna Kućmierz („Dni, których nie znamy”), Maciej Mikuszewski („Będziesz moją panią”), Ewelina Hałka („Świecie nasz”), Wojciech Metlicki („Nie dokazuj”), Karolina Grala („Niepewność”), Łukasz Brodowski („Tango Anawa”) Zwycięzca: Łukasz Brodowski; Wyróżnieni: Maciej Zadykowicz, Wojciech Metlicki. |
| 7.            | 7             | 7             | Piosenki z filmów i seriali        | 15 listopada 2020     | Uczestnicy: Iga Kozacka („Na dobre i na złe”), Damian Turijew („Kiler”), Kinga Wołoszyn („Tylko mnie kochaj”), Anna Frontczak („Nie pytaj o miłość”), Marcin Kołosowski („Matki, żony i kochanki”), Ewa Brzezińska-Cielepa („Pocałuj noc”), Rafał Konieczny („Szukaj mnie”) Zwyciężczyni: Iga Kozacka; Wyróżnieni: Damian Turijew, Kinga Wołoszyn. |
| 8.            | 8             | 8             | Przeboje Romualda Lipki            | 22 listopada 2020     | Uczestnicy: Natalia Wawrzyńczyk („Nic nie może wiecznie trwać”), Julia Węgrowicz („Takie tango”), Marcin Simiński („Aleja gwiazd”), Olga Łasak („Jolka, Jolka pamiętasz”), Paula Kucharska-Dziubiel („Dmuchawce, latawce, wiatr”), Julian Prus („Bal wszystkich świętych”), Monika Łopuszyńska („Wszystko, czego dziś chcę”) Zwycięzca: Marcin Simiński; Wyróżnione: Natalia Wawrzyńczyk, Julia Węgrowicz. |
| 9.            | 9             | 9             | IRA                                | 29 listopada 2020     | Uczestnicy: Filip Sterniuk („Wybacz”), Joanna Zubkowicz („Parę chwil”), Kinga Skoczylas („Ona jest ze snu”), Daniel Wiernasz („Nie daj mi odejść”), Norbert Wronka („Nadzieja”), Dorota Partyka („Mój dom”), Amelia Bakalarz („Powtarzaj to”) Zwycięzca: Daniel Wiernasz; Wyróżnione: Amelia Bakalarz, Joanna Zubkowicz. |
| 10.           | 10            | 10            | Pectus                             | 6 grudnia 2020        | Uczestnicy: Karol Pisarski („Jeden moment”), Żaneta Chełminiak („Szczęście jest tak bardzo blisko”), Paweł Łuczkiewicz („Oceany”), Rafał Chmiel („To co chciałbym ci dać”), Zuzanna Piech („Szkoła marzeń”), Aleksander Szlaga („Iluzja”), Krystian Kubowicz („Mój przyjacielu”) Zwyciężczyni: Zuzanna Piech |
| 11.           | 11            | 11            | Przeboje lat 50. i 60.             | 13 grudnia 2020       | Uczestnicy: Klaudia Borczyk („Brzydula i rudzielec”), Bartosz Chudzicki („Zakochani są wśród nas”), Ewelina Łuszczek („Pamiętasz była jesień”), Elżbieta Szeląg („Gdy mi ciebie zabraknie”), Monika Młot („Serduszko puka w rytmie cha cha”), Karol Olszewski („Nie płacz kiedy odjadę”), Wiktoria Granas („Kasztany”) Zwycięzca: Karol Olszewski; Wyróżnione: Ewelina Łuszczek, Wiktoria Granas |
| 12.           | 12            | 12            | Finał edycji Opole 2021 – część I  | 20 grudnia 2020       | Julia Mróz i Cleo („Za krokiem krok”), Kacper Grzelak i Beata Kozidrak („Biała Armia”), Zuzanna Piech i Pectus („Barcelona”), Julia Kierepka i Maryla Rodowicz, Andrzej Piaseczny („Uciekaj moje serce”), Sara Nowak i Stachursky („Jesteś moim przeznaczeniem”), Justyna Kwaśna-Łapisz i Skaldowie („Wszystko mi mówi że mnie ktoś pokochał”), Karol Olszewski i Anna Rusowicz, Krzysztof Janczar, Andrzej Rybiński („Zakochani są wśród nas”), Marcin Simiński i Felicjan Andrzejczak, Urszula, Izabela Trojanowska („Jolka, Jolka pamiętasz”), Iga Kozacka i Anna Jurksztowicz („Matki, żony i kochanki”), Daniel Wiernasz i IRA („Mój dom”), Łukasz Brodowski i Olga Bończyk („Dni, których nie znamy”) |
| 13.           | 12            | 12            | Finał edycji Opole 2021 – część II | 20 grudnia 2020       | Występy solowe: Łukasz Brodowski („Tylko mnie kochaj”), Justyna Kwaśna-Łapisz („Co mi panie dasz”), Marcin Simiński („Nadzieja”) Zwycięzca finału: Łukasz Brodowski. |

Odcinek świąteczny
| Numer odcinka | Numer odcinka | Numer odcinka | Gwiazda / Temat    | Data pierwszej emisji | Uczestnicy |
| Lp.           | Pr. dla prasy | TVP VOD       | Gwiazda / Temat    | Data pierwszej emisji | Uczestnicy |
| ------------- | ------------- | ------------- | ------------------ | --------------------- | --- |
| S58           | —             | —             | Odcinek świąteczny | 26 grudnia 2020       | Intro: Alicja Tracz („Gdy śliczna panna”) Uczestnicy: Grażyna Szapołowska i Karolina Matej („Rockin’ Around the Christmas Tree”), Katarzyna Glinka („Kto wie”), Krzysztof Janczar („Kolęda dwóch serc”), Katarzyna Bujakiewicz („Santa Claus Is Comin’ to Town”), Radosław Brzózka („Merry Christmas Everyone”), Edyta Herbuś („Święta w nas”), Marcin Daniec („Z kopyta kulig rwie”) Zwyciężczyni: Katarzyna Bujakiewicz |

## Edycja 27. –Opole 2021(wiosna 2021)
| Numer odcinka | Numer odcinka | Numer odcinka | Gwiazda / Temat                    | Data pierwszej emisji | Uczestnicy |
| Lp.           | Pr. dla prasy | TVP VOD       | Gwiazda / Temat                    | Data pierwszej emisji | Uczestnicy |
| ------------- | ------------- | ------------- | ---------------------------------- | --------------------- | --- |
| 1.            | 1             | 14            | Krzysztof Krawczyk                 | 28 lutego 2021        | Uczestnicy: Dawid Mojeścik („Byle było tak”), Bartosz Kurkiewicz („Parostatek”), Aleksandra Orłowska („Chciałem być”), Krzysztof Tomaszewicz („Jak minął dzień”), Magda Adamek-Kverneland („Rysunek na szkle”), Karol Maleszka („Za Tobą pójdę jak na bal”), Dominik Wąsik („Nie zostało nam już nic”) Zwyciężczyni: Aleksandra Orłowska; Wyróżnieni: Dawid Mojeścik, Bartosz Kurkiewicz |
| 2.            | 2             | 15            | przeboje Agnieszki Osieckiej       | 7 marca 2021          | Uczestnicy: Monika Mulska („Okularnicy”), Kamil Milczarek („Na całych jeziorach - Ty”), Aleksandra Lange („W żółtych płomieniach liści”), Danuta Urbańska („Małgośka”), Maciej Kmita („Zielono mi”), Daria Korowajczyk („Niech żyje bal”), Natalia Szczoczarz („Ludzkie gadanie”) Zwyciężczyni: Aleksandra Lange; Wyróżniona: Natalia Szczoczarz |
| 3.            | 3             | 16            | Ania Dąbrowska                     | 14 marca 2021         | Uczestnicy: Krzysztof Kulbicki („Porady na zdrady”), Daria Kobierecka („Nieprawda”), Patrycja Michalska („Z Tobą nie umiem wygrać”), Fabian Piątkiewicz („W głowie”), Adrian Skopiński („Serce nie sługa”), Wiktoria Krakowska („Tego chciałam”), Lena Olszewska („Poskładaj mnie”) Zwyciężczyni: Wiktoria Krakowska; Wyróżnione: Daria Kobierecka, Patrycja Michalska |
| 4.            | 4             | 17            | przeboje Czesława Niemena          | 21 marca 2021         | Uczestnicy: Natalia Siekierka („Sen o Warszawie”), Karolina Zygner („Dziwny jest ten świat”), Tomasz Bulzak („Jednego serca”), Julia Stolpe („Płonąca stodoła”), Paweł Nikody („Pod Papugami”), Natalia Tul („Wspomnienie”), Magdalena Mikulska („Domek bez adresu”) Zwycięzca: Tomasz Bulzak; Wyróżnieni: Karolina Zygner, Paweł Nikody |
| 5.            | 5             | 18            | Lemon                              | 28 marca 2021         | Uczestnicy: Julita Wawreszuk („Scarlett”), Michał Czulak („Jutro”), Michał Jabłoński („Wkręceni”), Klaudia Kulik („Napraw”), Paulina Wójcik („Będę z Tobą”), Daria Englot („Ake”), Przemysław Dominiak („Nice”) Zwycięzca: Przemysław Dominiak; Wyróżnione: Julita Wawreszuk, Daria Englot |
| S59           | —             | 19            | Odcinek świąteczny                 | 4 kwietnia 2021       | Intro: Łukasz Brodowski („Wiosna – ach to ty”) Uczestnicy: Beata Chmielowska-Olech („Chłopiec z gitarą”), Jacek Lenartowicz („Dziewczyny, bądźcie dla nas dobre na wiosnę”), Marta Kielczyk („Niech no tylko zakwitną jabłonie”), Marek Molak („Wielka miłość”), Małgorzata Ostrowska-Królikowska („Kaziu, zakochaj się”), Magdalena Waligórska-Lisiecka („Napisz proszę”), Andrzej Młynarczyk („Kochać”) Zwycięzca: Marek Molak; Wyróżnieni: Beata Chmielowska-Olech, Andrzej Młynarczyk |
| 6.            | 6             | 20            | Trubadurzy                         | 11 kwietnia 2021      | Uczestnicy: Barbara Pędrak („Kasia”), Daniel Lizoń („Uśmiechajcie się dziewczęta”), Weronika Sabatowska („Cóż wiemy o miłości”), Krystian Maliszewski („Znamy się tylko z widzenia”), Karolina Styszyńska („Będziesz ty”), Kasia Kejti Walas („Krajobrazy”), Łukasz Sobczak („Przyjedź mamo na przysięgę”) Zwyciężczyni: Karolina Styszyńska; Wyróżnione: Weronika Sabatowska, Kasia Kejti Walas |
| 7.            | 7             | 21            | 2 plus 1                           | 18 kwietnia 2021      | Uczestnicy: Mateusz Pawelczyk („Czerwone słoneczko”), Magdalena Meisel („Windą do nieba”), Jadwiga Borek („Chodź, pomaluj mój świat”), Patrycja Czaja („Easy come, easy go”), Karol Pisarski („Hej, dogonię lato”), Iga i Agata Kasprzak („Iść w stronę słońca”), Przemysław Bruhn („Wstawaj, szkoda dnia”) Zwyciężczyni: Magdalena Meisel; Wyróżnieni: Przemysław Bruhn, Mateusz Pawelczyk |
| 8.            | 8             | 22            | Sound’n’Grace                      | 25 kwietnia 2021      | Uczestnicy: Adam Katryniok („100”), Nikola Heromińska („Dach”), Zespół DSW (Aneta Leńska, Iwona Kuśnierz, Katarzyna Bakalarczyk-Kielak („Idealnie”), Damian Lis („Nic do stracenia”), Olga Mazur („Na pewno”), Anna Haładyn („Możesz wszystko”), Aleksandra Zań („Sens”) Zwycięzca: Damian Lis; Wyróżnieni: Olga Mazur, Adam Katryniok |
| 9.            | 9             | 23            | Boys                               | 2 maja 2021           | Uczestnicy: Piotr Porada („Najpiękniejsza dziewczyna”), Adrian Makar („Wolność”), Łukasz Bańczak („Biba”), Adrian Woźniak („Oczy szafirowe”), Marta Tyszka („Choćbyś tęsknił”), Daniel Dąbrowski („Jesteś szalona”), Elżbieta Dominikowska („Moja kochana”) Zwycięzca: Daniel Dąbrowski; Wyróżnieni: Adrian Makar, Elżbieta Dominikowska |
| 10.           | 10            | 24            | Jan Pietrzak                       | 3 maja 2021           | Uczestnicy: Yana Semerenko („Pamiętajcie o ogrodach”), Maciej Prusiński („Czy te oczy mogą kłamać”), Urszula Issel („Gdzie ci mężczyźni”), Robert Jarosław Kossakowski („Żeby Polska była Polską”), Klaudia Kuchtyk („Taki kraj”), Wiktor Gabor („Aby do świtu”), Maria Jarosz („Nadzieja”) Zwyciężczyni: Urszula Issel; Wyróżnieni: Klaudia Kuchtyk, Wiktor Gabor |
| 11.           | 11            | 25            | Eleni                              | 9 maja 2021           | Uczestnicy: Dominika Stec („Miłość jak wino”), Mariusz Urbaniak („Za wszystkie noce”), Lena Romul („Muzyka twoje imię ma”), Sylwiana Hańczyc („Troszeczkę ziemi, troszeczkę słońca”), Adam Sikorski („Po słonecznej stronie życia”), Aneta Dąbska („A słońce sobie lśni”), Sylwia Rubin („Tylko w twoich dłoniach”) Zwyciężczyni: Lena Romul; Wyróżnieni: Mariusz Urbaniak, Sylwia Rubin |
| 12.           | 12            | 26            | Natalia Kukulska                   | 16 maja 2021          | Uczestnicy: Cezary Kuczyński („W biegu”), Sonia Maselik („Czy ona jest”), Oktawia Bernaś („Piosenka światłoczuła”), Kamil Klimek („Sexi Flexi”), Dorota "Doris" Berent („Im więcej ciebie tym mniej”), Damien Kawicki („Decymy”), Aleksandra Cybula („Miau”) Zwyciężczyni: Sonia Maselik; Wyróżnieni: Aleksandra Cybula, Damien Kawicki |
| 13.           | 13            | 27            | Finał edycji Opole 2021 – część I  | 23 maja 2021          | Aleksandra Lange i Maryla Rodowicz („Okularnicy”), Aleksandra Orłowska („Za tobą pójdę jak na bal”), Daniel Dąbrowski i Marcin Miller („Wolność), Tomasz Bulzak i Natalia Niemen („Sen o Warszawie”), Magdalena Meisel i Urszula Blaszyńska, Andrzej Rybiński („Chodź, pomaluj mój świat”), Urszula Issel i Jan Pietrzak („Pamiętajcie o ogrodach”), Karolina Styszyńska i Trubadurzy („Cóż wiemy o miłości”), Wiktoria Krakowska i Ania Dąbrowska („Porady na zdrady”), Damian Lis i Sound’n’Grace („Dach”), Przemysław Dominiak i Igor Herbut („Scarlett”), Lena Romul i Eleni („Za wszystkie noce”), Sonia Maselik i Natalia Kukulska („Światło”) |
| 14.           | 13            | 27            | Finał edycji Opole 2021 – część II | 23 maja 2021          | Tomasz Bulzak („Nie zostało nam już nic”), Urszula Issel („Małgośka”), Aleksandra Orłowska („Czy te oczy mogą kłamać”) Gościnnie: Łukasz Brodowski („Dni których nie znamy”) Zwycięzca: Tomasz Bulzak |

## Edycja 28. –Eurowizja Junior 2021(jesień 2021)
| Numer odcinka | Numer odcinka | Numer odcinka | Gwiazda / Temat                                   | Data pierwszej emisji | Uczestnicy |
| Lp.           | Pr. dla prasy | TVP VOD       | Gwiazda / Temat                                   | Data pierwszej emisji | Uczestnicy |
| ------------- | ------------- | ------------- | ------------------------------------------------- | --------------------- | --- |
| 1.            | 1             | 1             | Hity Eurowizji                                    | 5 września 2021       | Uczestnicy: Zuzanna Gajor („Anyone I Want to Be”), Gabrysia Frątczak („If I Were Sorry”), Marysia Stachera („Arcade”), Idalia Orman-Borucka („Superhero”), Paulina Ładosz („Fairytale”, Emilia Zuzanna Głodek („I’ll Be Standing”), Krystian Gizicki („Save Your Kisses for Me”). Zwyciężczyni: Marysia Stachera                                  |
| 2.            | 2             | 2             | Piosenki Pana Kleksa                              | 12 września 2021      | Uczestnicy: Patrycja Wsół („Kaczka dziwaczka”), Miłosz Świetlik Skierski („Meluzyna”), Lena Tylus („Jak rozmawiać z psem”), Marysia Chwastek („Witajcie w naszej bajce”), Laura Rumpel („Dzik jest dziki”), Grzegorz Stachera („Na wyspach Bergamutach”), Julia Kołodziejak („Z poradnika młodego zielarza”). Zwycięzca: Miłosz Świetlik Skierski |
| 3.            | 3             | 3             | Wielkie hity gwiazd Eurowizji, ABBA i Céline Dion | 19 września 2021      | Uczestnicy: Julia Bieniek („Dancing Queen”), Natalia Smaś („My Heart Will Go On”), Lena Morczyńska („A New Day Has Come”), Sara Egwu-James („That’s the Way It Is”), Mishela Menarowska („The Winner Takes It All”), Kornelia Wodka („Waterloo”), Martyna Kaczmarek („Mamma Mia”) Zwyciężczyni: Sara Egwu-James                                   |
| 4.            | Finał         | 4             | Finał                                             | 26 września 2021      | Uczestnicy: Sara Egwu James (My Heart Will Go On, Somebody), Miłosz Świetlik (Na wyspach Bergamutach, Open Wide) oraz Marysia Stachera (Anyone I Want to Be, One World of Colours). Zwyciężczyni finału: Sara Egwu-James |

## Edycja 29. –Opole 2022(jesień 2021)
| Numer odcinka | Numer odcinka | Numer odcinka | Gwiazda / Temat                    | Data pierwszej emisji | Uczestnicy |
| Lp.           | Pr. dla prasy | TVP VOD       | Gwiazda / Temat                    | Data pierwszej emisji | Uczestnicy |
| ------------- | ------------- | ------------- | ---------------------------------- | --------------------- | --- |
| 1.            | 1             | 1             | Thomas Anders                      | 3 października 2021   | Uczestnicy: Nailah Vitha („Brother Louie”), Piotr Cheda („You’re My Heart”), Sławomir Olejarczyk („Atlantis is Calling (S.O.S. for Love)”), Krzysztof Przyjemski („Cheri, Cheri Lady”), Aleksandra Pospieszałowska-Skuza („Sexy, Sexy Lover”), Michał Bilicki („You Can Win if You Want”), Aleksandra Hinc („Jet Airliner”) Zwyciężczyni: Aleksandra Hinc |
| 2.            | 2             | 2             | Justyna Steczkowska                | 10 października 2021  | Uczestnicy: Katarzyna Łyczko („Oko za oko, słowo za słowo”), Marta Kozakiewicz („Za karę”), Cezary Tyc („Wracam do domu”), Aleksandra Płatek („Dziewczyna Szamana”), Izabela Pawletko („Stu policjantów”), Jan Jakubowski („To tylko złudzenie”), Natalia Niedziela-Zubel („Grawitacja”) Zwyciężczyni: Izabela Pawletko; Wyróżnieni: Marta Kozakiewicz, Cezary Tyc |
| 3.            | 3             | 3             | Andrzej Korzyński                  | 17 października 2021  | Uczestnicy: Łucja Kamalla („Kochać”), Kamil Kołodziejczyk („King Bruce Lee Karate Mistrz”), Angelika Kiepura („Motylem jestem”), Julia Sekulska („Meluzyna”), Rafał Łukaszyk („Mydełko Fa”), Dominik Dudzik („Mówili na nią Słońce”), Michał Bojczuk („Żółte kalendarze”) Zwyciężczyni: Julia Sekulska; Wyróżnieni: Kamil Kołodziejczyk, Dominik Dudzik |
| 4.            | 4             | 4             | Ireneusz Dudek                     | 24 października 2021  | Uczestnicy: Joanna Mądry (Azzja) („Au sza la la la”), Daniel Najbor („Zastanów się co robisz”), Łukasz Kornaś („Och Ziuta”), Tomasz Szlagowski („To ty słodka”), Natalia Ziółkowska („Tak dobrze mi tu”), Marcin Iżela („Za dziesięć trzynasta”), Mateusz Celer („Goście idą”) Zwyciężczyni: Joanna Mądry; Wyróżnieni: Natalia Ziółkowska, Tomasz Szlagowski |
| 5.            | 5             | 5             | Partita                            | 31 października 2021  | Uczestnicy: kwartet Rytmos (Natalia, Martyna, Amelia, Kinga) („Marzyciele”), Paulina Brzezińska („Mamy tylko siebie”), Jakub Freda („Dwa razy dwa”), Valentyna Maslovska („Pytasz mnie co ci dam”), Katarzyna Miednik („Nasz codzienny ląd”), Bartłomiej Patkowski („Kiedy wiosna buchnie majem”), Weronika Lalik („Głowa do góry”) Zwyciężczyni: Weronika Lalik; Wyróżnione: Valentyna Maslovska, Katarzyna Miednik |
| 6.            | 6             | 6             | Piosenki Anny German               | 1 listopada 2021      | Uczestnicy: Nikola Müller („Tańczące Eurydyki”), Małgorzata Sztandera („Greckie wino”), Krzysztof Gdaniec („Cyganeria”), Malwina Ciesielska („Dookoła kipi lato”), Oleksandra Zhuravel („Bal u Posejdona”), Franciszek Barnowski („Dziękuję mamo”), Agata Gałach („Człowieczy los”) Zwycięzca: Franciszek Barnowski; Wyróżnione: Nikola Müller, Malwina Ciesielska |
| 7.            | 7             | 7             | Halina Mlynkova                    | 7 listopada 2021      | Uczestnicy: Ewa Stefaniak („Siebie dam po ślubie”), Katarzyna Piłat („Gdzie ten, który powie mi”), Ola Konopka („Heniek”), Michał Gregorkiewicz („Czerwone korale”), Julia Bagińska („W kinie, w Lublinie - kochaj mnie”), Martyna Rokaszewicz („Ostatni raz”), Dominika Hoffman („Zabiorę Cię”) Zwyciężczyni: Ola Konopka; Wyróżnione: Julia Bagińska, Ewa Stefaniak |
| 8.            | 8             | 8             | Lombard                            | 14 listopada 2021     | Uczestnicy: Kamila Brylewska („Droga pani z TV”), Małgorzata Jaworska („Szklana pogoda”), Laura Górniok („Gołębi puch”), Nikola Warda („Przeżyj to sam”), Ian Fel („Nasz ostatni taniec”), Tomasz Rusiński („Diamentowa kula”), Joanna Matczak (Niebrój) („Deja'vu - to już było”) Zwyciężczyni: Nikola Warda; Wyróżnieni: Ian Fel, Tomasz Rusiński |
| 9.            | 9             | 9             | Katarzyna Gärtner                  | 21 listopada 2021     | Uczestnicy: Wiktoria Wiater („Tańczące Eurydyki”), Kinga Wąsik („Wielka woda”), Marcin Czechowicz („Kołysanka matki”), Anna Kucharska („Chłopak z drewna”), Lucyna Mróz-Cieślik („Małgośka”), Weronika Włoch („Diabeł i raj”), Christopher Koller („Bądź gotowy do drogi”) Zwyciężczyni: Wiktoria Wiater; Wyróżnieni: Kinga Wąsik, Marcin Czechowicz |
| 10.           | 10            | 10            | Wojciech Gąssowski                 | 28 listopada 2021     | Uczestnicy: Mateusz Nowakowski („Gdzie się podziały tamte prywatki”), Magdalena Bełcik („Tylko wróć”), kwartet "Leon Voci" („M jak miłość”), Tomasz Motyka („Przygoda bez miłości”), Anita "Alex" Szymańska („Jest impreza”), Bogdan Tomaszewski („Zielone wzgórza nad Soliną”), Michał Lech („To za nami”) Zwycięzca: kwartet "Leon Voci"; Wyróżnieni: Michał Lech, Anita "Alex" Szymańska |
| 11.           | 11            | 11            | Piosenki Ireny Jarockiej           | 5 grudnia 2021        | Uczestnicy: Elżbieta Krawczyk („Wymyśliłam cię”), Michał Matuszewski („Odpływają kawiarenki”), Mirosława Bester („Nie wrócą te lata”), Magdalena Białorucka-Ogorzelec („Motylem jestem”), Patrycja Zawisza Skalska („Gondolierzy znad Wisły”), Zuzanna Ginko („Kocha się raz”), Milena Gawin („Beatlemania story”) Zwycięzca: Michał Matuszewski; Wyróżnione: Patrycja Zawisza Skalska, Magdalena Białorucka-Ogorzelec |
| 12.           | 12            | 12            | Piosenki Wojciecha Młynarskiego    | 12 grudnia 2021       | Uczestnicy: Jacek Brzeszczyński („Jeszcze w zielone gramy”), Ewelina Grabowska („Jeszcze się tam żagiel bieli”), Piotr Korzeniowski („Jesteśmy na wczasach”), Milena Korulczyk („Nie ma jak u mamy”), Adam Zarzecki („Och życie, kocham cię nad życie”), Anna Piotrowska („Dziewczyny, bądźcie dla nas dobre na wiosnę”), Artur Jachimkowski („Lubię wracać tam, gdzie byłem”) Zwyciężczyni: Anna Piotrowska; Wyróżnione: Ewelina Grabowska, Milena Korulczyk; Wyróżnienie osobiste Jana Młynarskiego: Artur Jachimkowski |
| 13.           | 13            | 13            | Finał edycji Opole 2022 – część I  | 18 grudnia 2021       | Ola Konopka i Halina Mlynkova („W kinie, w Lublinie - kochaj mnie”), Nikola Warda i Marta Cugier („Szklana pogoda”), Anna Piotrowska i Alicja Majewska („Jeszcze się tam żagiel bieli”), Wiktoria Wiater i Kazimierz Mazur („Kołysanka matki”), Asia "Azzja" Mądry („Za dziesięć trzynasta”), kwartet "Leon Voci" i Wojciech Gąssowski („Gdzie się podziały tamte prywatki”), Aleksandra Hinc („Brother Louie”), Weronika Lalik i Partita („Marzyciele”), Izabela Pawletko i Justyna Steczkowska („Dziewczyna Szamana”), Michał Matuszewski i Olga Bończyk, Ania Rusowicz („Motylem jestem”), Julia Sekulska i Robert Rozmus („Mówili na nią Słońce”), Franciszek Barnowski i Joanna Moro, Marian Lichtman („Bal u Posejdona”) |
| 14.           | 13            | 13            | Finał edycji Opole 2022 – część II | 18 grudnia 2021       | Występy solowe: Wiktoria Wiater („Droga pani z TV”), Michał Matuszewski („To tylko złudzenie”), Franciszek Barnowski („Nie ma jak u mamy”) Zwycięzca: Franciszek Barnowski |

Odcinek świąteczny
| Numer odcinka | Numer odcinka | Numer odcinka | Gwiazda / Temat    | Data pierwszej emisji | Uczestnicy |
| Lp.           | Pr. dla prasy | TVP VOD       | Gwiazda / Temat    | Data pierwszej emisji | Uczestnicy |
| ------------- | ------------- | ------------- | ------------------ | --------------------- | --- |
| S57           | —             | 14            | Odcinek świąteczny | 26 grudnia 2021       | Intro: Sound’n’Grace („All I Want for Christmas Is You”) Aleksandra Szwed („Last Christmas”), Przemysław Babiarz („Północ już była”), Emilia Komarnicka („Santa Claus Is Comin’ to Town”), Andrzej Mastalerz („Mędrcy świata, monarchowie”), Jerzy Petersburski („Wielkie świąteczne całowanie”), Ida Nowakowska i Tomasz Wolny („Przybieżeli do Betlejem”), Joanna Jarmołowicz i Jakub Józefowicz („Dzień jeden w roku”) Zwycięzcy: Ida Nowakowska i Tomasz Wolny |

## Edycja 30. –Opole 2022(wiosna 2022)
| Numer odcinka | Numer odcinka | Numer odcinka | Gwiazda / Temat                            | Data pierwszej emisji | Uczestnicy |
| Lp.           | Pr. dla prasy | TVP VOD       | Gwiazda / Temat                            | Data pierwszej emisji | Uczestnicy |
| ------------- | ------------- | ------------- | ------------------------------------------ | --------------------- | --- |
| 1.            | 1             | 15            | Irena Santor                               | 27 lutego 2022        | Uczestnicy: Ewa Novel („Powrócisz tu”), Patryk Szynwelski („Jak przygoda to tylko w Warszawie”), Patrycja Greczyło („Już nie ma dzikich plaż”), Krzysztof Moczarski („Tych lat nie odda nikt”), Julia Paraszewska („Embarras”), Borys Stepanyan („Nie kochać w taką noc”), Martyna Janczyk („Odrobinę szczęścia w miłości”) Zwyciężczyni: Ewa Novel |
| 2.            | 2             | 16            | Marek Kościkiewicz                         | 6 marca 2022          | Uczestnicy: Wojciech Wajc („Statki na niebie”), Paulina Kowalska („Tak blisko”), Magdalena Osowska („Wszystko jest na sprzedaż”), Karolina Poźniak („Szczęśliwego Nowego Jorku”), Krystian Karpowicz („Pomimo burz”), Patryk Seweryniak („Tylko błękit”), Cezary Kaliski („Ona jest ze snu”) Zwyciężczyni: Magdalena Osowska; Wyróżniony: Patryk Seweryniak |
| 3.            | 3             | 17            | Arka Noego                                 | 13 marca 2022         | Uczestnicy: Michał Snarski („Nie lękaj się”), Sylwia Piotrowska („Nieidealna”), Grzegorz Rojewski („Święty, Święty uśmiechnięty”), Rafał Klimkowicz („Mama Królowa”), Krystian Piesik („Tato (nie boję się, gdy ciemno jest)”), Blanka Budnicka („Dobre, dobre, bardzo dobre”), Cecylia Sobczak („Sieje je”) Zwyciężczyni: Sylwia Piotrowska; Wyróżnieni: Blanka Budnicka i Krystian Piesik |
| 4.            | 4             | 18            | Piosenki z musicalu Metro                  | 20 marca 2022         | Uczestnicy: Anna Sobkowicz („Wieża Babel”), Irena Kosińska („Litania”), Rafał Michalski („Metro”), Karolina "Caroline" Ziemlicka („Szyba”), Szymon Grzybacz („Na strunach szyn”), Natalia Topczewska („Tylko w moich snach”), Angelika Orłowska („Uciekali”) Zwyciężczyni: Karolina "Caroline" Ziemlicka; Wyróżnione: Anna Sobkowicz i Irena Kosińska |
| 5.            | 5             | 19            | Don Vasyl                                  | 27 marca 2022         | Uczestnicy: Alicja Woldańska („Oj, mamo, mamo”), Ringo Todorovic („Cyganeczka Zosia”), Wiktoria Dębska („Dziś prawdziwych Cyganów już nie ma”), Danuta Kosowska („Jedno jest niebo dla wszystkich”), Katarzyna Dąbrowska („Ore, ore (My Cyganie)”), Maksymilian Stalec („Co Cygan wart bez swej gitary”), Olga Kuśnieruk („Cygańska dola”) Zwyciężczyni: Olga Kuśnieruk; Wyróżnieni: Alicja Woldańska i Maksymilian Stalec |
| 6.            | 6             | 20            | Piosenki Ady Rusowicz i Niebiesko Czarnych | 3 kwietnia 2022       | Uczestnicy: Roksana Lewak („Hej, tam w dolinie”), Klaudiusz Kamiński („Mamo, nasza mamo”), Kalina Kwiatkowska („Nie pukaj do moich drzwi”), Piotr Skóra („Niedziela będzie dla nas”), Kinga Stańko („Za daleko mieszkasz miły”), Aleksandra Januszewska („Mój pierwszy walc”), Paweł Orlikowski („Mogło być inaczej”) Zwyciężczyni: Paweł Orlikowski; Wyróżnione: Kalina Kwiatkowska i Aleksandra Januszewska |
| 7.            | 7             | 21            | Piosenki Jacka Skubikowskiego              | 10 kwietnia 2022      | Uczestnicy: Anna Serafińska („Jedyny hotel w mieście”), Aleksandra Kostępska („Śmierć dyskotece”), Bartłomiej Kowalczyk („Agato, Renato, Beato”), Bartłomiej Matłosz („Dobre miejsce dla naiwnych”), Bartosz Hołubowski („Tacy sami”), Dominika Wiejak („Zawsze tam, gdzie ty”), Natalia Gosztyła („Na dobre i na złe”) Zwycięzca: Bartłomiej Matłosz; Wyróżnieni: Bartłomiej Kowalczyk, Natalia Gosztyła |
| S58           | 8             | 22            | Odcinek świąteczny                         | 17 kwietnia 2022      | Uczestnicy: Anna Powierza („Chłopiec z gitarą”), Małgorzata Tomaszewska i Aleksander Sikora („Wiosna, ach to ty”), Andrzej Supron („Gdzie się podziały tamte prywatki”), Olga Jankowska („Najtrudniejszy pierwszy krok”), Dariusz Kordek („Wakacje z blondynką”), Milena Sadowska („Wiosna”), Piotr Świerczewski („Do zakochania jeden krok”) Zwycięzca: Dariusz Kordek |
| 8.            | 9             | 23            | Myslovitz                                  | 24 kwietnia 2022      | Uczestnicy: Przemysław Piotrowski („Mieć czy być”), Joanna Zwierzykowska („Peggy Brown”), Łukasz Darłak („Długość dźwięku samotności”), Małgorzata Grancewicz („Scenariusz dla moich sąsiadów”), Adrian Litewka („Z twarzą Marylin Monroe”), Martyna Zasieczna („My”), Marcin Molendowski („Dla ciebie”) Zwycięzca: Łukasz Darłak; Wyróżnieni: Małgorzata Grancewicz, Przemysław Piotrowski |
| 9.            | 10            | 24            | Krystyna Giżowska i Andrzej Rybiński       | 1 maja 2022           | Uczestnicy: Michał Bronk („Pocieszanka”), Sandra Wachowicz („Złote obrączki”), Mariusz Mrówka („Czas relaksu”), Agata Trawczyńska („Nie było ciebie tyle lat”), Klaudia Szmidt („Znajdę cię”), Wojciech Łapiński („Nie liczę godzin i lat”), Aleksandra Idkowska („Przeżyłam z tobą tyle lat”) Zwycięzca: Mariusz Mrówka; Wyróżnione: Klaudia Szmidt, Sandra Wachowicz |
| 10.           | 11            | 25            | Mieczysław Fogg                            | 8 maja 2022           | Uczestnicy: Tomasz Bao („Pierwszy siwy włos”), Weronika Zielińska-Wilczyńska („Jesienne róże”), Dawid Wojnarowicz („Pieśń o matce”), Wiktor Kowalski („To ostatnia niedziela”), Magda Mrówczyńska („Mały biały domek”), Oscar Jensen („Tango milonga”), Iga Krzaczyńska („Piosenka o mojej Warszawie”) Zwycięzca: Wiktor Kowalski; Wyróżnieni: Weronika Zielińska-Wilczyńska, Tomasz Bao |
| 11.           | 12            | 26            | Kombi                                      | 15 maja 2022          | Uczestnicy: Jerzy Stachyra („Nasze rendez vous”), Małgorzata Bukowska („Black & White”), Tomasz Mrozek („Kochać cię – za późno”), Mariusz Pasadyn („Słodkiego miłego życia”), Izabela Lewandowska-Zydel („Za ciosem cios”), Dariusz Buczek („Przytul mnie”), Magda Szczęsna („Nietykalni - skamieniałe zło”) Zwycięzca: Magda Szczęsna; Wyróżnieni: Izabela Lewandowska-Zydel, Dariusz Buczek |
| 12.           | 13            | 27            | Finał edycji Opole 2022 – część I          | 22 maja 2022          | Uczestnicy: Paweł Orlikowski i Ania Rusowicz („Niedziela będzie dla was”), Magdalena Osowska, Rafał Brzozowski, Marek Kościkiewicz i Antek Smykiewicz („Statki na niebie”), Olga Kuśnieruk, Don Vasyl, Dziani, Princ i Robert Markowski („Dziś prawdziwych Cyganów już nie ma”), Wiktor Kowalski i Jan Młynarski („Pieśń o matce”), Sylwia Piotrowska i Arka Noego („Sieje je”), Karolina "Caroline" Ziemlicka, Natasza Urbańska i Janusz Józefowicz („Wieża Babel”), Łukasz Warłak i Myslovitz („Scenariusz dla moich sąsiadów”), Mariusz Mrówka, Krystyna Giżowska i Andrzej Rybiński („Złote obrączki”/„Nie liczę godzin i lat”), Magda Szczęsna i Kombi Łosowski („Słodkiego miłego życia”), Bartłomiej Matłosz, Anna Jurksztowicz i Grzegorz Stróżniak („Jedyny hotel w mieście”), Ewa Novel i Irena Santor („Embarras”) |
| 13.           | 13            | 27            | Finał edycji Opole 2022 – część II         | 22 maja 2022          | Uczestnicy: Wiktor Kowalski („Już nie ma dzikich plaż”), Ewa Novel („Litania”), Bartłomiej Matłosz („My”) Zwycięzca: Wiktor Kowalski |

## Edycja 31. –Eurowizja Junior 2022(jesień 2022)
| Numer odcinka | Numer odcinka | Numer odcinka | Gwiazda / Temat         | Data pierwszej emisji | Uczestnicy |
| Lp.           | Pr. dla prasy | TVP VOD       | Gwiazda / Temat         | Data pierwszej emisji | Uczestnicy |
| ------------- | ------------- | ------------- | ----------------------- | --------------------- | --- |
| 1.            | 1             | 1             | Współczesne hity        | 4 września 2022       | Uczestnicy: Laura Bączkiewicz („Run”), Zofia Tofiluk („Hold My Hand”), Natalia Smaś („Easy On Me”), Helena Włodarczyk („Diamonds”), Iga Kaczyńska („Dynamite”), Anastazja Broniszewska („Wonder”), Elena Popowicz („Rain On Me”) Zwyciężczyni: Natalia Smaś; Wyróżniona: Helena Włodarczyk                                                   |
| 2.            | 2             | 2             | Polska Eurowizja Junior | 11 września 2022      | Uczestnicy: Kornelia Sadowska („Superhero”), Amelia Borkowska („I'll Be Standing”), Zofia Szuca („Somebody”), Aleksander Maląg („Mój dom”), Julia Kostyła („Anyone I Want To Be”), Lena Wójcicka („Share The Joy”), Victoria Konys („Move The World”) Zwycięzca: Aleksander Maląg; Wyróżnione: Lena Wójcicka, Zofia Szuca                    |
| 3.            | 3             | 3             | Hity Eurowizji          | 18 września 2022      | Uczestnicy: Kinga Kipigroch („Euphoria”), Julia Kowalska („Arcade”), Ida Wargskog („If I Were Sorry”), Beniamin Nowacki („Fairytale”), Aleksander Szwarnowiecki („Waterloo”), Antonina Kraszewska („Save Your Kisses for Me”), Alicja Smyk („Light Me Up”) Zwyciężczyni: Ida Wargskog; Wyróżnieni: Kinga Kipigroch, Aleksander Szwarnowiecki |
| 4.            | 4             | 4             | Finał                   | 25 września 2022      | Uczestnicy: Natalia Smaś („Rain On Me”), Ida Wargskog („Arcade”), Aleksander Maląg („Somebody”, "On My Way") oraz Laura Bączkiewicz („Hold My Hand”, "To the Moon") Zwyciężczyni: Laura Bączkiewicz |

## Edycja 32. –Opole 2023(jesień 2022)
| Numer odcinka | Numer odcinka | Numer odcinka | Gwiazda / Temat        | Data pierwszej emisji |
| Lp.           | Pr. dla prasy | TVP VOD       | Gwiazda / Temat        | Data pierwszej emisji |
| ------------- | ------------- | ------------- | ---------------------- | --------------------- |
| 1.            | 1             | 1             | Edyta Górniak          | 02.10.2022            |
| 2.            | 2             | 2             | Czerwone Gitary        | 09.10.2022            |
| 3.            | 3             | 3             | Sarsa i Natalia Nykiel | 16.10.2022            |
| 4.            | 4             | 4             | Stanisława Celińska    | 23.10.2022            |
| 5.            | 5             | 5             | Piersi                 | 30.10.2022            |
| 6.            | 6             | 6             | Piotr Szczepanik       | 01.11.2022            |
| 7.            | 7             | 7             | Universe               | 06.11.2022            |
| 8.            | 8             | 8             | Piotr Cugowski         | 13.11.2022            |
| 9.            | 9             | 9             | Krystyna Prońko        | 20.11.2022            |
| 10.           | 10            | 10            | Robert Chojnacki       | 27.11.2022            |
| 11.           | 11            | 11            | Piosenki z musicali    | 04.12.2022            |
| 12.           | 12            | 12            | Aleksander Maliszewski | 11.12.2022            |
| 13.           | 13            | 13            | Finał, cz. 1           | 17.12.2022            |
| 14.           | 13            | 14            | Finał, cz. 2           | 17.12.2022            |

Odcinek świąteczny
| Numer odcinka | Numer odcinka | Numer odcinka | Gwiazda / Temat    | Data pierwszej emisji |
| Lp.           | Pr. dla prasy | TVP VOD       | Gwiazda / Temat    | Data pierwszej emisji |
| ------------- | ------------- | ------------- | ------------------ | --------------------- |
| S59           | —             | —             | Odcinek świąteczny | 25 grudnia 2022       |

## Edycja 33. –Opole 2023(wiosna 2023)
| Numer odcinka | Numer odcinka | Numer odcinka | Gwiazda / Temat                       | Data pierwszej emisji |
| Lp.           | Pr. dla prasy | TVP VOD       | Gwiazda / Temat                       | Data pierwszej emisji |
| ------------- | ------------- | ------------- | ------------------------------------- | --------------------- |
| 1.            | 1             | 15            | Doda                                  | 05.03.2023            |
| 2.            | 2             | 16            | Zakopower                             | 12.03.2023            |
| 3.            | 3             | 17            | Lata 60. / 70.                        | 19.03.2023            |
| 4.            | 4             | 18            | TSA                                   | 26.03.2023            |
| 5.            | 5             | 19            | Stanisław Karpiel Bułecka             | 02.04.2023            |
| S60           | 6             | 20            | (odcinek wielkanocny, poza konkursem) | 09.04.2023            |
| 6.            | 7             | 21            | Chłopcy z Placu Broni                 | 16.04.2023            |
| 7.            | 8             | 22            | Opolskie przeboje lat 80.             | 23.04.2023            |
| 8.            | 9             | 23            | Piosenki Grzegorza Ciechowskiego      | 30.04.2023            |
| 9.            | 10            | 24            | opolskie Premiery XXI wieku           | 01.05.2023            |
| 10.           | 11            | 25            | piosenki Bogusława Meca               | 07.05.2023            |
| 11.           | 12            | 26            | Mezo i Liber                          | 14.05.2023            |
| 12.           | 13            | 27            | Finał, cz. 1                          | 21.05.2023            |
| 13.           | 13            | 28            | Finał, cz. 2                          | 21.05.2023            |

## Edycja 34. –Eurowizja Junior 2023(jesień 2023)
| Numer odcinka | Numer odcinka | Numer odcinka | Jury                                   | Data pierwszej emisji |
| Lp.           | Pr. dla prasy | TVP VOD       | Jury                                   | Data pierwszej emisji |
| ------------- | ------------- | ------------- | -------------------------------------- | --------------------- |
| 1.            | 1             | 1             | Sara Egwu James, Tulia, Marek Sierocki | 3 września 2023       |
| 2.            | 2             | 2             | Roksana Węgiel, Cleo, Marek Sierocki   | 10 września 2023      |
| 3.            | 3             | 3             | Viki Gabor, Gromee, Marek Sierocki     | 17 września 2023      |
| 4.            | 4             | 4             |                                        | 24 września 2023      |

## Edycja 35. –Opole 2024(jesień 2023)
| Numer odcinka | Numer odcinka | Numer odcinka | Gwiazda / Temat                     | Data pierwszej emisji |
| Lp.           | Pr. dla prasy | TVP VOD       | Gwiazda / Temat                     | Data pierwszej emisji |
| ------------- | ------------- | ------------- | ----------------------------------- | --------------------- |
| 1.            | 1             | 1             | Dżem                                | 1 października 2023   |
| 2.            | 2             | 2             | Krzesimir Dębski                    | 8 października 2023   |
| 3.            | 3             | 3             | Blue Café                           | 15 października 2023  |
| 4.            | 4             | 4             | Sława Przybylska                    | 22 października 2023  |
| 5.            | 5             | 5             | Big Day i Loka                      | 29 października 2023  |
| 6.            | 6             | 6             | Golden Life                         | 5 listopada 2023      |
| S61           | 7             | 7             | Na żołnierską nutę                  | 11 listopada 2023     |
| 7.            | 8             | 8             | Wanda Kwietniewska                  | 12 listopada 2023     |
| 8.            | 9             | 9             | Jubileusz 30-lecia Szansy na sukces | 19 listopada 2023     |
| 9.            | 10            | 10            | Sławomir Sokołowski                 | 26 listopada 2023     |
| 10            | 11            | 11            | Wojciech Trzciński                  | 3 grudnia 2023        |
| 11.           | 12            | 12            | Bohdan Łazuka                       | 10 grudnia 2023       |
| 12.           | 13            | 13            | Finał, cz. 1                        | 16 grudnia 2023       |
| 13.           | 13            | 14            | Finał, cz. 2                        | 16 grudnia 2023       |

Odcinek świąteczny
| Numer odcinka | Numer odcinka | Numer odcinka | Temat              | Data pierwszej emisji |
| Lp.           | Pr. dla prasy | TVP VOD       | Temat              | Data pierwszej emisji |
| ------------- | ------------- | ------------- | ------------------ | --------------------- |
| S62           | —             | —             | Odcinek świąteczny | 24 grudnia 2023       |

## Edycja 36. –Opole 2024(wiosna 2024)
| Numer odcinka | Numer odcinka | Numer odcinka | Gwiazda / Temat    | Data pierwszej emisji |
| Lp.           | Pr. dla prasy | TVP VOD       | Gwiazda / Temat    | Data pierwszej emisji |
| ------------- | ------------- | ------------- | ------------------ | --------------------- |
| 1.            | 1             | 15            | Maciej Maleńczuk   | 17 marca 2024         |
| 2.            | 2             | 16            | Patrycja Markowska | 24 marca 2024         |
| 3.            | 3             | 17            | Jerzy Połomski     | 31 marca 2024         |
| 4.            | 4             | 18            | Lanberry           | 7 kwietnia 2024       |
| 5.            | 5             | 19            | Andrzej Sobczak    | 14 kwietnia 2024      |
| 6.            | 6             | 20            | Elektryczne Gitary | 21 kwietnia 2024      |
| 7.            | 7             | 21            | Papa D.            | 28 kwietnia 2024      |
| 8.            | 8             | 22            | Stan Borys         | 5 maja 2024           |
| 9.            | 9             | 23            | Finał, cz. 1       | 12 maja 2024          |
| 10.           | 9             | 24            | Finał, cz. 2       | 12 maja 2024          |

## Edycja 37. –Eurowizja Junior 2024(jesień 2024)
| Numer odcinka | Numer odcinka | Numer odcinka | Temat               | Data pierwszej emisji |
| Lp.           | Pr. dla prasy | TVP VOD       | Temat               | Data pierwszej emisji |
| ------------- | ------------- | ------------- | ------------------- | --------------------- |
| 1.            | 1             | 1             | Najnowsze hity      | 8 września 2024       |
| 2.            | 2             | 2             | Hity Eurowizji      | 15 września 2024      |
| 3.            | 3             | 3             | Piosenki castingowe | 22 września 2024      |
| 4.            | 4             | 4             | Finał               | 29 września 2024      |

## Edycja 38. –Opole 2025(jesień 2024)
| Numer odcinka | Numer odcinka | Numer odcinka | Gwiazda / Temat   | Data pierwszej emisji |
| Lp.           | Pr. dla prasy | TVP VOD       | Gwiazda / Temat   | Data pierwszej emisji |
| ------------- | ------------- | ------------- | ----------------- | --------------------- |
| 1.            | 1             | 1             | Kayah             | 6 października 2024   |
| 2.            | 2             | 2             | Wilki             | 13 października 2024  |
| 3.            | 3             | 3             | Włodzimierz Korcz | 20 października 2024  |
| 4.            | 4             | 4             | Breakout          | 27 października 2024  |
| 5.            | 5             | 5             | Anita Lipnicka    | 3 listopada 2024      |
| 6.            | 6             | 6             | Stanisław Sojka   | 10 listopada 2024     |
| 7.            | 7             | 7             | Sztywny pal Azji  | 17 listopada 2024     |
| 8.            | 8             | 8             | Finał, cz. 1      | 24 listopada 2024     |
| 9.            | 8             | 9             | Finał, cz. 2      | 24 listopada 2024     |

## Edycja 39. –Opole 2025(wiosna 2025)
| Numer odcinka | Numer odcinka | Numer odcinka | Gwiazda / Temat      | Data pierwszej emisji |
| Lp.           | Pr. dla prasy | TVP VOD       | Gwiazda / Temat      | Data pierwszej emisji |
| ------------- | ------------- | ------------- | -------------------- | --------------------- |
| 1.            | 1             | 10            | Majka Jeżowska       | 2 marca 2025          |
| 2.            | 2             | 11            | Kora Jackowska       | 9 marca 2025          |
| 3.            | 3             | 12            | Organek              | 16 marca 2025         |
| 4.            | 4             | 13            | Grażyna Łobaszewska  | 23 marca 2025         |
| 5.            | 5             | 14            | Małgorzata Ostrowska | 30 marca 2025         |
| 6.            | 6             | 15            | Tatiana Okupnik      | 6 kwietnia 2025       |
| 7.            | 7             | 16            | Zbigniew Hołdys      | 13 kwietnia 2025      |
| 8.            | 8             | 17            | Marek Dutkiewicz     | 20 kwietnia 2025      |
| 9.            | 9             | 18            | Finał, cz. 1         | 27 kwietnia 2025      |
| 10.           | 9             | 19            | Finał, cz. 2         | 27 kwietnia 2025      |

## Edycja 40. –Opole 2026(wiosna 2025)
|+
!numer odcinka 
!Gwiazda / temat
!data emisji
!uwagi 
|-
|1
|Zwycięzcy The Voice of Poland
|7 września 2025
|
|-
|2
|
|
|
|-
|3
|
|
|
|}